# るろうに剣心 -明治剣客浪漫譚-の登場人物一覧
るろうに剣心 -明治剣客浪漫譚-の登場人物一覧（るろうにけんしん めいじけんかくろまんたん のとうじょうじんぶつのいちらん）は、和月伸宏の漫画『るろうに剣心 -明治剣客浪漫譚-』およびそれを原作としたアニメ、ゲーム作品に登場する架空の人物の一覧である。
なお、緋村剣心、相楽左之助、四乃森蒼紫、鵜堂刃衛、志々雄真実およびその一派、雪代縁は各キャラクターの個別記事を参照。

## 説明
- 担当声優はテレビアニメ第1作（1996年） / テレビアニメ第2作（2023年）の順に記載。1人のみ記載の場合は特筆ない限りはテレビアニメ第1作でのキャスト。
  - ゲーム版・OVA版・CDブック版などのキャストは別途記載する。ただし、ゲーム版やOVA版も基本的にはテレビアニメ第1作に準拠している。
- 作中で出てくる年齢は1878年（明治11年）時点での数え年である。ただし剣心のみ諸事情で満年齢で数えられている。詳しくは本人の項を参照。
- 主要人物の誕生日などのプロフィールは1999年発売の公式ファンブック『剣心華伝』にて設定されていたが、テレビアニメ第2作が2023年に放送されるのに合わせて誕生日の設定が変更されている。本記事では新規に設定された誕生日を記載し、旧設定のものは注釈にて記載する。
- 主要人物については漫画版・アニメ版の主要人物に加え、映画版・キネマ版の登場人物もこちらに含める。
  - 主要人物のうち、敵対者については主な敵対者に含める。
- 担当俳優は、映…実写映画、宝…宝塚版ミュージカル、松…松竹版ミュージカル、京…京都編ミュージカル。宝塚版については、本公演 / 新人公演の順。

## 主要人物
緋村剣心（ひむら けんしん）
声 - 涼風真世（幼少時 - 鈴木真仁） / 斉藤壮馬（幼少時 - 田村睦心） / 緒方恵美（CDブック版）
演 映 - 佐藤健（幼少時 - 福崎那由他） / 宝 - 早霧せいな / 永久輝せあ / 松 - 早霧せいな / 京 - 小池徹平
本作品の主人公。穏やかな風貌の優男だが、幕末期は「人斬り抜刀斎」として恐れられた伝説の剣客。初登場時28歳。

神谷薫（かみや かおる）
声 - 藤谷美紀 / 高橋李依 / 桜井智（CDブック版）
演 映 - 武井咲、宝 - 咲妃みゆ / 彩みちる、松 - 上白石萌歌、京 - 井頭愛海
身長155cm、体重41kg。1862年（文久2年）10月10日生まれ。千葉県出身。血液型O、蟹座。初登場時17歳（満15歳）。
本作品のヒロイン。一人称は「私」。神谷活心流道場師範代（物語終盤で師範となる）で、その美しい容姿と剣の腕から東京では「剣術小町」と呼ばれる。活発で正義感の強い性格だが、それゆえに激昂しやすい面もある。命をかけた修羅場を経験し、剣術の腕前も確かであるが、繕い物を除く家事は苦手。特に料理は本人としては得意なつもりなのだが、周りからの評判はすこぶる悪い。また、酒癖が非常に悪く、酔うと剣心らも手が付けられないほど凶暴になる。
家族は父・越路郎、剣術家で水墨画家の祖父がいたことが明言されているが、ともに故人であり、母親に関しても原作劇中で一切触れられていない（アニメ第1作では故人という設定）。食費などの費用の出所は不明だが、祖父の残した水墨画を売って生計を立てたこともある。アニメ第1作の第24話では出稽古で生計を立てていると発言している。
神谷道場の土地を奪われそうになった事件で剣心と出会い、以後彼との絆を深める。流浪人に戻る決意をした剣心が、唯一別れを告げた相手。序盤は剣心がいつか流浪人に戻ることを恐れていた。
剣心が「闘いの人生を完遂する」と決意した姿を目にして、彼のことをずっと側で支えていたいと思うようになる。最終的には剣心と結婚し、息子・剣路を儲けている。
『明日郎 前科アリ（異聞）』では神谷道場にやって来た明日郎と阿爛を剣路と共に迎え入れている。なお、料理の腕はおにぎりを美味く作れるほどには上達している。
アニメ第1作では戦闘シーンが多く、警官を殴り倒すなど気の強さが大きく現れているが、伍兵衛に負けて無理矢理土地屋敷の権利書に拇印を押させられた時は自分の無力さに涙を流した。弥彦がヤクザに利用されていたことを知ると竹刀を手に乗り込んでヤクザたちと闘ったり、我介とやりあったりしている。また原作では観柳邸に乗り込まなかったがアニメ第1作では一緒に付いて来て観柳の私兵団と闘い勝利した。その他コメディリリーフの役割を担うことが多く、自分と似た性格の弥彦を弟みたいに思ったり、自分の美貌を自画自賛したりと原作における性格がより強調されている。風水編では入邪の法を受けて死の危機に瀕するも、剣心や陣風の尽力により一命を取り留める。
OVA『星霜編』では、剣心の抱える痛みを共有したいという前向きな気持ちから、不治の病に侵された剣心と接触し剣心の病が感染して剣心と同じ症状が表れる。
人物像のモチーフは、坂本龍馬の恋人千葉佐那。
- 完全版第4巻の再筆：剣術小町っぽさを強調したデザイン。髪が直毛に近くなり、外見のイメージが変わる。家伝の短刀を帯に隠して身につけている。
- キネマ版：神谷道場の土地が借地となっており、その権利を買い取った観柳により、賭博興行に立たされていた。原作と違い、料理が不得意という自覚がある。髪型が原作と若干異なっている。
- 実写映画版：基本的に原作に準じている設定がされている。自ら戦うシーンは少ないが、第2作目『京都大火編』では薙刀を使用して戦う姿も描かれた。
- 銀幕草紙変：料理が苦手な理由が以前は住み込みの門下生が作っており、門下生たちが出ていくまで料理をしたことがなかったためとされている。

神谷活心流
父・神谷越路郎が創始した活人剣。相手を殺すのではなく制することを極意とし、殺傷力のある真剣ではなく木刀や竹刀を用いて戦う。また、刀身を一切利用せず柄で打撃を与える技もあり、奥義も柄を利用したものとなっている。原作第一幕では伍兵衛に『人を活かす剣』という理念を「寝言」と嘲られたが、後に剣心は自身の解釈として弥彦に「敗れれば、自身のみならず、守ろうとした人の命運も尽きる。『活人剣』を振るう者は、いかなる敗北も許されないということを肝に命じておくように」と諭した。アニメ第1作では柔術もこなす流派になっていた。
ここでは薫が使用する主な技をあげる。なお、弥彦の項で触れている神谷活心流の奥義「刃止め」「刃渡り」も技術的には習得しているが、実戦では使ったことは無い（一度も成功しないため）。
原作では偽抜刀斎事件のために門下生がいなくなったが、キネマ版では維新や廃刀令、文明開化で門下生がいなくなったという設定になっている。
柄の下段・膝挫（つかのげだん・ひざひしぎ）
柄を利用した膝関節破壊技（刀身が無くても使用可能）。下段の突進から相手の膝に柄による打撃を打ち込み、敵の膝を砕く。その威力は、打撃を打ち込む木刀の柄自体も粉々に砕け折れるほど。
京都編にて、十本刀「大鎌の鎌足」に対して使用し戦闘不能に追い込んだ。
神谷活心流柔術（アニメオリジナル）
以下はアニメ第1作66話に登場した神谷活心流柔術。
- 木の葉返し（このはがえし）
- 地獄車（じごくぐるま）
- 巴二段投げ（ともえにだんなげ）

相楽左之助（さがら さのすけ）
声 - 上田祐司（少年期 - 渕崎ゆり子） / 八代拓（少年期 - 藤原夏海） / 関智一（少年期 - 結城比呂）〈CDブック版〉
演 映 - 青木崇高、宝 - 鳳翔大 / 真地佑果、松 - 植原卓也、京 - 岐洲匠
元・赤報隊一番隊準隊士で剣心の仲間。喧嘩屋をしていたが剣心と出会い改心した。初登場時19歳。

明神弥彦（みょうじん やひこ）
声 - 冨永みーな / 小市眞琴 / 高山みなみ（CDブック版）
演 映 - 田中偉登（第1作）、大八木凱斗（第2・3作）、大西利空（第4・5作）、宝 - 彩みちる / 希良々うみ、松 - 加藤憲史郎 / 大河原爽介 / 川口調
身長128cm、体重23kg。1868年（明治元年）11月26日生まれ。東京府出身。血液型B、獅子座。初登場時10歳。趣味：稽古。好きな食べ物：牛肉・西瓜。一人称は「俺」。
東京府士族の少年。明治維新の混乱によって孤児となった。30石2人扶持の下級武士だった父は彰義隊に加わって戦死、母は彼を育てるために遊郭で働き病死した。ヤクザに拾われ、スリとして働かされていたが、剣心たちと出会ってヤクザと離反。神谷活心流を学び剣心たちとともに戦うたび、幼いながらも常人離れした精神力・身体能力、剣才を発揮し成長していく。
ヤクザの一件から、剣心の計らいで神谷道場に入門させられる。当初は薫と言い争いが絶えなかったものの、薫が菱卍愚連隊の隊員2人を一撃で圧倒したところを目の当たりにしたことで考えを改め、その一件後に正式に門下生宣言をして鍛錬に取り組むようになる。
プライドが高く一本気な性格で、子供扱いされることを嫌う。敵味方を始め年長者に対しても物怖じしない発言をする（というよりも、誰に対しても敬語で話すことがほぼ皆無）ため、周囲からは生意気と取られている。早く一人前の男になりたいと強く願い、そのためには血の滲むような努力も厭わず、自分より力量が上の相手に対しても弱者を守るために立ち向かっていく勇気を持っている。作中では斎藤と直接交渉を行ったこともあり、蒼紫や斎藤も彼の度胸や胆力を評価している。本人は不本意ながらも、スリのセンスはあり、それが味方の危機を救うこともある。また、建物の軒下に長時間隠れるといった器用な一面も見せた。
後に塚山由太郎と共に神谷活心流道場師範代を務め、「白刃取り千本制覇」「東日本でも五指に入る腕前」と称されるまでに成長（本人は日本二と自称。日本一は剣心とのこと）し、剣心からは逆刃刀と「不殺」の信念、左之助からは「悪一文字」の生き様をそれぞれ受け継ぐ。明治15年（1882年）時点での外見は、体格は剣心、性格は左之助のイメージでデザインしたとのこと。後に三条燕（後述）と結婚。
登場当初から高い実力を有しているキャラクターが多い本作品では珍しく、当初は単なる子供だったが稽古や実戦を通して強敵にも勝利を収めるなど成長過程が描かれている。
『明日郎 前科アリ（異聞）』では剣心と共に明日郎たちを助けに現れ、逆刃刀を剣心に貸している。事件解決後に警察から志々雄一派の残党に関する話を聞き、さらに明日郎と阿爛が神谷道場の預かりになったと話が付いた旨を語っていた。
『北海道編』では師範代が二人とも道場を空けるわけにはいかないとして東京に残留。その際に剣心の腕が鈍っていないか確認した後、「体力は落ちているが、剣腕は全く衰えていない」として正式に逆刃刀を剣心に返却。そのことで一抹の寂しさを覚えてそれを燕に看過されたことで、一緒に暮らすことを提案している。劍客兵器対策としては斎藤からも十代では別格の実力者と認め、目されており、剣心もいずれ召集するつもりではいるがまだその時ではないと保留している。
アニメ第1作では病気の母の治療費を集英組に肩代わりしてもらい、両親の死後、借金を払うためにスリをさせられていたという設定になっているほか、最初から燕を女の子として意識したり、サーカスの娘マリモに惚れるなど恋愛を匂わせる描写が多い。また戦闘描写も多く街中のチンピラ程度なら難なく倒す、観柳邸で薫（アニメ第1作では一緒に付いて来ている）と一緒に私兵団と戦うなどの一幕も見せた。
原作では津南の金で左之助の開いた宴会で酒を飲んでいたが、アニメ第1作では左之助に挑発され酒を飲もうとし薫に止められるも静止を振り切って一気飲みをしている。アニメ第2作では酒ではなく弁当に差し替えられた。
OVA『星霜編』で描かれたその十数年後の世界では、剣心への反発から家を出た剣路に本当の強さが何たるかを教えるため、逆刃刀をもって剣路と対決する。戦いの後、自身が剣心から元服の祝いとして逆刃刀を託されたように、遅くなった元服の祝いとして逆刃刀を剣路に託す。その戦いを見て比古は、「奴（剣心）は剣術の理をも変えてしまったようだな」と呟いた。
名前は越後一の宮「弥彦神社」（新潟県弥彦村）に由来。モチーフとしては、作者が中学時代に剣道部に居た頃の気持ち（疎外感）が反映されている。
- 完全版第20巻の再筆：近隣の浮浪児のリーダーという設定に。デザインは三島栄次に近い。髪型はざん斬り頭。服装はリーダーの証として浮浪児仲間をいじめていた外国人を懲らしめた時の戦利品のベストに半袴。家伝の刀と神谷活心流の袋竹刀を持ち歩き、人斬りにも真の剣士にもなりうる危うい二面性を持つという設定に。
- キネマ版：観柳の小間使いとして登場。薫のもとに監視役（という名目の逆人質）として神谷道場に送られていたが、自分を心配する薫のために観柳に歯向かう。観柳が一度逮捕された後もそのまま神谷道場に居候している。本編で肌身離さず持っていた竹刀は持っていない。本編で髪型は原作と再筆を折半したものになっている。また燕とは幼馴染という設定になっている。
- 実写映画版：士族の少年で孤児であるという基本的な設定は原作に準じているが、剣心が薫と出会う前から薫と知り合いで道場に半居候状態であり、スリをやっていたなどの設定は描かれていない。原作では剣心、左之助と共に観柳邸に乗りこんでいるが実写映画版では剣心に止められて居残っており、戦闘シーンはほぼない。第2作目『京都大火編』からは子役が変更された他、若干ながら戦闘シーンが描写されている。
- 銀幕草紙変：スリを行うのが嫌でヤクザに歯向かったために捨てられ、行き倒れていたところを薫に拾われて神谷道場に居候している。

神谷活心流
奥義の防り・刃止め（おうぎのまもり・はどめ）
手を交差して相手の剣撃を白刃取りする。両手の甲で受け取るため、剣を持ったままの白刃取りが可能。
失敗すると即死もあり得るため、技自体の技術と敵の武器を制する腕力と共に、土壇場での勝負度胸が最も重要となる。
この技は相手の武器を制し、かつ後述の刃渡りに派生できる力の一点による均衡状態を作り出すことが本質で、その状態となるなら必ずしも武器を手で挟む必要は無い。実際に玄武の仕掛け六節棍「玄武蛇棍」の分割する先端を柄で押さえることで成立させている（この状態では一度棍を引かなければ分割できないが、引くとその瞬間に刃渡りが入り、強引に押し切ろうとすれば弥彦自ら点をずらして刃渡りを入れられる）。16歳時には剣心の九頭龍閃も五撃までなら止められた。
奥義の攻め・刃渡り（おうぎのせめ・はわたり）
刃止めで受け止めた武器を制したまま伝って、柄尻で人体急所（喉元や脇、顎など）を狙ってカウンター攻撃を撃ち込む。
刃止めの後に間髪入れず人体急所へ的確に打ち込まねば、相手の攻撃の勢いを利用したカウンター攻撃として成立せず、奥義本来の一撃必倒の威力を発揮しないので、こちらも土壇場での勝負度胸が必須。
奥義の極・刃断（おうぎのきわみ・はだち）
片手で敵の剣を制すると同時に武器破壊を行う、究極の白刃取り。
末代祟り（まつだいたたり）
単なる金的蹴り。神谷活心流禁じ手らしい。
肩透かし金的蹴り（かたすかしきんてきげり）
アニメ第1作オリジナル技。相手の剣を振り下ろす力を逆利用して剣で相手を引き寄せ、右膝で金的蹴りを喰らわせる弥彦自作の技。
初作・片手面（しょさ・かたてめん） / 両手面（りょうてめん）
その名の通り、所謂単なる面打ち。名称は片手で打つか両手で打つかの違いのみ。
見様見真似技（みようみまねわざ）
弥彦が剣心の戦いを見ているうちに覚えた飛天御剣流の技。
見様見真似・龍槌閃（みようみまね・りゅうついせん）
PS『十勇士陰謀編』では弥彦流龍槌閃（やひこりゅうりゅうついせん）という名称で登場。
剣心の十八番である龍槌閃を弥彦が見様見真似した技。本来、超人的脚力による跳躍後の落下重力を自身の腕力に乗せて放つ技のため、超人的脚力が必須だが、十本刀・蝙也の飛空発破の爆風をうまく利用することで使用。油断していたとは言え蝙也を竹刀が折れるほど強く打ちつけ、一撃で倒した。後に乙和に対して自力でも使用したが、乙和の暗器による反撃に遭い不発に終わった。
龍翔閃抵牿（りゅうしょうせんもどき）
龍翔閃を弥彦が真似した技。鯨波に対して使用。なお、弥彦が龍翔閃を見る機会があったのは剣心対外印戦しかない（その際、弥彦は乙和と対峙していた）。本家の龍翔閃は右手で峰を支えるに対し、弥彦のは逆で左手で支えている。
PS『十勇士陰謀編』では弥彦流龍翔閃（やひこりゅうりゅうしょうせん）という名称で登場。原作で使用した時期以前にゲームが発売されている。

高荷恵（たかに めぐみ）
声 - 土井美加 / 大西沙織
演 映 - 蒼井優、宝 - 大湖せしる / 有沙瞳、松 - 愛原実花、京 - 城妃美伶
身長166cm、体重45kg。1857年（安政4年）9月12日生まれ。血液型B、山羊座。初登場22歳。趣味：人をからかうこと。一人称は「私」。剣心のことは名前を知って以降「剣さん」と呼んでいる。
会津出身の美人女医。西洋医学を学ぶため、家族ごと脱藩するまでに心血を注ぐ名医家・高荷家の出身。会津戦争で父の隆生（りゅうせい）を亡くし、母親と兄2人も行方不明となる。上京するが、悪徳実業家の武田観柳にその才能を悪用され、観柳の監禁の下で阿片を作らされる羽目になる。剣心と出会って命を助けられた後は、戦いで傷付いた人々の治療を行う役目を担う。料理は得意で、薫の料理に文句を言わない弥彦でさえも「恵が料理を作る」という理由で神谷道場宿泊を許可している。
気丈な性格で、高飛車かつ蓮っ葉な物言いで言語の訛りを隠している。当初は観柳から逃げるために剣心に近づいて利用し、劣勢になったら一人で逃げようとまでしていたがどこまでも自分を貫く彼に心惹かれ本当に恋心を抱くようになる。人をからかうのが心底楽しいようで左之助や薫には「女狐」と称され、しばしばキツネの耳を頭に付けたデフォルメ姿も登場している。観柳の一件後、剣心に片想いしながら度々アプローチをするようになるが（アニメ第1作ではこの設定がなく友人として接している）、結局は剣心と薫の絆の強さを知り自ら身を引く。一方で左之助に対して冗談ながらも満更でもないような発言をしており、剣心から身を引いた後は左之助と絡むことが増えていく。
医者としての経験上、剣心の身体の異変を最初に指摘し、縁の狂経脈の正体を見破った。人誅編の後、医者が不足している会津へと帰郷する。『春に桜』では久しぶりに剣心たちのいる東京を訪れており、以前と比べると落ち着いた印象となっている。『明日郎 前科アリ』のラストシーンにて姿を見せている。
原作では津南の金で左之助の開いた宴会に参加していないが、アニメ第1作・第2作共参加している。
『北海道編』では、劍客兵器との戦闘が本格化しようとしている最中で、左之助の口から剣心の身体の状態や具合が一番分かるという理由から、恵を北海道に呼べないのかと剣心と薫に聞いた。
OVAの『星霜編』では病に侵された薫の治療のために駆け付けるが、既に手の施しようがなかった。
また、スタッフの間ではたいへん人気だったらしく「スタッフ限定の人気投票では1位であった」と単行本の作者談にて書かれている。
読者からの手紙では「蒼紫と恵がお似合い」というのと「左之と恵がお似合い」と二つの意見があり、和月は前者が「絵的に似合って」、後者は「性質的に似合う」と思うとコメントしている。
デザインのモチーフは小畑健の漫画『CYBORGじいちゃんG』の壊造喜由（のヤング・バージョン）。
- 完全版18巻の剣心再筆：斎藤と同様に「やさぐれ」がテーマ。過去の罪悪感の表れとし黒い着物（喪服）を着込み、白衣を纏っている（診療所では黒衣の上に白衣を着込み、黒衣を隠している）。髪が足まで届くウェーブのかかったロングヘアー（今までの気苦労で多少茶髪）に。普段は眼鏡をかけ、三つ編みにしている。阿片患者はどんな事情があっても無料で治療という設定。性格は少しやさぐれ気味。
- キネマ版：刃衛に襲撃された前川道場の門下生の治療を行った。観柳とは特に関わらず、剣心たちとも顔を合わせていない。
- 実写映画版：基本的に原作に準じた設定、立ち位置であるが剣心らとの出会い方が異なり、観柳邸より雨の中逃げていた所を弥彦と偶然出会い、道場に連れてこられている。
- 銀幕草紙変：神谷道場付の医者として登場。観柳とは特に関わらない。
- テレビアニメ第2作：原作では志々雄一派との戦いの後で再登場したが、今作は第38話の冒頭で再登場。翁の治療に尽力し、その後も薫達と行動を共にするが、昼は京都の診療所に詰めている。

四乃森蒼紫（しのもり あおし）
声 - 安原義人 / 内田雄馬
演 映 - 伊勢谷友介、宝 - 月城かなと / 縣千、松 - 三浦涼介、京 - 松下優也
御庭番衆の御頭で剣心の宿敵の1人（後に仲間となる）。初登場時24歳。

巻町操（まきまち みさお）
声 - 櫻井智 / 山根綺
演 映 - 土屋太鳳、京 - 鈴木梨央
身長149cm、体重37kg。1863年（文久3年）11月生まれ。射手座、血液型B。初登場時16歳。趣味：蒼紫様探し。一人称は「あたし（私と言う時もある）」。
蒼紫に恋する元気な少女。男勝りで我儘で感情豊か。御庭番衆先代御頭（蒼紫の師匠）の孫娘。東海道で京都に向かっていた剣心に会い、京都まで同行する。その時は路銀をなくして悪党相手に追剥をしていた。御庭番式苦無術と、般若譲りの御庭番式拳法を使いこなし、常人レベルを超えた実力を誇る。ただし、剣心たちと比較すると実力は大幅に落ちるため、戦力として扱われていない。このため戦闘シーンは少なめ。
蒼紫の部下（御庭番衆）にも懐いており、特に般若のことは君付けで呼んでいる。ほかに式尉はさん付けで呼んでいるが、一方で癋見や火男は呼び捨てで、実力的にも評価していない様子がある。外見が小柄で幼児体型であるため、実年齢より年下に見られている（本人も多少気にしている）。斎藤や左之助からはイタチ娘と呼ばれる（薫が狸、恵が狐を連想させるため）が、本人は嫌っている様子（アニメ第1作では左之助にそう呼ばれることが多い）。
京都編では蒼紫と翁が戦ったことを受けて隠密御庭番衆「御頭」を自称し、一度は蒼紫との対立も辞さない姿勢も見せた。蒼紫が葵屋に戻って以降「御頭」を自称する場面はないが、アニメ第1作では京都編以降も「御頭」を自称するシーンがある。
人誅編では弥彦とコンビを組むことが多く、持ち前の元気さを活かして情報収集に回っていた。斎藤を連れ出すためにバレバレの変装で警察署に乗り込み、一行をシラけさせた。終盤では黒星が海上に仕掛けた機雷による“結界”を破壊し、最終決戦への道を切り開いた。
『春に桜』の時期は花嫁修業中だったらしい。この時点で21歳だが性格は相変わらずで、背格好もあまり変化していない。『明日郎 前科アリ』ではラストシーンにて蒼紫と共に五重塔の付近にいた。
アニメ第1作では島原編にて翔伍の最初の犠牲者となった男の死体に描かれていた文様を見て、剣心たちや御庭番衆メンバーに危機を伝えた。その後、翔伍を発見するも返り討ちに遭い取り逃がすが、剣心たちと島原に同行。事件解決後はドレス姿も披露し、剣心たちと帰路を共にした。黒騎士団編では真田忍軍の動向を掴み、黒尉・白尉と共に剣心たちを助けた後霊薬捜索にも加わる。その後は一時東京に居着いていたが、蒼紫らに連れられ京都に帰った。
PSP『再閃』ではトンファーを武器として使っている。
元々はストーリーの展開上、剣心と薫が離れ離れになってしまったので、その間の代行ヒロインとして急遽誕生したキャラクターで、ストーリーがやや暗い方向に向かっているので、できる限り明るく描こうと描いていたら、薫と弥彦を足して二で割ったキャラクターになってしまったという。彼女の発想の基となったのは読者からの「御庭番衆くノ一」案で、ストーリーがこれ以上ややこしくならないように、剣心に恋心を抱かない子がいいと思い彼女の出番が相成った。デザイン上のモチーフは色んな人にナコルルとツッコまれたが、作者は「むしろ同社の不知火舞やユリ・サカザキに近いと思っていたのですが…」とコメントしている。作者のお気に入りキャラクターで、後の連載作品である『武装錬金』の主人公・武藤カズキのモチーフになっている。名前は新潟県巻町（現：新潟市西蒲区）に由来。
- 完全版第7巻の再筆：髪型が外ハネに変更など、よりボーイッシュになっている。クサビ形の棒手裏剣を手甲に装着して武器とする。
- キネマ版：斎藤と外印の会話の中で一コマだけ登場。
- 実写映画版：第2作目『京都大火編』より登場。基本的な設定は原作に準じているが、原作と比べると露出度の低い服装を着用しており、原作・アニメ版とは異なり、訛りのある京言葉を用いて会話をする。戦闘では主に御庭番式拳法による蹴り技を駆使して戦っていた。「京都大火編」では背中に短刀を携帯しているが未使用。第4作目『最終章 The Final』での最終決戦の縁のアジトにおける戦いでは、東京における戦いで爆弾の爆発から市民をかばって重傷を負った蒼紫に代わり、剣心を援護するため御庭番衆を率いて駆けつけ、その際に「隠密御庭番衆御頭 四乃森蒼紫 名代（みょうだい） 巻町操 見参なり！」と名乗りを挙げていた。

技
貫殺飛苦無（かんさつとびくない）
一度に複数の苦無を、全身のバネを使い投げつける。
貫殺飛苦無・川蝉の嘴（かんさつとびくない・かわせみのはし）
水中の標的を狙う用の「貫殺飛苦無」。作中では、黒星が仕掛けた機雷による“結界”を破壊した。
怪鳥蹴り（けちょうげり）
本人いわく般若直伝の飛び蹴り。その時の操の感情によって「怒りの - 」「喜びの - 」などの言葉が頭に付く。

斎藤一（さいとう はじめ） / 藤田五郎（ふじた ごろう）
声 - 鈴置洋孝 / 日野聡 / 成田剣（OVA「新京都編」）
演 映 - 江口洋介、宝 - 彩風咲奈 / 陽向春輝、松 - 廣瀬友祐、京 - 山口馬木也
身長183cm、体重71kg。1844年（天保15年）2月18日生まれ。東京府出身。山羊座、血液型O。初登場時34歳。特技：悪口。好きな食べ物：蕎麦。一人称は「俺」。
実在の人物。元・新選組三番隊組長で、維新後は明治政府の警官（警部補）。
新選組でも屈指の剣腕の持ち主で、幕末時代からの剣心の宿敵。世を蝕む悪を即座に絶つ「悪・即・斬（あく・そく・ざん）」の正義を自身の信念とする。幕末の動乱・戊辰戦争・西南戦争を戦い抜き、明治時代における新選組の数少ない生き残りとなる。維新後は「藤田五郎」と名を改め、明治に生きる新選組として「悪・即・斬」を貫くために警視庁に奉職。警官として勤務する裏で、政府の密偵として暗躍する。
鋭い眼光に触角に似た数本の前髪を持つ長身の男で、志々雄からは「痩せた狼のよう」と評される。性格は非常に冷徹かつ無愛想な一匹狼。「阿呆が」が口癖で誰に対しても突き放した態度を取るが、ぶっきらぼうながら気遣いを見せる時もある。流派は溝口派一刀流。無数の死線を潜り抜けた経験から相手の本質を見抜く観察力・洞察力に優れる。作中の戦いでも虚勢を張る相手の本心を見透かし、その奥に隠された弱さを鋭く抉る。その目的と結果を重視し容赦なく弱点を突くスタイルは、真正面からぶつかり、相手の心を汲む剣心とは対照的な戦い方である。作者いわく、「斎藤を相手にするとどんなキャラでも弱くなってしまう」という。
連載時は不明瞭な肖像画しか出回っておらず、まるで似ていないと批判を受けた。しかし、連載終了後に晩年の写真が発見され、これが案外似ていると評判になった。和月も「結構なナイスガイで、ほっとしました」と述べている。
京都編中盤からは舶来の紙巻き煙草を吸うヘビースモーカーとして描写されるようになり、実質的なトレードマークとなる。好物はかけそばで、任務で部下と落ち合うときにはそば屋を待ち合わせ場所にしている。登場初期は、細目で常に笑みを浮かべながら下手な風を装い本性を隠す。独特なセンスの持ち主でもあり、左之助ほどではないが、他人にあだ名を付ける（操→イタチ娘、外印→黒髑髏）ことがある。史実どおりに妻の時尾がおり、そのことを知った剣心と操を驚愕させる（原作では平然と語っているが、アニメ第1作では少々バツが悪そうに口籠りながら語っていた）。
抜刀斎時代の剣心とは、何度も戦い決着がつかなかった宿敵同士ながら「悪・即・斬」の正義を共有する者として少なからず認め合う関係でもあった。明治時代に入ってからは志々雄一派との戦いのために再会するが、不殺の信念と人斬りの過去の間に揺れ動く不安定な剣心の姿にいら立ち、その中途半端さを糾弾。神谷道場では実力を測るつもりで剣心と10年ぶりの死闘を演じる。その後は志々雄や縁一派との戦いにて、呉越同舟ながらも共闘。最終的には相容れない信念を持ちながらも、剣心からは仲間と見なされていた。
縁戦終結後、幕末期からの決着を望んだ剣心から最後の決闘を申し込まれるが、「不殺の緋村剣心」ではなくあくまで「人斬り抜刀斎」との決着を望んでいた斎藤は、すでに人斬りではなくなった剣心との戦いを拒否、その後に人事異動（異動先は不明）となったことを浦村から伝えられ、剣心の前から姿を消す。原作で語られた、その後では、剣心の依頼を受けた蒼紫の報告によると、明治16年（1883年）、北海道で勤務している。
『北海道編』では、道内に潜伏している逆賊「劍客兵器」を5年に渡って捜査しており、函館で蜂起した凍座たち5名と対峙した陸軍部隊とともに、警察側から唯一派遣され交戦する。陸軍兵士たちを壊滅させた凍座と単独で戦うが、牙突の3連撃を受け止められ、刀を折られるとともに左腕を負傷する。傷の完治を待たずに復帰し、剣心たちや生き残りの元・十本刀のメンバーたち、そして新選組時代の仲間である永倉新八とともに対劍客兵器の部隊を結成する。前作終了から5年ぶりに再会した剣心からは、かつての狼のごとき殺気が薄れていて何かが変わった感じがしたと思われていたが、永倉からは斎藤は幕末の頃から全く変わってはおらず変わったのは斎藤ではなく、人斬りから不殺になった剣心だと言われた。また剣心を「抜刀斎」でなく、「緋村」と呼んでいる。
アニメ第1作では人誅編が制作されなかったため、（劇場版を除いては）京都編以降は登場しない。OVA『星霜編』では人誅編エピローグで張と交わした会話が薫相手に置き換えられて描かれた。宿敵剣心が本当に人斬りでなくなってしまったことに対する寂しさや空しさをぼやきつつ、剣心と歩んでいく薫にぶっきらぼうながらも祝福の言葉を送り立ち去る。
PS2『炎上!京都輪廻』での斎藤シナリオでは剣心が修行中に京都で起きた警官ばかりが夜に斬殺される「辻斬り事件」を担当する。多くの謎に満ちたこの事件に対し、斎藤は持ち前の洞察力を活かした推理と捜査を展開していく。
アニメ第1作の担当声優である鈴置洋孝は2006年に亡くなっているが、2011年発売のPSP『再閃』においても、それまでのゲーム作品から鈴置の声が流用されている。
- 完全版第6巻の再筆：テーマは“とにかくやさぐれ”。髪は上半分が白髪で、無精髭で制服も整っていない。
- 『剣心皆伝』での再筆：新選組時代の姿。ひげもちゃんと剃っており、本編回想時の斎藤の姿に近いが後ろ髪が長くなっている。新選組とは一心同体で、わざわざ喋らなくても、他の新選組メンバーと考えていることは同じであるために無口。なお、煙管で煙草を吸う。
- キネマ版：原作よりも後ろ髪が短く刈り上げられた髪型となり、制服が史実に沿ったデザインとなっている。新選組時代の容姿には目立った変化はない。一方で新選組時代はややフランクな性格になっている。吸っている煙草は赤鼈甲という問屋が仕入れている舶来品で、新選組時代から愛煙。観柳の内偵を進める目的で、表向きは対抜刀斎用の刺客のひとりとして観柳に雇われていた。
- 実写映画版：基本的なキャラクター設定は原作に準じている。第1作目では山県の直属の部下としてついており、観柳と刃衛が関わっている偽抜刀斎事件の捜査をおこなう。原作と異なり、「阿呆が」という言葉を一言も話さない。また、どちらかというと原作と比べ「警察官」としての部分が強調されており、観柳邸に自分から出向き、捜査をおこなう。剣心との再会も神谷道場ではなく、警察署内の留置所で、実写版では唯一となる剣心との戦いも警察署の雨の弓道場と、原作と大きく場面および展開が異なり、この時に剣心は一方的に攻められるのみで反撃しない。この再戦時に放った原作にはない「己に向いた刃はやがてお前を苦しめることになる」というセリフは原作者の和月もお気に入りと答えている。続編2作品では、志々雄の国家転覆計画を防ぐため、警察側として剣心と手を組み、作戦会議にも剣心を参加させる。このほか、抜刀斎処刑の虚を突いた作戦に協力したり、志々雄軍の戦闘員に最期の瞬間まで立ち向かった部下に労いの言葉をかけるなどする。宇水との戦いも描かれるが、比較的簡素な描写に留まる。4作目、5作目にも登場しており、実写映画版において剣心以外の人物で唯一5作品全作品に登場している人物となっている。
- 銀幕草紙変：偽抜刀斎事件の対応のために山県に伴われて浦村の下に就く。西南戦争時に越路郎とは戦友だった。偽抜刀斎事件の内偵のために観柳に雇われる。物語の終盤で観柳に引導を渡し、エピローグで観柳と取引を行っていた志々雄の調査をおこなうことになる。
- テレビアニメ第2作：第44話で煉獄に乗り込み、牙突で志々雄を狙おうとするが、宗次郎に止められる描写がある。

武器
下記以外に史実で使用していたと語られている鬼神丸国重や関孫六も所有していたが、斎藤は会津戦争と西南戦争にてそれぞれ失われたと発言している。
仕込み杖（しこみづえ）
神谷道場での左之助の戦いで使用。刀身に強度の劣る西洋剣（サーベル）を使用しているため、牙突の威力に耐えられずへし折れる。
無銘の日本刀
幕末のころからの愛刀。神谷道場での剣心との戦いで折られる。『北海道編』での斎藤の発言によると、「新選組が結成して間もないころに、京都の夜店で購入した二振りの掘り出し物のひと振りで、残りのひと振りは近藤勇に差し上げた」という。それを聞いた永倉の発言によると、近藤は譲られたその刀を「虎徹に間違いない」と信じ込んでいたとされている。
業物の日本刀
剣心に折られた愛刀の代わりに調達。銘は不明だが、八ツ目無名異との対戦時に「化物の血で錆び付かせるには惜しい代物」と発言する。『北海道編』での凍座との戦いで折られる。斎藤が所有する最後のひと振りで、「手になじむものがなかなかない」という理由から新しい刀の調達に難儀しており、本人は気長に探すと語っている。復帰した斎藤は鞘のみを帯びて行動する。剣心は、これが斎藤の殺気が薄れている理由であると感じる。
キネマ版での愛刀
鎺の部分が長方形状に突出しており、そこに「悪・即・斬」の銘が彫られている。幕末時代に、牙突・零式と剣心の天翔龍閃（てんしょうりゅうせん）との打ち合いで粉々に砕ける。明治時代では、同じ悪・即・斬の銘が彫られた刀を携帯している。
牙突
刺突の究極型ともいえる斎藤独自の必殺技。
右手を前方に突き出し、刀をもつ左手を後ろに引いて刃を地面に水平に構えた状態で猛烈な速度で突進して突きかかる、平刺突（ひらづき）を絶対の必殺技にまで昇華させた左片手平刺突（左片手一本突き）。避けられても即座に横薙ぎの攻撃に移行できる。平刺突の考案者は新選組副長・土方歳三で、かつて新選組隊士だった刃衛も剣心との対決で片手平刺突を使用する。
斎藤は牙突以外の目立った技をもっていないが、それは「戦場では同じ相手と2度以上相対することはきわめてまれであり、見切られる心配をして多数の技を考案するよりも、おのれの得意技を徹底的に磨き上げ、戦ったその場で相手を一撃で確実に仕留める方が合理的である」という理論にもとづく。キネマ版での剣心からは、「その速度は射矢よりも速く、その精度は弾丸をも貫き、その威力は砲弾をも砕く」と評される。
突進術であるゆえに視界が狭くなり、軸とする右手側から回り込んで間合いの外から攻撃すれば、横薙ぎの攻撃も届かず反撃できないという弱点もあるが、斎藤は機転を利かせてこの弱点をカバーする。剣心いわく、「牙突を返したぐらいで斎藤を倒せるのであれば、幕末で戦ったときに決着はすでに付いている」とのこと。
その威力から刀にとても強い負荷がかかり、仕込み杖や官憲支給の刀では牙突を一度放つだけで破損してしまう。また牙突の威力を完璧にするには「威力を正確に伝えられる"浅い反り"と十全に伝えられる"身の厚さ"を併せ持つ、選び抜かれた刀身を持つ刀」が必須であり、その条件に合わない日本刀で牙突をした場合、永倉本人曰く「唯の強力な左片手一本刺突」と語っている。
作者の和月によれば史実の斎藤の得意技「左片手一本突き」を少年漫画風にアレンジしたもの（作者談）。史実でも片手平突きからの横薙ぎの戦術は新選組隊士に伝えられている。
実写映画版第1作目では剣心と戦った際には使用せず、観柳邸のシャンデリアを破壊する際に一度だけ使用される。『京都大火編』では冒頭で志々雄に対して使おうとしたが、構えただけにとどまる。『伝説の最期編』では海岸で襲いかかって来た宇水を倒す際に使用され、煉獄の内部で志々雄にも放つが通用しない。
キネマ版では回想での抜刀斎戦でしか使用せず、外印との戦いでは敢えて殺さないようにするために右片手平刺突を使用する。
下記のように、状況や間合いに応じた型分けがある。
牙突・壱式（がとつ・いっしき）
通常の牙突。飛天御剣流最速の突進術「九頭龍閃」に匹敵する突進力を持ち、鋼鉄の扉を一撃で粉砕する威力をもつ。左之助との戦いでは、拳で放つ無刀版を披露する。
牙突・弐式（がとつ・にしき）
斜め上から突き下ろす正真正銘の牙突。本気の斎藤が放つのはこの式である。壱式と比べて深く長く相手に刺さる必殺の技である。アニメ第1作での志々雄との対戦時は、高く跳躍してから使用する。
牙突・参式（がとつ・さんしき）
上空の敵に向けて放つ対空の牙突。神谷道場での剣心との戦いで使用。アニメ第1作では志々雄に対しても使用する。
牙突・零式（がとつ・ゼロしき）
間合いのない密着状態から、上半身のバネのみで繰り出す。アニメ第1作では体を回転させることで加速を付ける動作が加わった。まともに決まれば相手を胴から真っ二つにするほどの破壊力をもつ。ほかの牙突を受け止められた場合の追撃にも使用されるほか、青龍戦では牙突に見せかけた突進から相手を拘束しての連続攻撃としても使われた。また、「牙突を繰り出すには間合いが必要」と思い込み接近してきた相手への不意打ちとしても有効。斎藤はこれを「抜刀斎と決着をつける時のとっておき」だと宇水に語る（しかし剣心との対決の機会がなく、結局使用することはない）。
京都編での宇水との戦いで初使用しとどめを刺すが、志々雄には初見で回避され反撃を受ける。人誅編での八ツ目との戦いでは、手加減をした状態で使用するが、それでも左腕を完全に粉砕する。『北海道編』では壱式を止めた凍座への追撃に使用されるが、見切られ刀を折られる。
OVA『新京都編』では志々雄に繰り出すも原作と同じく鉢徹に防がれるが、その後の剣心との対決の際にはこの時の一撃が勝負の行方に影響を与える。
キネマ版では新選組時代に剣心の天翔龍閃を迎撃するために使用し、互いに刀が砕けて引き分ける。
牙突・六刃（がとつ・ろくじん）
PS2『炎上!京都輪廻』でのみ使用するオリジナル技。超高速で敵に接近し一瞬で牙突の六連撃を繰り出す。技の性質は九頭龍閃に酷似している。
牙突・四式（がとつ・ししき）
『北海道編』に登場。初動をできる限り簡略化して瞬撃に特化した牙突。
雹辺の額に命中させるが致命傷には至らず。また、牙突の中では威力が最も弱い。が、それでも警視庁支給の数打ちの刀では砕けてしまうほどの威力はある。

### 飛天御剣流
飛天御剣流も参照。
十三代目 比古清十郎（ひこ せいじゅうろう） / 新津覚之進（にいつ かくのしん）
声 - 池田秀一 / 中村悠一
演 映 - 福山雅治、京 - 加藤和樹
身長189cm、体重87kg。1836年（天保7年）10月生まれの43歳。外見は年齢以上に若々しい。京都府出身。蠍座、血液型O。趣味：自慢。特技：万事。一人称は「俺」。
十三代目飛天御剣流継承者で剣心の師匠である。「比古清十郎」は飛天御剣流継承者が代々襲名する名である。
人間嫌いな性格で昔から山中で一人暮らしをしており、明治のころには陶芸家・新津覚之進として生計を立てている（理由として「面倒な人付き合いを避けるには芸術家が一番手っ取り早い」、「真の天才は何でもこなしてしまうもの」としている）。その他にも性格的な特徴として剣心いわく「自信家、陰険、ぶっきらぼう、自分の過去を知っているという点で斎藤より数倍たちが悪い」。「ご名答」や「ご明察」など丁寧な表現も使うが、作中で他人に敬語で話す描写はない（自身の師匠筋である歴代飛天御剣流継承者のことは尊敬しているが、先代「比古清十郎」との回想なども描かれていない）。なお、先代（師匠）は奥義伝授の際、比古の手で斬り殺されたことが語られている。
しばしば己の才能を自画自賛するナルシストだが、それに見合う実力を実際に持ち合わせており、剣の技量は剣心のそれを遥かに凌駕する。加えて恵まれた体躯と凄まじい筋肉量を誇り、すべての面で剣心を上回る戦闘能力を持つため、白外套を装着した状態ですら奥義伝授前の剣心はほぼ手も足も出なかった。剣心自身、九頭龍閃の打ち合いでもすべて負けたことに驚いており、敗因として体躯であることを告げられていた。作中で本気を出したのは、剣心へ奥義を伝授するために九頭龍閃を放った時のみ。志々雄についても、今更面倒なことは御免だから剣心に任せるだけで、本来は自分が出張るのが一番手っ取り早いと一蹴した（そのことから志々雄とも互角以上に戦える自信が示唆されていたが、あまりに露骨な言動で周囲はずっこけていた）。
剣心にとっては名付け親兼育ての親的な存在。凶賊に襲われた剣心を助けた後、村に行くように言い残して立ち去るが、剣心は自分を殺そうとした凶賊たちの墓を作ったことを知る。人を思いやる心を持った彼を引き取り、その際に「名前が優し過ぎる」ことから「剣心」と名付けた。剣心を「バカ弟子」呼ばわりしながらも何かと気にかけ、十本刀との戦闘では剣心の頼みに応じて葵屋に駆けつけている。剣心が背負うことになった過酷な運命に対しては、飛天御剣流の理を真に理解できていなかった剣心の自業自得と断じたものの、彼なりに責任を感じているらしく、奥義伝授後に「お前（剣心）を不幸にするために飛天御剣流を教えたわけではないことだけは覚えておけ」と発言している。
作中酒を飲んでいるシーンが多く、酒（朝日山万寿）をいつも持ち歩いている。「春は夜桜、夏には星、秋に満月、冬には雪。それで十分酒は美味い。それでも不味いんなら、それは自分自身の何かが病んでいる証だ」と語っており、酒に関しては彼なりの美学を持っている。
剣心に奥義を伝授した後、葵屋の仲間たちのことを頼まれ「甘えるのも大概にしやがれ」と一蹴するも、十本刀・破軍の不二を前に窮地に陥った一行を助けるべく参戦。間一髪のところで弥彦を救い、不二と対決する。不二を義理堅い武人と認め、本気を出させた上で自身はその上を行き、凄まじい威力を見せた不二の両手持ちの一撃を難なく交わし、逆襲の九頭龍閃で気絶させ勝利。駆けつけるのに遅れた理由は、剣心が葵屋の住所を教えなかったため、探し回っていたからである。
その後、剣心が巴の墓参りに来た際に登場。二人の関係を知っているらしく、「それがお前の（妻の）墓か」と問うていた。約束通り手を貸すのはこれが最初で最後となり、以降は本編に登場しなくなる。
『明日郎 前科アリ』ではラストに後ろ姿で登場。関東のとある平野で富士山を眺めていた。『北海道編』では劍客兵器対策に剣心が召集をかけようとしたが、「良い土と水と美味い酒を探しに行く」と告げて1年ほど前に旅に出て行方不明。
アニメ第1作では島原編にて翔伍の師にして自身の兄弟子である仁志田兵衛から手紙を受け取り、その存在を剣心に伝えた。その後は島原へと向かう剣心を激励しつつ見送っている。
OVA『追憶編』においては、原作と違い、自身の才能を鼻にかけるような発言は少なく、剣の腕は少々であると謙虚な発言をしたり、修行中の剣心にある約束をしたり、剣心との喧嘩別れの際も剣心の決意が固いことを悟ると、半ば破門のような形とはいえ「馬鹿なりに自分の道を選んだのだ」と自分の下を出て行くことを認めるなど、原作とは印象が若干異なる。ラストシーンに登場した際には、心太（剣心）との初めて邂逅した墓地へ赴き、そこに立てられた新たな墓（巴の墓。原作とは描写が異なる）を見つめ、剣心の身に起こったことを悟ったかのような表情を浮かべつつ空を見上げる。そして、自身が心太に「剣心」という名前を授けた時のことを回想しながら物語は幕を閉じる。
デザインの基は、作者の読み切り作品『戦国の三日月』に登場する比古清十郎。新津覚之進の名前は新津市（現：新潟市秋葉区）から。
- 完全版第9巻の再筆：スーツを着た「70年代風の謎の紳士」に変更。本気時は上着が弾け飛び、肌が鬼のように赤く染まる。
- キネマ版：剣心は奥義伝授済みの状態であるが、剣心と斎藤の会話の中で存命であることが語られている。
- 実写映画版：2作目『京都大火編』では最後のみ登場。設定は原作に準拠しているが、剣心との再会の仕方が異なっており、志々雄一派に捕らわれ、海に落とされた薫を救出できないまま一人砂浜に流れ着いた剣心を偶然見つけている。『伝説の最後編』では原作のように奥義伝授を一旦断らずあっさり承諾している。また天翔龍閃で倒れていない。原作のように薫や弥彦と出会わず操と邂逅したのみとなった。武器はその場にある棒切れを使ったりしている。最終的に刀（桔梗仙冬月かどうかは不明）を使うが原作と大幅に異なる。衣装はアニメ第1作準拠の青色、原作準拠の赤色の両方が登場し、普段は青色の着衣だが、本気を出す時は赤色の着衣を身に付ける。

武器
桔梗仙冬月（ききょうせんふゆつき）
名前は「剣心秘伝」に登場。白木拵えで、柄に冬月と書かれている。長刀と表記されている通り、剣心の逆刃刀よりもやや長い日本刀。『戦国の三日月』では飛天御剣流に代々伝わる宝刀とされており、脇差「小月」も存在する。不二の刀を貫くほどの強度を見せた。後述の読み切りに登場する比古も、「冬月」という刀を所持していた。
原作では剣心と喧嘩別れする場面のみ、鉄拵えになっている。
完全版の再筆では、比古の刀は飛天御剣流に伝承されている宝刀「龍閃」と設定された。

防具
白外套（しろマント）
「比古清十郎」の名と共に飛天御剣流継承者に受け継がれてきた外套。飛天御剣流継承者の力を抑えるために、重さ10貫（約37.5kg）の肩当と筋肉を逆さに反るバネが仕込まれている。作中、この外套を脱いだのは剣心に奥義を伝授する時のみで、不二との戦いでは、白外套を脱がずに圧倒している。
奥義伝授後、剣心に外套を譲ろうとしたが、断られたので怒っていた（剣心いわく「似合わない」で、アニメ第1作ではその発言に比古も同意している）。
PS『十勇士陰謀編』では、剣心用の最強防具として隠しダンジョンで入手できる。しかし、この外套を装備すると大幅に素早さが下がる。

十二代目 比古清十郎
原作では、飛天御剣流の継承者が、比古清十郎の名を受け継ぐという設定から、十二代目も比古清十郎であったというのが示唆されるのみ。アニメ第1作では、島原編で後姿のみ登場。十三代目比古清十郎の師であり、それ以前に、仁志田兵衛という弟子が存在したというアニメ第1作オリジナルの設定が加えられている。十三代目の発言から彼に天翔龍閃を伝授する過程で命を落としたことが語られている。
『戦国の三日月』に登場する比古清十郎
声 - 池田秀一（ボイスコミック）
作者の読み切り作品『戦国の三日月』に登場する比古清十郎。飛天三剣流の使い手。『るろうに剣心』に登場する比古清十郎のデザインの基であり、ボイスコミック化された際も彼と同じく池田秀一が声を担当したが、作者から「血縁関係はない」と明言されている（飛天御剣流の継承は血縁とは無関係）。年齢は言及されていないが、『るろうに剣心』の比古清十郎と比べると顔立ちは若く描写されており、体格も細身である。また戦場以外では幾分か温厚で物腰が柔らかく、髪を後ろで結い女性に間違えられるほどの美男子であるなど、剣心と共通する特徴も多く見られる。作者によれば、剣心のデザインにあたって、本作の比古が「黒髪長身派手な鎧のいかにもという感じの美形だったので、なるべくその反対のデザインにしたところ、女の子になってしまって（苦笑）」苦し紛れに頬に十字傷を付けたとのこと。

### 神谷薫の血縁者
神谷越路郎（かみや こしじろう）
声 - 沢木郁也
本編では故人扱い。薫の父で、神谷活心流創設者。西南戦争に従軍するも戦死したとされていた。
アニメ第1作では伍兵衛が門下生になっており、他の門下生を傷つけ、自分にも刀を向けた彼の右親指を砕いて破門とし、剣を使えなくした。このことから伍兵衛に強い恨みを買っていた。
銀幕草紙変では西南戦争において斎藤と同じ隊に所属していた。また、戦いにおいては常に峰打ちで相手を殺さないように心掛けていた。
単行本3巻に収録された連載前のパイロット版『るろうに〜明治剣客浪漫譚〜』では幕末時代の「抜刀斎」と知り合いであり、剣の腕は日本で一番強いと賞賛していた。「流浪人」にも「人の良いあの人」と評されている。一方で剣の腕は「娘」の恵（本作品では薫、弥彦との神谷三姉弟という設定）から見ても「それほど強くは…」と語られている。一方で弥彦は「一番強い『人斬り抜刀斎』の次に強かった!」と信じている。
『北海道編』の第1話にて函館で半年前に撮られた写真に写り込んでおり、生存の可能性が浮上する。剣心の勧めにより薫たちは父を探しに行くこととなる。名前は作者の出身地である新潟県越路町（現：新潟県長岡市）に由来。
緋村剣路（ひむら けんじ）
声 - 甲斐田ゆき（OVA『星霜編』）
剣心・薫夫妻の息子。最終回には幼児姿で登場。容姿は父親似で、母ちゃんっ子・父親嫌い。『剣心皆伝』より1880年（明治13年）8月生まれで本編最終回および『北海道編』で3歳。東京府出身。身長80cm、体重11kg。獅子座、血液型B。特技:木登り。
後に明神心弥と逆刃刀の継承を巡って争う運命にある。作者によると性格は「斎藤以上にひねくれた上に、志々雄以上に自己中心的」になるらしい。恐ろしいほどの剣才の持ち主で、話を聞いただけで飛天御剣流の剣技をいくつか再現できる。髪の色は父親と同じ赤毛→焦げ茶色に。
飛天御剣流のいくつかの技と神谷活心流を扱える。
OVAでは母の薫を残して家を出ている。「真の強さを見極める」という理由で比古清十郎のもとに押しかけており、自身が思う「最強の」飛天御剣流を継ぐことを目的としているが、比古当人は「御剣流は俺で終わりだ」と語っておりあまり相手にはされていない様子である。だが神速は勿論のこと抜刀術や鞘を武器とするなどの飛天御剣流の特性を披露しており、上記で述べた通りに飛天御剣流のいくつかの技を再現している。
薫の病状が悪くなったことで自身を連れ戻しに来た弥彦を突っぱねるが、「真の強さ」を教えるという弥彦と対決することとなる。対決の中で発揮されるその天賦の剣の才覚には弥彦でさえも素直に認めたほどであった。しかし才覚のみでまだまだ精神が未熟であった剣路との差は歴然であり、それがもとで弥彦に敗れ、かつての弥彦がそうであったように弥彦から逆刃刀を託される。
本編最終話および『北海道編』では3歳の幼児で門の屋根に上って降りられなくなるとべそをかき、お菓子に釣られて阿爛を部屋に入れるなど、ただのガキ。両親や「ア」の三馬鹿の北海道行きに同行している。父親の剣心は嫌いなだけだが、寝込んだ剣心の顔に濡れ手拭を被せて殺しかけるなどしている（自分が熱を出した時に薫がしてくれたことを真似ただけで悪気はなし）。
名前の由来は、剣心の「剣」と越路郎の「路」。

### 赤べこの関係者
東京にある牛肉鍋の店。京都にも「白べこ」という名前で別店舗が存在している。『北海道編』では大勢の女性従業員を雇い入れ、大繁盛している様子が描かれている。が、現代のメイド服のような制服を目玉にしており、弥彦から「あの店、段々やばい方向に行ってねえか？」と突っ込まれている（燕まで同意している）。キネマ版では設定が変更され、江戸のころ（幕末）は「赤鼈甲」という斎藤一愛用の問屋で、明治になってから原作同様、牛肉鍋の店「赤べこ」となっている。
三条燕（さんじょう つばめ）
声 - 白鳥由里 / 大野柚布子
演 映 - 永野芽郁（第1作）、柿原りんか（第4作）、宝 - 星南のぞみ / 野々花ひまり、松 - 田村芽実
牛肉鍋の店「赤べこ」の店員をしている少女。一人称は「私」。弥彦の良き理解者的存在。おどおどとした少し気弱な性格で、縁があって弥彦や剣心たちと出会う。初期では弥彦を「ちゃん」付けで呼ぶ癖があった。後に人誅によって生気を失っていた剣心を、鯨波に立ち向かう弥彦を助けて欲しいと必死で呼びかけることで復活させる役目を果たす。身長131cm、体重28kg。1868年（慶応4年）2月生まれ。東京府出身。水瓶座、血液型A。好きな人：優しい人。
素性は元旗本だった士族・長岡家に仕える家臣の娘。その関係で長岡幹雄に目をつけられ、赤べこから金を奪うための刺客として送り込まれた。逆らえば赤べこの人間全員を殺すと脅され、断ることができなかったが、長岡幹雄は弥彦によって倒され、薫からもいつまでもビクビクおどおどしていてはいけないと告げられ、強い女の子になることを誓った。以降は弥彦を「君」付けで呼ぶ。
のちに弥彦と結婚、息子・心弥を授かる。その時期においては赤べこ勤務時にメイド服を思わせる新制服を着用していた。明治15年（1882年）のころは、弥彦以外に由太郎からも口説かれていたらしい。
錦絵収集が趣味である。
『明日郎 前科アリ』ではラストに登場。『北海道編』では道場で留守を守ることになった弥彦に同居を申し込まれる。
アニメ第1作では弥彦と出会った経緯が描かれており、弥彦が川原で剣術の修行中に鼻緒が切れたため、それを直してあげたのが縁となっている。弥彦も燕に恋愛感情を見せるなど本編以上に恋愛要素が強く描かれている。また、あやめ・すずめ（アニメ第1作オリジナルキャラクター）とも知り合いである。薫とは長岡幹雄との一件で知り合うことになるが、アニメ第1作ではそれよりも早く顔見知りという設定。名前は新潟県三条市並びに燕市に由来。
デザインのモチーフは某人気アニメの土星の戦士。
- 完全版第19巻の再筆：変形おかっぱ頭に燕柄の着物は私服。制服の代わりに前かけに赤べこ印がプリントされている。不埒な客対策として、赤べこ名物「樫のお盆」を持っている。メイド服バージョンもあり。
- キネマ版：弥彦の幼なじみという設定。

関原妙（せきはら たえ）
声 - 島本須美 / 能登麻美子 / 根谷美智子（CDブック版）
演 映 - 平田薫、宝 - 有沙瞳 / 羽織夕夏、松 - 五條まりな
牛肉鍋の店「赤べこ」の店員兼店主の娘。一人称は「うち」。何かと赤べこが剣心たちの溜まり場になっていたため、とても親しい間柄である。元々薫とは友人の様子。ゴシップ好きでコイバナに興味を示す一方、年齢をとても気にしており薫の口から「2×歳」と暴露された時は石化してしまった。身長161cm、体重48kg。1849年（嘉永2年）6月生まれ。双子座、血液型AB。
義理人情に厚い性格。細目（糸目）で滅多なことでは瞳を見せない。アニメ第1作では2話から登場しており目を開いていた。性格は原作よりも強気で、京都編初期では左之助が京都への路銀の無心を遠回しに示唆した時は怒って突っぱねている。また、弥彦の境遇も知っており剣心たちに教えている。
関西（京都府）出身。趣味は浮世絵の収集。特に津南の浮世絵には目がない。30歳で独身。
彼女のデザインは剣心の没デザインの流用である。
- 完全版第22巻の再筆：前髪のボリュームが増している。おっとりとした人物で、オタク。作者いわく「生まれる時代を間違えた人」。
- キネマ版：赤べこの「店長」という設定。

関原冴（せきはら さえ）
声 - 島本須美 / 能登麻美子
関原妙の双子の姉。京都で京風牛鍋店「白べこ」（赤べこの姉妹店）を営んでいる。一人称は「うち」。妹と瓜二つで、初登場時は薫らに間違われる。少女趣味の持ち主で、白べこで勤めることになった弥彦に女性用エプロン（白べこでの着用義務）と頭にリボンを着せていた。妙と同じでゴシップ好き。また、妄想癖があり、京都へ向かった剣心を追った薫が、白べこで出会った操との会話で「一緒に暮らしてた?」「道中二人で連れたつ?」など、過敏に反応し、二人の仲をしつこく疑っていたため操に「いー加減にしろこのアマ！」と怒られた。1849年（嘉永2年）6月生まれ。

### 隠密御庭番衆
御庭番と呼ばれた実在の幕府組織をモチーフに描かれているが、上記の四乃森蒼紫と巻町操含め、以下もすべて架空の人物。キネマ版では維新後に解散したとされ、直接登場はしないものの、一コマだけ蒼紫・翁・操・般若・式尉・火男・癋見が描かれている。『北海道編』では葵屋の面々は全員所帯を持っているとのこと。
柏崎念至（かしわざき ねんじ）
声 - 北村弘一 / 千葉繁 / 大木民夫（OVA『新京都編』）
演 映 - 田中泯、京 - 阿部裕
京都探索方。通称「翁（おきな）」で、劇中では一貫してそう呼ばれている。普段は料亭兼旅籠「葵屋（あおいや）」を営む。身長165cm、1819年（文政2年）9月生まれ。京都府出身。乙女座、血液型AB。趣味：情報収集。特技：観光案内。初登場時60歳。
操の育ての親。一人称は「ワシ」。普段はスケベな好々爺だが、志々雄一派と対立する剣心に対して強引に協力を約束するなど、時に操にも通ずる我が儘な一面も見せる。ただし剣心の胸中も察しており、彼が葵屋を巻き込みたくないという想いを抱えていることにも気づいていた。葵屋が襲撃された時は「せくしいこまんどぉ」なる武術で侵入者を撃退していた。驚いた時などは「ひょ」と声を発する。かつては御庭番衆最恐と呼ばれており、志々雄一派の隠密部隊の手に釘と蝋燭を突き刺し拷問するなど、普段のおおらかな顔の裏には歴戦の忍らしい恐るべき残忍性を隠し持つ（本気を出すとサリーちゃんのパパのように髪と髭が逆立つ）。戦闘においても先代御頭と互角に戦えた実力の持ち主で、修羅と化した蒼紫との戦いでも「先代の技は通用しない」として二本のトンファーを駆使して優位に立っていた。しかし「蒼紫の技」を完全には防げず、トンファーの片方を切断され、技を防げなくなったところへ「回転剣舞六連」の前に敗れる。このため十本刀との戦いには直接は参加せず、葵屋の中から指示を飛ばすという役割を担っている。先代御頭の死後は次期御頭最有力候補に挙げられたが、若き世代への期待から蒼紫を御頭に推して京都探索方に志願。
『北海道編』では剣心からの電信に返事を出そうとして長文の手紙を書くが「文字数が多いほど料金がかさむ」と、お増に突っ込まれていた。
アニメ第1作では翔伍に殺害された元キリシタン弾圧の急先鋒である人物たちの死体に描かれた文字を見て、かつて隠れキリシタンが使っていた大陸の文字に由来する文様であることに気付く。また、黒騎士団編以後は操を迎えに行かせるべく東京へ蒼紫らを遣わした。
デザインのモチーフは『CYBORGじいちゃんG』の壊造時次郎。それを公表した登場人物製作秘話で描かれた翁のラフ画ではサングラスを持っていた。
名前は新潟県柏崎市に由来。
- 完全版第22巻の再筆：年齢を感じさせない鍛え抜かれた肉体となり、その衰えぬ力と老兵としての技量を表したかのように巨大鋼鉄製トンファーと様々なギミックを仕込んだ機械仕掛けのトンファーとを使用する。褌姿。作者いわく「男のロマンが満載」。
- 実写映画版：基本的に原作に準拠した設定で登場。しかし原作と違い蒼紫との勝負に敗れ、床に就いていた後は、衰弱した身体で出歩き蒼紫の行き先を先読みし待ち伏せをして仕込み刀で斬りかかるも一蹴されてしまう。即死は免れるも、剣心と蒼紫の戦いを見届けた後に死亡。

武器
仕込み杖
通常時の得物。分割して中の鎖を引き出し、振り回して使用。
トンファー
本気を出した時の得物。鋼鉄製。実写映画版では先端に刃が仕込まれている。一部のゲームでは操も使用する。

技
円殺轟鉤棍（えんさつごうこうこん）
間合いを詰める反動を利用して、勢い良く回転させたトンファーを相手に叩きつける。

般若（はんにゃ）
声 - 野島昭生 / 置鮎龍太郎 / 鈴置洋孝（PS『維新激闘編』）
演 宝 - 煌羽レオ / 日和春磨、松 - 寒川祥吾
密偵方の上位隠密。身長166cm、体重55kg、1855年（安政2年）6月生まれの24歳。出身地は貧しい農村であること以外は詳細不明。双子座、血液型A。尊敬する人物：四乃森蒼紫。一人称は「私」。
幼少時代に口減らしのために親に殺されかけ、生き残って放浪していたところを蒼紫に救われる。密偵方だけあって第一の任務は諜報工作であるため、いかなる顔にも変装できるようにと、自分で顔面の肉と皮膚を剥ぎ、鼻を落とし、頬骨を砕いて顔面に徹底的な改造を施している。そのため、素顔はグロテスクな外見になっており、弥彦は思わず「化物だ」と口走っている。だが、本人いわく「変装には便利だから気に入っている」とのこと。蒼紫によると（密偵方としては優秀でも）素顔が原因で士官の口は全くなかったという。般若の面は、素顔そのものを隠すためのものだが、戦闘においても視線を隠すので「先読み」の妨害にも使える。剣心との2度目の戦いで、仮面が破壊された。
密偵方であると同時に蒼紫仕込みの卓越した「御庭番式拳法」の達人で、伸腕の術に加えて鉤爪を使うなど戦闘技術にも長けている。操の世話役。基本的に女性に対しては礼儀正しく振る舞うが、仲間内や男相手にはぶっきらぼうな態度になる。
観柳邸のエントランスにて剣心と対決。伸腕の術で一時優位に立つが、破られた後は鉤爪で立ち向かうも剣心の一刀には及ばず敗北。その程度では蒼紫には勝てないことを告げながら気絶した。その後、左之助、式尉と合流。左之助には警戒されたが「勝負がついた今、寝首を掻くような真似はしない」と告げたことで信用を得た。
似たような境遇である恵のことは気にかけていたが、般若にとって優先すべきなのは組織のことなのであえて見て見ぬ振りをしていた。
最期は蒼紫を救うため囮となり観柳の回転式機関砲（）の前に散る。死後、蒼紫によって彼以下4人の亡骸から首を切り取られ（アニメ第1作では死体を丸ごと回収されている）、ある樹海に般若以下4人の御庭番衆の墓が建てられたが、人誅編終了後に蒼紫・操の手によって京都に改めて葬り直された模様。京都編にて操が鎌足との戦いで意識を失いかけた時は、幽霊となって操に声をかけ、蒼紫が帰ってくることを告げた。
アニメ版では登場の場面がさらに増えており、恵を救うべく襲撃して来た剣心を雇おうと交渉を持ちかけた観柳の近くにいたのは原作では蒼紫だが、アニメ版第1作では般若である。さらに恵が観柳を殺そうとしたところで恵の短刀を奪ったのは原作では蒼紫だが、アニメ第1作ではこちらも般若になっている。原作では観柳が回転式機関砲を持ち出した際に不意撃ちで蒼紫の両足が撃たれているが、アニメ第1作では的になったのは般若であり、蒼紫が咄嗟に庇って撃たれるという展開になった。
モチーフは『エレファント・マン』と『蜘蛛男』で、性格上のモチーフは新選組の山崎燕、デザイン上のモチーフはガイコツである。
- 完全版第3巻の再筆：マジックミラーの面で敵を惑わす（素顔は変わらず）。猫手型の爪を主武器とし、蒼紫譲りの小太刀を奥の手に持つ。般若の面は本来女性を表すため、中性的な細身の体型となった。

技
伸腕の術（しんわんのじゅつ）
赤と黒の横縞模様の刺青で、腕を短く見えるよう錯覚を起こさせる。このため、相手からすれば攻撃時に腕のリーチが伸びたように見える。
完全版の再筆では、さらに「伸脚の術（しんきゃくのじゅつ）」も使用している。

式尉（しきじょう）
声 - 中田和宏 / 稲田徹 / 大塚明夫（PS『維新激闘編』）
演 映 - テイ龍進、宝 - 真那春人、鳳華はるな（代役） / ゆめ真音、松 - 祝陽平
本丸警護方の上位隠密。身長195cm、体重100kg。1843年（天保14年）11月生まれの36歳。鹿児島県出身。蠍座、血液型B。特技：腕立て伏せ。一人称は「俺」や「俺様」。
元々薩摩藩の隠密だったが、城内の調査のために江戸城に侵入した際に蒼紫（当時13歳）に倒され、それを機に御庭番衆に入る（顔にある十字傷はその時のもの）。元々筋力に恵まれており、それを御庭番衆に伝わる秘薬によって強化した。般若が剣心に敗れた後、階段の踊り場で左之助と対決。当初は有利に戦いを進め、左之助を勧誘し秘薬による強化を持ってすれば自分以上に強くなれると述べる。しかし拒否され、脳天に強烈な拳打を打ち込まれて敗北。左之助も気絶してしまい、共に意識を取り戻したがもう戦意はなく、そのまま左之助、般若と共に剣心たちに合流する。その後、般若と合流し蒼紫を観柳の回転式機関砲から守るため、自分の身体を盾にして庇う。自分の肉体が機関砲に勝ることを証明し、蒼紫の役に立てたことを誇りながら戦死した。
技らしい技はないものの頭突きによる攻撃を主体に使用していた。
アニメ第1作では対決までの展開が異なっており、恵が脅迫されたことを知った左之助が観柳邸の前で彼女をいさめた際に登場。般若より先に戦っており、戦う順番が入れ変わっている。原作と違い服を着ていたが、途中で破いて原作と同じく上半身裸になる（原作では葵屋を抜ける時は上半身裸だったが、この時もその時の服を着ている）。原作通りに左之助に敗れたが、その隙を突いて恵は癋見に連れ去られてしまった。なお本来は敗北した時は左之助も倒れて、ダブルノックアウト状態になる筈が、左之助は気絶しておらず、多少グロッキー状態になって片膝を着いているが、少し経ってから顔を叩いて気合いを入れて立ち上がっている。また薬で肉体を強化したのではなく自分で鍛えたものになっている。アニメ第2作では概ね原作に準じた展開だが、口癖が原作で一切使用していない「いいね」という言葉で、左之助との戦いで連呼していた。鉄球の鎖を先端から鉄球から外してはそのまま鎖を凶器として用いていた。左之助とはプロレスのような攻防も繰り広げており、左之助に対してジャーマン・スープレックスを披露していた。またやられ方がパンチで空中に吹っ飛ばされた際に跳躍してきた左之助に追撃のパンチを食らって床に叩きつけられるというダイナミックな物に変更されている。また両者のアニメ共、形は違えど鉄球の鎖を左之助に引きちぎられている。
モチーフは実は左之助。デザイン上のモチーフはこれといってないが、筋肉描写はアメコミを参考にしている。
- 完全版第3巻の再筆：筋肉がさらにもり上がって肉体全てが武器という野獣のような外見になる。奥の手となる牙が強調されている。普段の武器である巨大鉄球はさらに大形化しトゲも付けられている。

火男（ひょっとこ）
声 - 飯塚昭三 / 落合福嗣 / 小村哲生（PS『維新激闘編』）
演 宝 - 久城あす / 汐聖風美、松 - 竹部匠哉
中位隠密。身長190cm、体重120kg。1848年（弘化5年）7月生まれの31歳。熊本県出身。蟹座、血液型O。好きな食べ物：明太子。一人称は「俺」。
火術使いで、直情的な性格をしている。身体が肥満体なのは胃に火炎放射用の油袋を仕込むため。補給のための樽も背負っている。神谷道場を襲撃した際に剣心、左之助の両名と対決。左之助相手には火炎放射の不意打ちで優位に立つが、剣心にはあっさりと破られる。トリックのネタを見破った左之助の特攻により油袋を引きずり出されてしまい、ならば素手でと殴り掛かるが左之助の拳には遠く及ばず敗北した。その後は癋見と共に床に臥せっていたが、観柳が機関砲を用いたことで危機を察知し戦場に駆けつけた。蒼紫を守るべく捨て駒になり、観柳の回転式機関砲によって戦死する（原作やアニメ第2作では頭部を撃ち抜かれるが、アニメ第1作では胴体を撃たれる）が、樽に潜んでいた癋見の攻撃につながる。
- 完全版第3巻の再筆：油のタンクと、火炎制御用マスクを装備した外見になる。火打石ではなく手にした松明にマスクを通して霧状にした油を吹きかけ炎を放つ。なお、このデザインはキネマ版でも流用された。

技
火炎吐息（かえんといき）
腹に仕込んだ油袋で油を通し、火打石と上下二本だけ残った前歯で着火して火炎を吐く。
極大火炎吐息（きょくだいかえんといき）
より強力な火炎を吐く。
火炎拳（かえんけん）
名称はアニメ第2作より。左之助に繰り出した拳の技。

癋見（べしみ）
声 - 松野太紀 / 吉野裕行
演 宝 - 透真かずき / 眞ノ宮るい、松 - 早川一矢
下位隠密。身長130cm、体重30kg。1848年（弘化5年）5月生まれの31歳。東京府出身。牡牛座、血液型A。特技：射的・尾行。一人称は「俺」。
非常に身軽で音も気配もなく周囲に潜むことを得意とする。剣心も殺気を感じるまでは存在を感知することができなかったほど。恵の監視を行っていたところ逃げられてしまい、観柳の配下と共に追跡している最中に剣心、左之助と対決。左之助の友人たちを攻撃したことで怒りを買い、二人の同時攻撃で顔面を潰されてあっさりと敗北した。般若に助けられた後は、火男の補佐的な役割で神谷道場襲撃に加わり、半ば逆恨みで恵を毒殺しようと毒殺螺旋鏢を放つが弥彦に阻止された。
観柳邸での闘いで火男の樽に潜んで奇襲をかけるが、一歩及ばず観柳の回転式機関砲の乱射を受けて戦死。火男共々、一芸だけにしか秀でていない自分たちを見捨てずにいてくれた蒼紫に心服していた。
アニメ第1作では彼が放った螺旋鏢が回転式機関砲の弾帯を詰まらせ、逆転のきっかけとなる。
下品なチンピラのような言動だが、前述の通り蒼紫に対する恩義や忠誠心は強い。アニメ第1作では恵奪還の任務に失敗したことで観柳の部下2人は始末されたが、癋見に関しては蒼紫に庇われていた。
- 完全版第3巻の再筆：通常の螺旋鏢（全て毒殺螺旋鏢）入れを兼ねた巨大螺旋鏢に乗る極端な矮躯、草食動物の如く両側を見られる目という人間離れしたデザインになっている。

「小心者で体が小さい」という点が、小さいもの好きの一部の読者に好かれたのか、「癋見かわいい」という評価も寄せられたらしい。
技
螺旋鏢（らせんびょう）
螺旋状に溝が掘られた、ライフル弾のような鉄製の鏢を指で弾き撃つ。
毒殺螺旋鏢（どくさつらせんびょう）
曼荼羅葉の毒を塗った螺旋鏢を弾き撃つ。

黒尉（くろじょう）
声 - 茶風林 / 杉崎亮
演 映 - 小久保丈二
葵屋従業員。普段は「黒（くろ）」と呼ばれている。体は大柄で髪は短髪。手にはめた籠手輪手裏剣（こてわしゅりけん）を扱う。般若や操と同じく「御庭番式拳法」の使い手でもあり、志々雄配下の一般兵の精鋭程度なら軽くあしらえるくらいの実力はある。
アニメ第1作では黒騎士団編で再登場。操・白尉と共に真田忍軍と戦う剣心たちに加勢するも、手傷を追わされて戦線離脱を余儀なくされる。
- 完全版第22巻の再筆：鉢巻の色が黒に変更され、鉢巻の端を顔の左側に垂らしている。頭頂部の髪にはパーマがかかっており、より呑気そうな外見に。

白尉（しろじょう）
声 - 木内秀信 / 奥村翔
演 映 - 佐藤滋
葵屋従業員。普段は「白（しろ）」と呼ばれている。体はやせ形。籠手輪手裏剣を扱う。般若や操と同じく「御庭番式拳法」の使い手でもあり、志々雄配下の一般兵の精鋭程度なら軽くあしらえるくらいの実力はある。
アニメ第1作では黒尉と同様黒騎士団編にて再登場するが、共に手傷を追わされる。その後は霊薬捜索に向かう剣心たちを見送った。
- 完全版第22巻の再筆：こちらの鉢巻も黒尉同様のアレンジがされている。

増髪（ますかみ）
声 - 中尾友紀 / 雨宮夕夏
演 映 - 江田結香
葵屋従業員。普段は「お増（おます）」と呼ばれている。髪の毛は常に束ねている。円形手裏剣を扱う。般若や操と同じく「御庭番式拳法」の使い手でもあり、志々雄配下の一般兵の精鋭程度なら軽くあしらえるくらいの実力はある。敵に対しても優しいが、従業員の中ではしっかりした方で、宴会で酔っ払う翁を叱り付けていた。
アニメ第1作では翁に命じられ、蒼紫・近江女と共に京都から東京に居着く操を迎えに来たことがある。その際、操と近江女に加え薫や恵、妙や燕と共に女性陣同士の談議に花を咲かせていた。またアニメ第1作では近江女と同様、比古清十郎に一目惚れしていた。
- 完全版第22巻の再筆：鉢巻の向きが上記2人と同様になり、髪にややウェーブがかかっている。

近江女（おうみめ）
声 - 尾小平志津香 / 相川奈都姫
演 映 - 別府あゆみ
葵屋従業員。普段は「お近（おちか）」と呼ばれている。普段は髪の毛を結っているが、戦闘の時には解き、垂らしている。くの字手裏剣を扱う。般若や操と同じく「御庭番式拳法」の使い手でもあり、志々雄配下の一般兵の精鋭程度なら軽くあしらえるくらいの実力はある。比古清十郎に一目惚れし、側に付き添っていた。
アニメ第1作では蒼紫・増髪と共に京都から操を迎えに現れた。
- 完全版第22巻の再筆：上記メンバーと鉢巻の向きが同じになっており、髪型が右分けのセミロングに変更。

### 相楽左之助の血縁者
※東谷家の名前の由来は方向（上下ェ門、左之助、右喜、（中）央太、ななめ）。
東谷上下ェ門（ひがしだに かみしもえもん）
身長172cm、体重65kg。1838年（天保9年）2月生まれ。登場時点で40歳。水瓶座、血液型B。特技：編み笠作り。趣味：喧嘩・煙草。左之助の父親。出身地の長野県在住。一人称は「俺」。妻・菜々芽（ななめ）は2年前に他界し、男手一つで娘と息子を養っている。大根を栽培する農家だったが、宿場一帯を支配するヤクザに畑を潰され、今は編み笠を作って家計を支えている。喧嘩は人一倍強く、不意打ちの弓矢も軽々と受け止めてしまう。しかし、様々な死線を越えてきた左之助には敵わなかった。再開時は互角に殴り合っていたが、不動沢一派に殴り込みに行く直前にはみぞおちへの一発で倒されており、左之助曰く「親父を本気で殴るほど不幸者じゃねえよ」とのこと。
- 完全版第22巻の再筆：ねじり鉢巻きが太くなり、長く伸ばした後ろ髪を結っている。

技
親父の熱き魂（おやじのあつきたましい）
ギャグ技。煙管の吸殻を飛ばして、相手の鼻の上に乗せる。
親父の竜巻投げ（おやじのたつまきなげ）
豪快に投げる技。左之助を竜巻状に投げ飛ばした。

東谷右喜（ひがしだに うき）
1863年（文久3年）生まれ。登場時点で15歳。血液型A。左之助の妹。性格はしっかり者で気が強い。一人称は「私」。幼いころに左之助が赤報隊に入隊するために家を飛び出したため、彼が自分の兄と気付いたのは別れた後だった。兄が家を飛び出し、母親と死別してから、何よりも家族を失うことを恐れる過保護の心配性。半分額を見せる髪形をしているため、左之助から「半デコ」と呼ばれる。左之助との再会から明治15年（1882年）までの間に結婚した模様。
- 完全版第22巻の再筆：おかっぱの髪型で、カチューシャを着用。

東谷央太（ひがしだに おうた）
1873年（明治6年）生まれ。登場時点で5歳。血液型AB。左之助の弟。左之助が家を飛び出してから産まれたため、成り行き上、左之助が実家のある村に帰って来るまで会ったことがなかった。姉（右喜）から、過保護に育てられたため、気弱で人見知りな性格になってしまったが、兄と出会ったことで強くなろうと決意し、彼が再び東京へ戻った後には服の背中に「悪一文字」を刺繍してもらった。後に兄の勧めで神谷道場に入門する。左之助からは「丸ホッペ」と呼ばれる。
5年後の『北海道編』でも登場しているが、新市から神谷道場四天王の1人に数えられている。四天王は彼と新市と由太郎らしいが4人目は不明など、かなり適当。道場で行われた「総当たり試合」では上位にかすってもおらず負け惜しみをしている新市の隣で「所詮は自称ですから」と自嘲している。父親の上下ェ門や実の兄（とは知らない）左之助に似て身体の成長は著しく10歳にして新市よりも背が高い。
- 完全版第22巻の再筆：髪型を月代に刈っており、後ろ髪を結っている。

### 剣心たちの知人
浦村（うらむら）
声 - 亀山助清 / 松本忍 / 麻生智久（CDブック版）
演 映 - 斉藤洋介（第1作）、鶴見辰吾（第4作）
剣心たちが住む町を管轄している警察署長。一人称は「私」。
偽抜刀斎事件もあって、人斬り抜刀斎を凶悪な人物と思っていたが、実際に出会った剣心の人柄を知ってからは彼を心から信頼しており、黒笠事件ではその詫びを兼ねて自ら神谷道場に赴いて剣心に谷十三郎の護衛を依頼している。それもあって人誅事件の際には家が襲撃され、負傷している。パンチパーマのかかった髪型と口髭、糸目に丸眼鏡が特徴で（妻と娘も同じく糸目に丸眼鏡）、左之助には「ヒゲメガネ」と呼ばれる。
本来ならば死罪になるはずの恵を剣心の頼みに応じて見逃したり、東京ではお尋ね者（蒼紫）を恵に事情を聞かされて警察署内に入れたり、わざと警官隊を逆方向に誘導し捕縛されそうな左之助を逃走させたりとお人好しな行動も多い。特に蒼紫を警察署内に入れた時は弥彦と操に「あんた人好過ぎ!!」と突っ込まれていた。剣心の活躍を部下たちにも教えているようで、人誅編では剣心は警官たちに協力を求められており、新市には「刀を差していても警察署に入れる」と発言されている。「弥彦の逆刃刀」でも登場こそしないものの、投降した志々雄一派残党をその場で殺そうとした警部補を弥彦が倒してしまったことを剣心に伝えたことが薫の口から明かされている。その際、弥彦が罪にならないように取り計らってくれたようである。
「浦村」という名前が出てきたのは人誅編になってから（ノベルス版2巻でも名前が明かされている）。アニメ第1作では原作で名前が判明した後でも結局使われず、川路や山県に最後まで「署長」と呼ばれていた（アニメ第1作20話では原作で明らかになる前だったため「村木（むらき）」と名乗っていた）。
アニメ第1作では初登場時は性格が大きく変わっており、当初は剣心を逮捕するために部下を引き連れて神谷道場に乗り込み、部下共々薫に対して尊大な態度を取っていた。その回では終始その態度を貫き、原作であったように剣心を見直すシーンもなく、宇治木らが倒された後も逮捕しようとしたため山県に怒鳴りつけられ引き下がっている。また、外見も壮年代の原作に比べ初老に描かれている。ただし、それ以降は原作と同様、剣心に対して信頼を寄せ、協力関係を築く。
- 完全版第22巻の再筆：顔が細めになり、厳しそうな人物に。剣心の人柄と行動は認めているが、厳しい態度を取らざるを得ないという設定（作者いわく「性格が気になったから」）。
- キネマ版：終盤で刃衛に襲撃された前川道場の門下生たちの事情聴取を行った。
- 実写映画版：偽抜刀斎による辻斬り事件、観柳によるアヘン密売事件を、斎藤と共に捜査していた。要所要所に登場するが、劇中では剣心たちとは会話しない。
- 銀幕草紙変：越路郎とは旧知の仲。そのため、神谷活心流を名乗る偽抜刀斎の対応に苦慮していた。

小国玄斎（おぐに げんさい）
声 - 塩屋翼 / 多田野曜平
神谷道場かかりつけの老医で小国診療所を開いている。
恵を助手にして阿片を造っていた医者と知り合いだったため、恵のことを知っていた。後に恵を助手として引き取る。当初は恵の尻を撫でるなどスケベかつお調子者なところを見せていたが、以後は終始真面目で、雷十太との戦いに行く剣心に忠告をしたこともある。
原作では「玄斎」という名前は出てきておらず、この点はアニメ第1作オリジナルである（アニメ第2作でもこの名前が採用されている）。
アニメ第1作では1話から登場しており、神谷道場とは30年の付き合いという設定。薫の親代わりという設定のため原作より出番が多く、序盤であったスケベな部分は消えており、その代わりに災難に遭う場面が多い。赤報隊に関する情報も知っていた。また、伊豆に住んでいる自分と瓜二つの妹・ハナ（声 - 片岡富枝）がいる。名前は新潟県小国町（現：長岡市）に由来。
あやめ、すずめ
声 - 湯浅香織（あやめ）、並木のり子（すずめ）
アニメ第1作オリジナルキャラクター。
玄斎の孫娘。剣心は最初、薫の妹と勘違いしていた。
彼女らの登場により話の一部が原作とかなり変わることもある。
三十一幕で夜、左之助と一緒に剣心を探しに行ったのは彼女たちである。その次の話では、すずめはいないと分かってはいるが家中を走りながら剣心を探し、玄斎の膝の上で姉のあやめと共に泣いた。その後、薫、弥彦も旅に出るが恵と共に留守を託される。
二人とも、剣心のことを「剣にぃ」と呼ぶ。
すずめの雑巾掛けは物凄く速い。
前川宮内（まえかわ みやうち）
声 - てらそままさき（テレビアニメ第2作）
演 映 - 中原丈雄
薫の出稽古先のひとつである中越流前川道場の主。薫の父である越路郎とは剣友で、かつては江戸二十傑にも選ばれた剣客。剣心の評判を聞いて立会いを望んでおり、初対面で剣心に向け闘気を発して挑発したが、剣心に穏やかに受け流されたことで、戦わずして負けを認めた。「あの若さであの目はできない」と、剣心が人に言えない重い過去を背負っていることを見抜くが、弥彦に剣心の実年齢を教えられると驚愕していた。一般の剣客としてはかなりの腕前だが、雷十太の道場破りに番神の襲撃と立て続けに完敗。番神にやられたのは剣心と関わったことが原因だが、「剣客ならこういうことはあるもの」と剣心のことはまったく恨んでいない。雷十太の件から年齢による衰えを自覚していたこともあって道場を廃業する。アニメ第1作では名前は出てくるものの未登場だが、PS『十勇士陰謀編』には登場している。アニメ第2作では名前の読みが「くない」となっている。
『明日郎 前科アリ』では道場は取り壊されることもなく放置されて廃屋となっており、賊長率いる一団との戦いの場となった。
塚山由太郎（つかやま ゆたろう）
声 - 田中真弓 / 三瓶由布子
身長130cm、体重27kg。1868年（明治元年）11月生まれ。東京府出身。蠍座、血液型O。好きなタイプ：年上の女性。ライバル：明神弥彦。一人称は「俺」（アニメ第1作では「僕」）。初期にのみ登場。刀剣商・塚山由左衛門の息子（アニメ第1作では伊豆の富豪）。勝気な性格をしている。
剣術を志した動機を原作では「無敵の剣客になって親父を見返してやるんだ」（単行本5巻p163）と商人になって頭を下げる父への反発からとしているが、アニメ第1作では「強くなりたいんだ、父上のように」（アニメ第1作19話）と剣豪だった父への尊敬からと正反対の描写をしている。
雷十太を崇めていたが、その雷十太に裏切られ、右腕の筋を斬られる。剣術の才能は弥彦以上とも言われる。治療のためドイツへ渡ることになり、弥彦の叱咤もあって必ず日本に戻って剣術の道に進むことを誓う。帰国後（明治15年=1882年）は弥彦と共に、神谷道場の師範代となっているとされたが、『北海道編』では右腕は完治はしておらず門人札も5年前に掛けたままになっているだけで「剣術は諦めたし門下生でもない」と由太郎本人が否定している。弥彦には「片腕でも振るえる剣をオレが教えてやる!!」と言われるが、そうなると弥彦が師匠ということになるため「オレって本当に師匠に恵まれないな」と自嘲し、それが雷十太を指していることに気付いた弥彦に「アイツと一緒にするな!」と突っ込まれている。弥彦と燕を取り合っているらしい。薫いわくプレイボーイ。
『明日郎 前科アリ（異聞）』では刀剣の輸出で一財を成し、様々な輸出品を扱う「塚山商会（つかやましょうかい）」の若旦那となっており、性格も幾分穏やかになっている。阿爛はかつて彼から背広や鞄を購入した縁があり、無限刃を売り払うために明日郎を連れて来た阿爛の秘密を一目で見抜き、かつての経験から「偽り事は必ず自他の人生に取り返しのつかない傷を負わせる」と忠告。同時に「無限刃には美術的価値はない」と明日郎たちに告げて購入を断る。その後は志々雄一派残党に追われる明日郎たちを見送りつつも、部下に警察に連絡するよう指示し、自身は剣心たちを呼びに神谷道場に向かった。
アニメ第1作では原作と比べると弥彦と仲の良い描写が多くなっている（原作でも弥彦とは、いがみ合いながらも、普段の剣心が「おさんどん」同然であることを一瞬ではあるが語り合うなど、根っこの部分では意気投合していることを示唆する描写がある）。ドイツに行く際は原作と違い機関車ではなく船で行く時に剣心たちに見送られている。また、後にハンス博士を伴って黒騎士団編で帰国している。こちらでは最終的に医師の道を歩むことを示唆させる描写がある。
アニメ第2作では後の燕にモーションをかけていることとプレイボーイという設定が反映されており、赤べこで燕に手ぬぐいを渡すシーンが追加されている。また性格も、神谷道場に単身殴り込みに来て以降は、「大嫌いなトリ頭（左之助）」、張り合っている弥彦以外は薫や剣心に対しても敬語で接する、前述の燕とのシーンでも敬語で優しく接するなど、原作に比べて礼儀正しく描かれている。原作と違い医者に連れて行かれたあと、原作より早く意識を取り戻し弥彦に戦いの場へ一緒に行こうと誘われ弥彦に「決着を見届ける。今その目で見ておかねえと、立ち上がれなくなる」と説得され、その場所に向かい、剣心と雷十太の戦いを見届けており、戦い後、聞こえるか聞こえないかの距離で雷十太に「さようなら。先生」と別れを告げ決別した。なおドイツに行く際、剣心たちと別れたあとは、弥彦を「帰って来たら真っ先に倒す」発言をしていたが、原作やアニメ第1作では口で言っているが、アニメ第2作ではモノローグで言っている。
- 完全版第22巻の再筆：服が洋装に。外国人とのクォーターでオッドアイ。片目を隠している。

塚山由左衛門（つかやま ゆざえもん）
声 - 高橋伸也（テレビアニメ第2作）
由太郎の父親。元下級士族で、長らく培った刀の鑑定眼を以って明治からは刀が外国人に美術品として珍重されていることもあり、刀剣商を中心に商売を行っている。だが、本心ではそんな自身の選択を「しがない負け犬人生」と恥じている。息子共々雷十太に助けられたことで、彼を由太郎の剣術指南役として雇うも裏切られる。由太郎の右腕の筋が断たれた際、息子の夢を断たさぬように医術の先進国であるドイツへ渡ることを決意するなど、息子思いな人物。
アニメ第1作では「伊豆の雷神」と呼ばれる剣士だったが、既に他界している。

### 『北海道編』の主要人物
長谷川明日郎（はせがわ あしたろう）
『北海道編』の前哨譚である『明日郎 前科アリ（異聞）』の主人公。16歳。表向きは食い逃げの罪で5年間服役していたが、真の罪状は志々雄一派の末端構成員だったという経歴による。
新潟にある山奥の廃屋に住んでいた孤児で、方々で盗みや食い逃げを働いていたことから「悪太郎（あしたろう）」と呼ばれていた。食べられるものはたとえ泥砂にまみれようと、多少腐りかけようと何でも食してきたため、非常に強靭な胃腸をもっている。我流で肉体の鍛錬も積んでおり、強靭なあごによる噛みつき攻撃が最大の武器。志々雄一派が掲げていた国盗りの大義には興味がなく、うまい食事をたらふく食いたいという単純な動機で一派に参加していた。志々雄のアジトに盗みに入ったときに捕まり、逆さ吊りの状態で志々雄と対面。その際は上記の単純な動機を話し、志々雄に「俺の十一本目の刀になって見せろ」と見込まれたことで配下に加えられた。一派壊滅後は、アジトの焼け跡から志々雄の遺した愛刀・無限刃を偶然発見し、その正体もわからぬまま持ち出す。
無限刃を巡って志々雄一派の残党と死闘を演じ、阿爛の真実を知ったおりに賊長に彼を侮辱されたことで吹っ切れ、賊長たちへの怒りと殺意のままに無限刃を抜こうとするが、助けに入った剣心に止められる。事件解決後は神谷道場預かりとなり、その門下生となる。その際、阿爛の機転により「悪太郎」から同じ読みの「明日郎」に改名する。剣心から無限刃を預かりたいという申し出を受けるが、「なぜか手になじむ」という理由で拒否し、それを聞いた剣心も「（無限刃に）選ばれたのか、それとも（明日郎が）選んだのか」と思い直し引き下がる。
『北海道編』本編では、旭を利用していた二人組とけんかになった際に警官隊とも衝突。止めに入った剣心相手に無限刃を引き抜き、志々雄の技である壱の秘剣「焔霊」を発現させるが、逆刃刀での双龍閃を受けて倒される。その後、剣心の言いつけで無限刃を封印し、剣心の護衛として阿爛、旭とともに北海道函館への旅に同行させられる。3人とも「ア」で始まる名前ということで、左之助から「"ア"の三馬鹿」とひとくくりで命名され、小樽拠点ではみずから「アの三馬鹿一番手」を名乗る。
劍客兵器の小樽拠点では無限刃の封印を解き、阿爛の投げた火薬樽を焔霊で着火するという「紅蓮腕」のような使用法を偶然編み出す。
志々雄とは面識はあるものの師弟や親子などの強い関係ではない方向で設定された。
井上阿爛（いのうえ あらん）
『前科アリ』から登場。小菅集治監に収監されていた少年。16歳。上質な洋装と自己陶酔的な性格が特徴で、海外に憧れて密航を企てたところを捕まり、3か月の刑に服していた。同日に釈放された縁で明日郎と面識をもち、彼が所持していた無限刃の売却を模索する。体力・戦闘力はないぶん頭が良く機転が利き、気に入った美女に言い寄る気障な面をもつ。実は外国人との混血児で（賊長は外国人居留地の異人揚屋の娼婦の息子と推察している）、金色の頭髪に黒い染料を塗って純日本人に見せかけていた。しかし、賊長の攻撃から明日郎を庇った際、砕かれた弩鈍杵から漏れた油を浴びて素性が割れる。事件解決後は明日郎とともに神谷道場の門下生となる。
小知恵を利かせて剣路をお菓子で釣って秘伝書を読み、それだけで皆伝を受けた気になるなど、考えが浅い。明日郎・旭・剣路に読み書きを教えている。自身が生きていく元手として金を稼ぐことに注力しており、剣心からは観柳のような悪人にならないか心配される。阿爛自身は観柳のようになる気はさらさらないが、観柳の語った「金こそがこの世で最も平等で公平」という価値観には同調する。
久保田旭（くぼた あさひ）
『前科アリ』から登場。明日郎の御宝（無限刃）を狙う少女。明日郎と同じく志々雄一派に所属していたが、当時は互いに面識はなかった。一派壊滅後はその残党集団に属しており、紅一点として君臨する。自分の本心を隠すために表面上は明るく振る舞っているが、本来は暴力を嫌う優しい人物であり、相手を傷つけないように得意のからめ手を用いる。ただし、素の戦闘能力は明日郎をしのぐ。教会などの西洋建築に見られる派手な装飾を好み、阿爛からは「キラキラ好きの開化っ娘」と評される。
明日郎の出所を見はからって接触し、食料と引き換えに無限刃を渡すように迫る。しかし、介入した蒲原から賊長が小菅集治館を襲撃したと知らされてその場を離脱し、賊長と合流する。その後は計略で明日郎と阿爛を廃道場におびき出すが、死人を出す事態は避けようとする。一派を壊滅に追い込んだ剣心の存在は認識しており、剣心が介入を知ると即座に逃走し、警察の指名手配を受ける。
『北海道編』では、本来の所属組織である闇乃武からの莫大な借金を返済する目的で、志々雄一派に出向していたことが判明する。しかし読み書きができなかったため本当の金額を知らないまま働かされ、真実を知らされると絶望する。その事情を知り激怒した明日郎が、自分のために佐古と戦う姿を見て改心し和解する。以後は神谷道場預かりとなり、読み書きの勉強を始める。しかし、無理やり連れてこられた函館で佐古らと偶然鉢合わせた際に剣心の正体を知って闇乃武だった過去を知られることを恐れて逃げ出す。しかし、阿爛の読み通り、ハリストス正教会にいたところを二人に発見され、剣心と自分の正体を明かすが阿爛の提案で正体を隠して剣心を逆に後ろ盾にすることを決めて自分から剣心たちのもとに戻る。
於野と左之助の戦いの際には物陰に隠れながら反響を計算しつつ左之助の声色を真似て於野から情報を抜き出し、その功名さから「"ア"の三馬鹿の中では一番の曲者」と評される。
髪型と衣装は初登場時と『北海道編』で異なっており、ロングヘアからボブカット寄りの髪型となった。

永倉新八（ながくら しんぱち） / 杉村義衛（すぎむら よしえ）
実在の人物で、元・新選組二番隊組長。斎藤や沖田にならぶ新選組最強の剣士のひとりで、幕末期に一騎打ちを演じた剣心からも実力を高く評価されている。新選組の仲間が大勢戦死したなかで生き残った自分自身を、「明治の死に損ない」と自嘲し、自身を新選組の意思をもった狼という斎藤とは違い、「只の狗」と言っており、自身の闘姿を見たがっていた凍座には、「狗か狸だと思う」と返答する。
維新後は史実どおりに杉村義衛と改名し、樺戸集治監で剣術師範を務めていた。劍客兵器の樺戸襲撃前夜に安慈とともに函館に向かい、事前に大まかな動向を掴んでいた宗次郎を加えた3人で剣心や斎藤たちと合流する。加齢で白髪交じりの容貌となっており、体力的な不安を抱えているものの、宗次郎との手合わせでは縮地の二歩手前を見切って動きを封じるなど、実力は健在。
新選組時代からの仲である斎藤や、温厚な剣心さえも辟易するほどのなれなれしく大味な性格で、自身が将来作ろうとしている回顧録に、本来池田屋事件に参加していなかった斎藤（実際は土方率いる別動隊の一員として参加し、事件終了直前に池田屋に到着）と剣心の参加をでっち上げて回顧録に記そうとしたり、珍しいからという理由で逆刃刀を見せてくれと剣心に迫って煙たがられる。回顧録に関しては、剣心からは本気で拒絶され謝罪する。一方で、剣心と斎藤とは、幕末という時代を戦った同時代人としての絆を、酒を酌み交わしながら穏やかに回顧し共有する関係でもある。
大味な一方で年長者らしく度量の大きい面もあり、栄次が家族の仇である十本刀と出会った際にはたしなめる一面や、凍座への尋問の時には劍客兵器の目的が、一騎当千の猛者を選りすぐり日本を守る要とすることから、明治政府の掲げている富国強兵政策と相反していないことを理由に、実検戦闘を止めて明治政府と手を組み、劍客兵器が軍の一機関として猛者を育成することを提案する。
無鉄砲でがむしゃらとされる従来の人物像とは異なり、「44歳の中年男」「常に張りつめている斎藤との対比」という意味合いで、「親戚の集まりには必ず一人いる、ゆるくてちょっとうっとおしいおっさん」というキャラクターづけにしている。しかし、新選組時代は史実通りのがむしゃらだったようで、原田から「がむしゃらな新八」を略して「ガムシン」というあだ名を付けられて隊内で定着し、斎藤以外のかつての同胞からは現在もそう呼ばれる。が、本人は「ダサい」と納得していない。
- 『剣心皆伝』での再筆：粋でいなせな江戸っ子。

必殺技
受・崩・殺・龍尾三匹（うける・くずす・ころす・りゅうびさんびき）
相手の刀を受けて交した刀を通じて相手の重心を抑え込んで崩す「降り龍尾」、崩した後相手の身体を浮かす「昇り龍尾」、唐竹割で相手を真上から叩き切る「斬り龍尾」の三連動作を連続で繰り出す技。「昇り龍尾、たくさん」など、それぞれの動作を単発使用、あるいは同じ動作を連発する場合もある。
雹辺との戦いで使用し、彼の正体が双子による二人羽織であることを証明する。体力の消耗が激しく、40代齢となった現在では一度の使用で息が上がる。

## おもな敵対者
長編の敵対者や頻繁に登場した敵など。
鵜堂刃衛（うどう じんえ）
声 - 大塚明夫 / 杉田智和 / 石塚運昇（CDブック版）
演 - 吉川晃司
元新選組の人斬り。

武田観柳（たけだ かんりゅう）
声 - 飛田展男 / 真殿光昭
演 映 - 香川照之、宝 - 彩凪翔、真那春人（代役） / 橘幸、松 - 上山竜治
裏社会で新型阿片「蜘蛛の巣（）」の密売を行っていた悪徳実業家。眼鏡とスーツを着用している。一人称は「私」。身長169cm、体重60kg。1848年（嘉永元年）9月生まれ。東京府出身。乙女座、血液型A。特技：金儲け。趣味：掃除。
医師と結託して阿片を売り捌いていたが、仲間割れにより殺害してしまう。そこで医師の助手をしていた恵を阿片生産のために拉致・監禁していた。阿片の密売によって得た資金を元手に武器商人となり、さらに財を成そうと企んでいる。役に立たない部下は躊躇なく始末する。普段は他人に敬語で話して丁寧な物腰を装うが、本性は卑劣かつ狡猾。感情が入った途端に罵詈雑言を浴びせて過激な暴力を振るうが腕力どころか体力もない虚弱な男。屋敷には総勢60人の私兵団を配備している。剣心たちが屋敷に乗り込んで来た際には回転式機関砲を持ち出して、剣心たちを皆殺しにしようと銃撃を浴びせたが、御庭番衆が盾となっている間に弾切れとなり（アニメ第1作では螺旋鏢で弾が詰まって）、その隙を突いた剣心の怒りの一撃で倒された後、駆け付けた警官隊に逮捕された。原作ではこの時、恵も同罪であることを喚き散らしていたが、剣心に睨まれて黙らされ、さらに署長のはからいによって彼女は実質的に無罪となった。それは贔屓だと叫んでいたが、だれにも相手にされず連行されていった。アニメ第1作ではこのやり取りはなく、恵の罪に関しては「観柳のいうことなんて誰も信じない」とされ、剣心たちは館から脱出した。
『北海道編』ではその後、私財を投げ売って死刑だけは何とか回避し、樺戸集治監で服役していたことが語られた。開拓労働に耐えるだけの体力がないという理由で便所掃除などの作業に従事していたが、その中で汚物をかき分けて小銭を集めながら再起の時を待っていた。その後、寒郷率いる劍客兵器の襲撃において脱出。逃走中に霜門寺から数打ち刀「万鉄刀」を譲り受けるが、商人としてタダで受け取る気はないと小銭で買い取り、それを見込まれて万鉄刀の配布を任される。その後は「雅桐倫俱（）」という名で万鉄刀を「雅桐刀（）」として小樽に配布させるも、剣心にそのことを突き止められてしまうが、それを見越していた霜門寺によって実検の次段階としてバラ撒いた中古銃器に取って代わられてしまう。その際に観柳が考えた「雅桐紋」を無断使用されたことに怒り、なし崩しに剣心と行動を共にする。雅桐刀商売に新たな案を出した阿爛を気に入って一番弟子と呼び、「劍客兵器たちの取引場所を割り出してみろ」などの課題を出している。その後、阿爛と共に剣心に先んじて小樽拠点に乗り込むものの、本多雨読の戦型・書・裏・剣に怯むが、偶然回転式機関砲を発見して応戦（この際、宝塚版の斉射時の掛け声の「ガトガトガトガト！」が逆輸入されている）。戦型・書・裏・剣との撃ち合いになり、途中以前と同じく弾切れを起こすも阿爛がリロードを行い、本多雨読を撃破した（この撃ち合いには流石の剣心も介入を忘れて唖然としていた）。決着後は違法である回転式機関砲に別れを告げ、脱法によって大政商となり金で回転式機関砲を合法とする野望を抱き、いずれ蒼紫が来るであろう北海道から逃走した。
また、本編では描かれなかった彼の過去についても掘り下げられており、もとは非常に貧しい家の生まれで、そのコンプレックスをバネに文字通り泥をすする思いで金を稼ぎ、現在の地位にのし上がったことが語られている。
アニメ第2作では、外人と話すシーンがあるが英語が堪能ではなく通訳を使って外人とコミュニケーションをとっているが、多少は喋れるため、英語混じりの日本語で喋ることもあるというコミカルなキャラクターとも化している（原作とアニメ第1作でも英語を喋っているが、回転式機関砲で現れたときに「はろぉう」位しか英語を喋っていない）。ほかにも、海外から来た船からある物を購入するシーンや「猛省した」と言って扉越しに幽閉されている恵に一緒に逃げようと持ち掛けるアニオリシーンが追加されている。また『北海道編』同様宝塚版の斉射時の掛け声の「ガトガトガトガト！」が逆輸入されている。
キネマ版では表向きは撃剣勝負のスポンサーをしているものの、高額の賞金で釣った挑戦者を回転式機関砲で射殺している。また、士族に対して異常なまでの嫉妬心を抱いている。神谷道場の乗っ取りを画策するも、一度は剣心に野望を打ち砕かれて敗北、逮捕される。しかし警察に賄賂を握らせて保釈に至り、抜刀斎を始末するために裏世界の猛者を集める。弥彦と対峙し、金の詰まった鞄で滅多打ちにし「金の重さ」を誇るが逆転負けを喫した。外見は実写映画版で観柳を演じた香川照之に似せて描かれている。
キネマ版での登場にあたって、作者は「私は『悪人』ではない。『悪徳商人』」という台詞を思い付き、表だろうと裏だろうと、契約は絶対に守るという、悪人なりの矜持を持つ人物として描いている。
銀幕草紙変では輸入した武器を用いてテロを起こさせ、さらに陸軍にその武器を売りつけることを画策していた。物語の最後で上海に高飛びしようとしたが、そこに現れた斎藤に始末されたことが示唆されている。
実写映画版では基本的な設定は原作に準じている。交易のための港を作るべく地上げを行っており、その際に神谷道場が邪魔になったため、刃衛を雇い「神谷活心流の人斬り抜刀斎」として暴れさせることで神谷活心流の信頼を落として土地を手に入れようとするという、原作の喜兵衛の役周りも併せ持つ。新型阿片の製造法を流出させないために恵以外の製造者を殺害させる、神谷道場周辺の井戸に毒を入れさせるなど残虐性が増しており、さらには降参したフリをした剣心と左之助に全裸になって跪くように強要するなど、傲慢さも増している。剣心らが屋敷に乗り込んで来た際にも慌てずに金をばらまいて雇っていた用心棒たちを鼓舞しつつ、自らは回転式機関砲や拳銃などの武装を用意する（原作では動揺して錯乱しかけている際に小姓からの話で武装を思い立っている）など、性格が異なる。御庭番衆が登場しないため、原作と違い回転式機関砲では誰も射殺していなかった。原作と比べると大分肝が据わっており、連行される際に元気良く復権を匂わせる発言を残した。また、原作者の和月によれば原作で描き切ったキャラクターのために本来は『北海道編』で再登場させる予定はなかったが、実写映画版・宝塚版両方の名演技に心打たれて再登場させるに至ったという。
モデルは新選組五番隊組長・武田観柳斎。原作7巻の剣心の回想で新選組集合図の中で1回登場した観柳斎に姿が似せてある。なお、観柳斎が男色家だったとする説があるため（確証はない）、初めは男色家という設定だったが、本編に関連がなく、マニアック過ぎるという理由で除去した。
『剣心皆伝』にて22巻で再筆された面子の中にいなかったのは、「作者が忘れていたから」とされている。
一部のゲームではプレイアブルキャラクターとして登場。拳銃を武器にしており回転式機関砲を必殺技にしている。
石動雷十太（いするぎ らいじゅうた）
声 - 大林隆介 / 三宅健太 / 小村哲生（PS『維新激闘編』）
塚山家の財力を利用し、古流剣術を元に10年をかけて自ら創設した真古流（）という剣術団体を広めようとしていた剣客。一人称は「吾輩」（アニメ第1作では本性を現してからは「俺」と言っている）。キネマ版では「俺」。身長190cm、体重90kg。1850年（嘉永3年）5月生まれ。静岡県（伊豆半島某所）出身。牡牛座、血液型B。好きな食べ物：山葵。
塚山親子が強盗たちに襲われているところに颯爽と現われ、たったの一撃で強盗たちを追い払ったことから、感銘を受けた由太郎の剣術指南役として雇われた。しかし実際にはこの強盗たちは雷十太が雇ったチンピラに過ぎず、全てはパトロンとして目をつけた塚山家に取り入るための狂言だった。由太郎に対しても弟子とは微塵も思っておらず、尊敬されていることを知りながら煩わしいとしか考えていなかった。見た目は粗暴で豪胆な雰囲気の強い大男だが、実は自己の思想に酔っているだけの愚物。
道場破りのために訪れた前川道場にて宮内と竹刀を使った三本勝負を行い、自身の実戦主義に反する勝負方式に憤りつつもこれに圧勝。さらに剣心を真古流に勧誘しようとして断られ、戦闘に及んだ。刺客に送り込んだ弟子たちが敗北したため、自分が戦いに出るが、背後からの不意打ちで剣心を狙うなど手段を選ばなくなり本性を表す。戦いの最中、自身が放った「飛飯綱」が由太郎に当たり重傷を負わせる。これにさえも悪びれるどころか、かつて塚山親子を救ったのもパトロンとするための狂言強盗であったことを自ら暴露、さらに「パトロンを失うのは惜しいが、代わりなどいくらでもいる」と言い放ったため剣心の逆鱗に触れ、その後の対決では飛龍閃に飛飯綱を破られ敗北。弥彦を人質に取り逆転を図ろうとするが、殺人剣を唱えてはいるが、一度も人を殺したことがないことを見破られた上に、弥彦の気概と剣心から「己が奪った（剣によって）命の重みで自分自身（精神）が奈落に落ちる剣が殺人剣である」「それが理解できないなら、剣客としての精神は弥彦にも及ばない」と指摘され、自信を完全に破壊され2度と剣を握れなくなった。
肩の辺りに黒羽根を付けており、左之助からは「羽根オヤジ」と呼ばれていた。
作者曰く「『知的なマッチョで、剣心とは対照的な殺人剣至上主義者』のはずが、どこをどう間違ったのかとんでもないまがい物野郎になってしまい、回を重ねるごとに情けない小心者になっていき、最後はほとんど一蹴状態でやられてしまった見掛け倒しの悪役」「どうしてこんな情けない奴になってしまったのか呆れるキャラ」。
アニメ第1作では雷十太のエピソードそのものが大きく変更されており、伊豆の富豪である塚山家の御曹司・由太郎の剣の師匠となり、塚山家の土地と財産、立地を利用し、明治政府から伊豆を独立させ「剣客の王国」を建造しようとしていた。伊豆を選んだのは政府と戦争になった際、地の利を活かせるため。展開の変更に伴い設定が大きく変わり、性格もより卑劣になり、狂言強盗で雇ったゴロツキを斬り殺すなど殺人も犯している他、剣心が抜刀斎であることにすぐに気付いている。真古流もかなりの規模の集団となっており、原作では4人だけだった弟子（この4名はアニメ第1作では「真古流四天王」と呼ばれ、個別に名前も設定されている）だけでなく、数え切れないほど大勢の手下・同士を抱えている。その正体は明治政府が長年追いかけていたテロリストであり、廃刀令に従えず剣を捨てられない者たちの成れの果て。塚山の屋敷を拠点に陸軍特殊部隊と戦争を引き起こし、両者共に死屍累々の有様となり、それを止めるために剣心が雷十太と一騎討ちをするという展開となっている。剣心との戦いを止めようとした由太郎を「ムシケラには用はない」と飛飯綱で腕を切り裂いた。最終的には剣心の土龍閃を受け、原作では耐えた龍槌閃で倒される。
アニメ第2作では弟子4人は戦い自体がカットされて登場しなかった。また飛龍閃を食らったあと倒れておらず刀の頭の部分による追撃を2回食らい倒れている（このとき原作のように流血していない）。弥彦を人質に取ったときや戦いが終わったあと原作のように両膝を付いておらず、仁王立ちしていた。剣心との戦い後、懲りておらず、剣心に「人を殺したことがない」と言われたことを気に病んでおり、その言葉に突き動かされる形で「殺さなければ」という衝動に駆られ、夜中に地蔵に合掌している老婆と少女の二人組を殺害しようとしたが、いざ刀は振りかぶったものの彼女たちを斬ることはできず、代わりに手前にあった地蔵の頭部を斬り落としている。老婆たちが気付かず立ち去った後、原作のように両膝を付き、涙を流して号泣した。全てが終わった後の剣心は、対決の際には揶揄した「人を殺したことがない」について、「その一線を越えなかったことが救いだったと気付いて欲しい」と語っている。
- 完全版第22巻の再筆：「雷獣太」としてリファイン。霊山に登って修行し開眼したらしい。服装は山で仕留めた獲物から作ったものと称しており、腰に虎の頭の付いた帯を付けているが「日本に虎はいない」とツッコミが入れられるなど胡散臭い人物となっている。なお、このデザインでキネマ版第一幕に登場している（立ち位置としては原作の伍兵衛に近付いており、偽抜刀斎となっている）。

飯綱（いづな）
古流剣術の秘伝書に記されていた技。アニメ第1作では「最古の秘剣」と語られた。鎌鼬のような「真空の刃」で攻撃する技で、動作は大振りだが、竹刀を使った攻撃でも木製の床を軽く切り裂く威力があり、剣心が言うには真剣を使えば金剛石を真っ二つに切断することも可能とされる。アニメ第1作ではこの技を応用することで竜巻を起こすことも可能。
纏飯綱（まといいづな）
接近戦用の飯綱。アニメ第1作では地割れが起きるほどの威力。
飛飯綱（とびいづな）
遠距離用の飯綱。真空の刃を放ち攻撃するため圧倒的な間合いを誇る。原作では剣心はほとんどかわすことしかしなかったが、アニメ第1作では刃を返した逆刃刀によって真空の刃を切られ防御されている。

比留間兄弟
比留間喜兵衛（ひるま きへえ）
声 - チョー（テレビアニメ第2作） / 青野武（CDブック版）
演 宝 - 美城れん / 真條まから、松 - 松井工
第1話から登場。物語初期に何度か登場した悪役。一人称は「ワシ」。神谷道場の土地を乗っ取ろうと画策していた。好々爺然とした風貌とは裏腹に狡猾で非道。弟の伍兵衛共々士族出身。アニメ第1作には未登場。身長145cm、体重60kg。1834年（天保5年）3月生まれ。趣味：悪企み。特技：金勘定。初登場45歳。
神谷道場の前で行き倒れになっていたのを薫に助けられた後、同道場の奉公人として働いて薫の信頼を得ていた。しかし全てが道場の土地を奪うための謀略だった。あと一歩で土地を乗っ取るところまで行くが、抜刀斎である剣心が現れ、阻止されて警察に捕まる。その後、伍兵衛共々脱獄して左之助に剣心への喧嘩を依頼。左之助を利用して剣心に復讐しようとするも、結局2人に倒される。さらに長野で不動沢の用心棒になっていたが、そこでも左之助に（戦闘場面を完全省略で）倒される。その後は汚名返上のため左之助の父を矢文で殺害しようとしたが受け止められ失敗。さらにその後、またもや戦闘シーン完全省略で兄弟揃って左之助に倒された。
弟以上の悪知恵と残虐性を持っており、「策は二重三重に巡らせることでその効果を増す」との信条を持つ。2巻では薫と弥彦が逃げられないように足を折るように伍兵衛に命令したり、左之助が負けた場合は横浜の外国人居留地で入手した拳銃（パーカッションロック式のリボルバーを計3丁所持していた）で剣心を始末しようと機会を窺っていた。剣心もそのやり方には非情になり、土龍閃で気絶しないように調整し大怪我をさせて生き地獄を与えたほどだった。知恵者の割にはキモが小さく、初登場の回では剣心に睨まれただけで失禁して気絶してしまっている。1巻で再び喜兵衛と再会して「この土地屋敷は必ず頂く!」と毒づかれた際、薫の反応は罵倒するわけでも目を背けるわけでもなく、無言で見つめる（CD・カセットブックでは「まだそんなことを……」と呟く）という微妙な反応が描かれており、本性を知った後も完全に憎み切れていないことが窺えた。
作者いわく「比留間兄弟のカットは2分で描ける」（cf.単行本）。
PSP『再閃』にて河原ステージの背景に伍兵衛と共に登場している。
- 完全版第22巻の再筆：描かれてはいるが弟の伍兵衛と共に全くリデザインされていない。作者いわく「無敵の完成形。全く以って変え様がない。素晴らしい」。
- テレビアニメ第1作では伍兵衛が役割を兼ねる形式で自身は登場しなかったこともあり、第2作では登場した際に視聴者から祝福の声が挙がったとの旨が報じられている。

比留間伍兵衛（ひるま ごへえ）
声 - 小村哲生 / 高木渉 / 笹岡繁蔵（CDブック版）
演 宝 - 香綾しずる / 叶ゆうり、松 - 高頭祐樹
身長6尺5寸（約195cm）もある大男。喜兵衛の弟で、神谷道場から見て隣町にある道場・「鬼兵館道場（きへいかんどうじょう）」の頭目。体重120kg。1842年（天保13年）1月生まれ。趣味：物真似。苦手な人物：兄。基本的に兄には忠実。一人称は「俺様」。初登場37歳。アニメ第1作では登場しない喜兵衛の役回りも演じるため、設定や性格が大きく変化している。
「神谷活心流の人斬り抜刀斎」を名乗り辻斬り行為をし、神谷活心流の信頼を落としていた。その後、本物の抜刀斎（剣心）に倒され、警察に捕縛される。後に脱走して左之助を雇って剣心に挑むが、またも敗北。その後は長野で用心棒になっていたが、兄と共に左之助に倒される。
アニメ第1作では設定が大きく変更され、そもそも兄弟がいる設定ではなくなっている。また、神谷道場を襲撃した経緯についても、11年前神谷活心流の門下生だったころに禁じられている道場にて殺人剣を振るったため、越路郎の木刀の一撃により右手の親指を潰された上破門され、その復讐として神谷道場を貶めようとしていた。そして門下生全てが去った後、最後の仕上げとして子分を引き連れ道場を襲撃。薫を殺すことで復讐の総仕上げにしようするなど、残虐性が原作より増していた。破門を言い渡された歳に幼少時の薫と顔を合わせている。神谷道場で剣心に敗北した際は左手の指を潰されてしまった。その後、左之助に剣心の始末を依頼するも失敗し、斬馬刀で膝を砕かれた挙句、またもや剣心に一撃で敗北する。後に弥彦を唆して逆刃刀を持ち出させ、暗殺者の鬼崎兄弟に剣心を襲撃させるも、逆刃刀を取り返した剣心に鬼崎兄弟を倒されて自身は弥彦に成敗される。武器に関しては当初は木刀を装った仕込み刀を使用。なお、上述のように左腕の指を全て潰されたため、左之助と剣心の勝負に割って入った時は左腕に手甲鉤を装着し、右手で拳銃を使用するスタイルを取っていた。しかし、弥彦を騙した時には普通に仕込み刀を握っていた。剣心に敗れた後に剣客を引退し、土地の転売で大儲けしたことが本人の口から語られている。
剣心には一蹴され、左之助からは「お前なんか何万回倒しても強さの証にはならねえよ」と弱者扱い（アニメ第1作では「見たとこ、あんたもそこそこの使い手」と評価が上がっている）されているが、剣客警官隊を軽く一蹴する、薫を造作も無く吊し上げて泣かせ剣心から「薫殿よりはるかに強い」と評価される、剣心の闘いぶりを見て、「剣、身のこなし、先読みなどの速さを最大に生かし、最小の動きで複数の相手を同時に仕留めている」ことを見抜く、剣心に龍槌閃を出させるなど、傍から見れば相応の実力者でもある。
PSP『再閃』にて河原ステージの背景で喜兵衛と共に登場している。
- 完全版第22巻の再筆：描かれてはいるが喜兵衛共々リデザインなし。理由は前述の通り。

西脇（にしわき）
声 - 松野太紀 / 高橋伸也
剣心が訪ねた時に応対した、伍兵衛が頭目を務める鬼兵館の男。神谷道場に辿りつくも「つえぇ…」と発し、剣心に倒された。
- 読切の『るろうに』にも西脇という人物が登場しているが、本編ではデザインが変更されている。

### 闇乃武
東の御庭番衆と並ぶ、幕府直属の西の暗殺集団・闇乃武（やみのぶ）のメンバー。磁場が強い魔の森こと「結界の森」にて鍛錬を積んでおり、相手の動きを封じて仕留める戦術を得意とする。
- キネマ版：辰巳・村上・中条・角田が剣心への刺客四人組として登場。しかし、同じ刺客として集められた刃衛に殺される形で剣心に挑む順番を横取りされる。戌亥も登場しているが、特に関わりはなかった。

辰巳（たつみ）
声 - 内田稔（OVA『追憶編』）
演 映 - 北村一輝
闇乃武のリーダー。一人称は「儂」。術式無敵流の使い手で、結界の森では術式無敵流に加えて老獪な策略を駆使し、抜刀斎を苦しめるが、辰巳を攻撃しようとした巴と一緒に斬殺される。戌亥の師匠だが、抜刀斎に敗れたために彼からは負け犬と見なされている。作中では用済みになった巴を始末しようとする冷酷な性格の持ち主として描かれているが、OVAでは巴の苦しみを諭して彼女の自殺をたしなめるシーンがあり、信じるもののために戦う抜刀斎にも理解を示すなど、高潔な一面も見せている。
- 完全版第22巻の再筆：鬼をイメージソースにリデザイン。歯が尖っており、頭に角を付けている。
- 実写映画版：OVA版を意識した性格となっており、徳川幕府を守ることこそ世の人々の平穏と幸せを守ることに繋がると考えている。原作やOVA版と異なり無敵流は使わず、刀を用いて戦う。

村上（むらかみ）
演 映 - 奥野瑛太
「闇乃武」の一員で、通称「連鎖刀の村上」。斥候として抜刀斎を闇討ちするが斬殺される。
『週刊少年ジャンプ』本誌にて、敵キャラ人気投票が行われた際にノミネートされた際は名前が出されず、「幕府影の刺客」と書かれている。名前は新潟県村上市に由来。
- 完全版22巻の再筆：髪が逆立っている。

武器
連鎖刀（れんさとう）
柄頭同士を長い鎖で繋いだ二振りの刀。近距離、遠距離両方からの攻撃が可能。

中条（なかじょう）
演 映 - 平埜生成
闇乃武の一員。一人称は「俺」。乙和の親友であり、乙和譲りの暗器を使って抜刀斎と闘うが、両腕を斬られ洞窟に逃走し、抜刀斎を誘い込み自爆し轟音で抜刀斎の聴力を奪う結界と化す。作中では殺しを楽しんでいるような描写があるが、OVAでは任務を冷静にこなす戦闘員として描かれている。名前は新潟県中条町（現：新潟県胎内市）に由来。
- 完全版第22巻の再筆：頭巾を着用。

武器
袖箭（ちゅうぜん）
乙和から譲り渡された暗器。

角田（すみた）
演 映 - 一ノ瀬ワタル
闇乃武の一員。巨大な斧を使って抜刀斎と闘うも、両足を斬られたために中条同様に、閃光爆弾で自爆。抜刀斎の視力を一時奪う結界と化す。名前は新潟県巻町の角田山・角田浜（現：新潟市西蒲区）に由来。
- 完全版第22巻の再筆：口元を仮面で隠している。

飯塚（いいづか）
声 - 中尾隆聖（OVA『追憶編』）
演 映 - 大西信満
長州派維新志士として検分役を務める男。一人称は「俺」。気さくな性格であり、ギャグ描写も多い。正体は闇乃武の内通者であり、人斬り抜刀斎などの情報を幕府方に流していた。正体がばれたことを察して、姿を晦まそうとするが、桂の命令を受けた志々雄真実に殺害された。

### 六人の同志
この呼び名に対しての改名案は、"戌亥とその下僕共"（戌亥案）、"外印と愉快な仲間たち"（外印案）、"天井裏から愛をこめて"（八ツ目案）など。縁いわく「抜刀斎に対する恨みを持つ者を選りすぐった」とのことだが、実際に集まった面々で抜刀斎に本当に恨みがある者は彼自身と鯨波と八ツ目のみ。闇乃武の関係者が多い。
- 完全版17巻の再筆：縁を除いた“五人の同志”に変更。首謀者および出資者は外印。日本政府に対する組織の武器のデモンストレーションが本当の目的。

雪代縁（ゆきしろ えにし）
声 - 佐々木望（OVA版）
演 映 - 新田真剣佑（少年時代 - 荒木飛羽）
白髪の青年。姉（巴）とその許婚（清里）を殺した抜刀斎（剣心）に復讐するため、抜刀斎への人誅を計画。その一端として武器組織を立ち上げた。初登場時23歳。

鯨波兵庫（くじらなみ ひょうご）
演 映 - 阿部進之介
“武身合体”（ぶしんがったい）。
身長200cm、体重128kg。1840年（天保11年）3月生まれ。千葉県出身。魚座、血液型A。好きな言葉：武士道。一人称は「自分」。戊辰戦争で幕府方の武士として抜刀斎と戦い、龍翔閃を喰らって右腕を失う。その際、武人としての死を望んだが、その時点で既に不殺の信念を抱いていた抜刀斎に「俺はもう出来ることなら人を殺したくない」と拒否され、以後、『武士としての死に場所すら奪った』として彼を恨んでいる。
本来は誇り高い武人であり、赤べこでの妙の定食の心遣いに笑顔で返礼するなど根は善人であるが、抜刀斎のこととなると一変し、無辜の人間を巻き込んで攻撃することすら厭わない復讐の鬼と化す。その怨恨はもはや狂気の域に達している。
戦闘では失った右腕の部分に武器を接続して闘う。巨大な体躯から生み出される怪力と合わさった砲撃の破壊力は脅威的なものを誇る。
神谷道場で剣心に敗れるも、精神が肉体を凌駕した半狂乱の状態で再度剣心に襲い掛かり、彼の足止めをする。その後、斎藤に倒され捕縛されたが、敗れたことで抜刀斎への恨みが一層強まり、錯乱状態になる。留置所を破壊して脱走し、抜刀斎を求めて市街地で暴れ、これ以上の破壊を阻止せんとする弥彦と戦闘を繰り広げる。自身の精神が弥彦の一撃を凌駕したことで打ち勝ち追い詰めるも、駆けつけた剣心に龍翔閃で武器を破壊されて心を取り戻した。再び剣心に武人としての死をまたも拒否されて激怒したが、弥彦に諭されたことで自身の過ちを悟り、長年の怨恨を捨てて感謝の涙を流しながら逮捕された。
作者が描きたかったという「ターミネーター的な役割を担ったキャラクター」である。モデルは『X-MEN』のアポカリプス。人物像のモチーフは伊庭八郎（隻腕という点で）。名前は新潟県柏崎市の鯨波海岸に由来。
- 完全版17巻の再筆：唇の形状はひげに変更。武士の誇りとして現在もちょんまげを結っている。右腕は三本の機械肢（遠：アームストロング砲、中：回転式機関砲、近：大太刀）になり、それらの稼動用に背中に蒸気機関を背負う。
- 実写映画版：第4作目に登場。基本設定は原作と同様だが、容姿は再筆版を意識したデザインとなっている。欠損した右腕にアームストロング砲や回転式機関砲を装備して戦うほか、背中に大太刀を背負っている。

武器
アームストロング砲（アームストロングカノン）
幕末三大兵器の1つ。独特の風切音を出すことで知られ、剣心はこの音で砲撃を察知していた。鯨波は失われた片腕にこれを装着して使用している。縁が上海から調達した物で、志々雄一派の甲鉄艦「煉獄」にも搭載されていた。かなりの遠距離からの砲撃が可能となっている。
連射型改造擲弾射出装置（れんしゃがたカスタムグレネードランチャー）
弥彦との対決の際に使用した武器。威力と射程は大砲より劣るが、その分連射が利く（弾薬に関しては体に弾帯を巻きつけていて、随時補充できるようになっている）。また、先端下部には銃剣が付いている。局地戦における性能ではアームストロング砲より上であり、神谷道場での戦いの際、もしもこちらを使用されていたらより苦戦を強いられたことが語られている。

戌亥番神（いぬい ばんじん）
声 - 伊丸岡篤（PSP版）
演 - 須藤元気
“無敵鉄甲”。
身長178cm、体重75kg。1853年（嘉永6年）4月生まれ。大阪府出身。牡羊座、血液型B。初登場25歳。一人称は「俺」。
「術式無敵流」を継承する武道家で。師匠（辰巳）の仇討ちを名目に、無敵流を継承する自分の「師匠が負けたのだから、弟子も負けて当然だと思われたくない」というプライドを満足させたい格闘バカ。このため剣心のことは特に怨んでいない。何も考えず暴れたがる傾向があり、左之助からもバカ呼ばわりされる。「ハッハー」と笑う癖がある。
術式無敵流に加えて腕には「無敵鉄甲」と呼ぶ手甲を身に付け、軍や警察の部隊を一瞬で壊滅させるほどの戦闘力を誇る。神谷道場で左之助と戦い、数々の技で一方的に追い詰める。しかし自慢の無敵鉄甲に傷をつけられた怨みを晴らすべく、あえて二重の極みを受ける。新・無敵鉄甲を破壊され驚愕するも、残った両腕で反撃するが超過したダメージにより両手も砕かれ、無防備になったところに頭突きをお見舞いされ敗北した。左之助から鉄甲で打たれ弱さを誤魔化している限り勝てないことを告げられ、歯ぎしりしつつもぐうの音も出ず戦闘不能となった。六人の同志の中で唯一剣心と交戦していない。
モデルは『サムライスピリッツ』の風間火月。
- 完全版17巻の再筆：真・無敵鉄甲（特殊な金属塗料）を全身に塗っていてあらゆる攻撃を防ぐが、塗料が固まるため活動時間は30分。そこからさらに1時間を越えると金属毒で死ぬ。腰に中和剤を付けている。液体金属装甲を纏う変身型のキャラクターとされている。
- キネマ版：容貌や性格は原作を踏襲しつつ、無敵鉄甲の設定が再筆と同じ液体金属（水銀由来）に変更された。ただし、活動時間の設定は再筆とは異なり、即座に塗料が固まる（金属毒があるかは不明）。抜刀斎用の刺客の一人として観柳に雇われ、原作と同じく左之助と対戦する。液体金属の利点を生かし、左之助の二重の極みの衝撃を拡散し優位に立つが、「二重の極み・連ね撃ち」を受けて遂に傷を負う。最後の手段として全身に液体金属を浴び全身を硬化させるも、そのまま身動きが取れなくなり自滅する。
- 実写映画版：第1作目に登場。原作とは設定などが大きく違うキャラクターになっている。観柳に雇われた刺客の一人であり、空手や柔術だけでなくボクシングやレスリングなど様々な格闘術に精通した男だが、原作の無敵鉄甲のような武具は使用せず、素手で戦う。修道服を身に纏った敬虔なキリスト教徒である上に徹底した菜食主義者であり、左之助と調理場で戦っていた最中、左之助に食べるよう薦められた鳥の丸焼きを弔っている。同作で原作と異なる設定で登場したため、人誅編に相当する第4作目では原作における番神の設定を引き継いだオリジナルキャラクター・乾 天門（いぬい てんもん）が登場する（#実写映画版を参照）。

武具
無敵鉄甲（むてきてっこう）
縁が上海から調達した特殊な手甲。全面に施された傾斜によっていかなる名刀の太刀筋をも狂わせ、かつ1寸7分の肉厚で弾丸すら弾くことが可能だが、左之助の二重の極みには敵わず、一部を砕かれる。神谷道場の決戦の際にも装備してきたが左之助の斬馬刀による渾身の一撃で双方共に完全に破壊された。
新・無敵鉄甲（しん・むてきてっこう）
縁が上海から調達した手甲。無敵鉄甲よりも丸みを帯びた流線型。しかし左之助の斬馬刀が完全に砕け散った後の登場となったため、特に性能が発揮されないまま最後は二重の極みによって破壊された。
術式無敵流（じゅつしきむてきりゅう）
闇乃武の辰巳と番神が使用する総合格闘武術。小刻みに跳ねるフットワークを用いるなど、西洋的・近代的な格闘技を思わせる。
轟斧爆（ごうふばく）
上腕二頭筋を瞬時に膨張・硬直させて、相手の首へラリアット気味に打ちつける。師・辰巳が剣心に対して使用したものは剛斧爆となっている。
雷神車（らいじんぐるま）
上空から回転しながら落下し、手の甲を叩きつける。神谷道場の門を粉砕するが、薫に言わせると意味不明な技。PSP版『完醒』では、上空へ飛翔してから相手に向けて回転落下し、最後に手の甲を叩きつける技として描写された。
阿修羅砕（あしゅらさい）
相手の頭上へ飛び、反転しながら相手の頚動脈を指で絞めた後、首を極めて、着地すると同時に反動を利用して投げる。絞・極・投を全て兼ね備えた強力な技。左之助に甚大なダメージを与えたが倒すには至らなかった。

乙和瓢湖（おとわ ひょうこ）
声 - 上原健太（PSP版）
演 映 - 栁俊太郎
“人間暗器”（にんげんあんき）。
身長183cm、体重68kg。1843年（天保14年）11月生まれ。京都府出身。蠍座、血液型AB。特技：手品。初登場35歳。一人称は「私」。
全身に13種の暗器を仕込む男。女性のような長髪、細身で化粧もしていることから左之助には「オカマモドキ」呼ばわりされている。幕末期に通り魔的な殺しを行なっていた快楽殺人者。親友（中条）を抜刀斎に殺されたことを口実に六人の同志に加わる。真の目的はただ殺戮を楽しむことのみ。弱い者イジメが趣味で、戦法も暗器を使い相手の虚を突く方法に頼っており、剣術に至っては全くの素人。薫からは実力は六人の中でも一番下と評されていた。
神谷道場では弥彦と対決、数々の暗器を駆使して優位に立つ。後ろで睨みを利かせる剣心に焦って勝負を急いだこともあり、止めを刺そうとした際、弥彦に奥義・刃渡りを喉元に減り込むほど強く打ち込まれ敗れる。しかし自分の半分にも満たない年齢の子供に負けたことは受け入れられず、気絶するその時ですらも嗤っていた。名前は新潟県阿賀野市にある人造湖「瓢湖」に由来。
- 完全版17巻の再筆：奇術紳士にデザインが変更。様々な武器を仕込んだ傘型の道具を使用。中が3層に分かれたシルクハットに毒蛇・スズメバチ・暗殺用に調教した猿を収容している。
- 実写映画版：第4作目に登場。快楽殺人者という面が原作よりも強調され、白粉を塗った顔にざんばらな長髪といった不気味な風貌となっている。湾曲した形状の二本の大鎌を武器として振るい、遠距離の相手には梅花袖箭（原作と違い連射可能）を用いる。

武器
梅花袖箭（ばいかちゅうぜん）
6連装の鉄筒から強力なバネで鉄矢を打ち出す暗器。手首に装着して使用する。左手に描いた梵字と奇声とで、一瞬の虚を作り出し、発射装置に絹糸を繋いで死角側の右手で操作する。同タイプの暗器を幕末から愛用していたらしく、闇乃武に所属する友人に「袖箭」という暗器を贈った（後述）。
過水毒煙（かすいぶすえん）
正六面体状の塊になっており、水に触れると毒の煙を出す暗器。直接毒で殺すわけではなく、4〜5分手足を痺れさせるもの。縁が上海から調達した。
毘沙門剣（びしゃもんけん）、毘沙門粉（びしゃもんぷん）
二つで一組の暗器。その正体は、内側に磁石が貼られた鞘に納めることで磁力を帯びた鉄剣（毘沙門剣）と砂鉄（毘沙門粉）。相手に毘沙門粉を浴びせることで、それに反応した太刀筋の高速自動追尾ができる。しかし、切れ味そのものは竹刀も一太刀では切れないほど悪い。どちらも縁が上海から調達したもの。
六道蠱（りくどうこ）
見た目は6本の奇抜な襟飾りだが、正体は鋭く自由に動かすことができる昆虫の6脚を彷彿とさせる6本の刃。暗器は隠し武器という性質上、通常は目立たぬように仕込むが、この六道蠱は逆に目立つことでその存在を偽装する暗器といえる。モチーフは『X-MEN』の「エイジ・オブ・アポカリプス」に登場するシニスターのマント。完全版再筆では髪飾りとして同様の装備をしている。

外印（げいん）
演 - 綾野剛
“機巧芸術家（からくりあるてぃすと）”。
身長164cm、体重52kg。1820年（文政3年）10月生まれ。東京府出身。天秤座、血液型O。趣味：美の追求。特技：あやとり。一人称は「私」。中世より代々続く人形師の末裔で、人間の死体から人形を作る外法の技術を持つ。特に剣心に個人的な恨みはないが、戦いの最前線において自分の機巧の技術と美学を追求したいがために志々雄や縁に付き、剣心と敵対する。「夷腕坊」を自ら操り、壱号機では十本刀の一員として葵屋襲撃に参加するも逃走。後に改良型の参號機を操って剣心に挑んだ。その腹には人誅計画のために薫に似せた屍人形を隠していた。
普段は髑髏を模った黒子の覆面をしている（斎藤いわく「黒髑髏」）。満年齢で57歳の老体。その上、体格も小柄なので非力に見られがちだが、実際は「夷腕坊」のような機巧人形を操作するには指一本につき200kgの荷重を支える力と10分の1mm単位の操作精度が必要で、それを軽々とやってのける驚異的な怪力と、精密な操糸技術の持ち主であり、終始黒装束に身を包んでいたため披露されることは無かったが、年齢にそぐわぬ超人的肉体を誇る。ゆえにその怪力と精密な操糸技術を最大限に活かす武器である斬鋼線を自在に操り、凄まじい戦闘能力を持つ。本人いわく「人形遣いが人形よりも弱いはずがない」とのこと。覆面をしていたころはユーモアのある飄々とした物腰の人物だったが、戦いの中で醜い老人の素顔が暴かれるとともに、残忍で執念深い外法者らしい本性も露わにする。また口調も老人寄りのものへと変化していった。
人誅が成功を見た後、縁から用済みとされ口封じのため30人もの武道の達人を刺客に送られるが、これを全て返り討ちにして袂を分かつ。その後で屍人形を回収しに来たところ、それを予測して待っていた蒼紫と対峙。蒼紫に屍人形を奪われたことを知り、奪回のために交戦する。実力ではかなわないと見て降参する振りをし、斬鋼線の罠に蒼紫を誘い込んで屍人形の隠し場所を問い詰めたところ、彼が人形を焼却処分したことを知って激怒し、火を放って焼き殺そうとしたが、斬鋼線を逆手にとられて引き込まれ焼死した。六人の同志唯一の戦死者。
モデルは実在した異常殺人者エド・ゲイン。素顔を晒した際、読者から「顔を隠したキャラクターの素顔は美形なのが常道だ」というクレームが殺到し、これに対して作者は「どうも『覆面キャラの素顔は美形』という甘い幻想を持つ読者が多いようです」「美形なら、わざわざ顔を隠す必要はねーだろ！コンチクショー！」という持論を展開していたが、これ以前にも般若の素顔について同様のクレームが来ていたこともあり「よくよく考えると、じゃあ、シワシワの老人にして読者のどの層が喜ぶんだと、今は改めて思い、ちょっと読みが甘かったと反省してます」「次はガンダムのシャアみたいなカッコイイ覆面キャラに挑戦してみたいと思います」「素顔が醜いと誰も得をしない」と考えを改め、後年の作品では美形として描かれるようになった。
- 完全版17巻の再筆：元・御庭番衆の「黒子」。五人の同志の首謀者。マスクの下は美青年で首に髑髏の刺青。蒼紫にコンプレックスを持っている。
- キネマ版：再筆から美形と元・御庭番衆という設定が反映され、覆面のデザインも変更されている。原作から機巧師という設定を取り除き、自分の力量を試すべく裏社会に身を投じる純粋な戦闘者（自称「死の芸術家（あるてぃすと）」）として描かれている。武器は「縛殺細鋼糸（ばくさつさいこうし）」と呼ばれる先端に錘のついた鋼線を操る。戌亥と同じく観柳に雇われ、斎藤と交戦する。鋼線で斎藤の身動きを封じるも、力任せに糸を引きちぎられ、手加減した右手の片手平刺突で肩を貫かれ敗北・捕縛される。
- 実写映画版：第1作目に登場。原作とは設定などが大きく違うキャラクターになっており、仮面で顔を隠すこと、武器として鋼線を使う（ただし、あくまで武器の1つとして）こと以外は原作の外印とは完全に別物である。観柳に雇われた刺客の一人であり、普段は死化粧をあしらったドクロのような仮面で顔を覆っている。素顔は火傷のような大きな傷を持ち、体の各所に様々な武装を隠し持っている。戦闘では2丁の仕込み拳銃を撃ったり鋼線を罠として用いたりするほか、最も得意とする短刀を使った高速剣術で剣心と戦うも、終盤は動きを読まれそのスピードさえ凌駕され敗れる。それでも剣心に戦うよう迫るが、「もう勝負はついた」と情けをかけられ、悲痛な慟哭を上げた。元士族で、観柳に雇われたのも「生ぬるい平和な時代では食っていけない」という理由からである。一方、恵の居場所を突き止めながらも観柳には黙秘したり、恵に「気を付けろ」と警告して井戸水に盛られた毒のことを間接的に教える描写もあった。

武器
斬鋼線（ざんこうせん）
ダイヤモンドの粉末をまぶした鋼線。外印いわく「触れれば肉を裂き、括れば骨も断つ」。この鋼線は右腕に仕込まれており、左腕には別の鋼線が仕込まれている。左腕の鋼線にはダイヤモンドの粉末はまぶされていないため、物を縛りつけても傷つけることが無い。外印は持ち前の指の力を活かして左腕の鋼線で縛った墓石を縦横無尽に操り、持ち上げて叩きつける攻撃なども行った。

技
外法操糸術 幾何八包囲陣（げほうくりいとのじゅつ きかはちほういのじん）
斬鋼線を蜘蛛の巣状に張り巡らせて地面に仕掛ける罠。逃げ場のない恐るべき技だが、相討ちで外印を殺す覚悟の蒼紫はたじろぐことは無かった。鋼線に油を垂らし火を放つことで焼き殺すこともできる。

夷腕坊
外印が機能美を追求した結果誕生した機巧人形。戦闘では外印が内部に入って操作する。全部で3体登場し、腹には全て「夷」の字がある。人間の死体が材料であるため、定期的に防腐加工を行わないと腐ってしまう。
壱號機
十本刀「夷腕坊」を参照。縁と京都で合流して、外印自身が中から姿を現す際ハッタリかまして（作者談）破壊した。
弐號機
壱號機とは瓜二つ。額に「弐號」の文字がある。壱號機を意味も無く破壊したために登場した。左之助に回収され、薫の屍人形へのヒントとなる。
大型炸裂弾（おおがたさくれつだん）
弐號機の中に仕込まれていた、雪代縁が上海から調達した爆弾。表面には『ONE PIECE』の「麦わらの一味」のマークが描かれている（『ONE PIECE』の作者・尾田栄一郎は和月の元アシスタント）。

参號機
正式名称「参號機夷腕坊・猛襲型」。1878年（明治11年）1月製造。身長200cm、体重160kg。特技：回転。壱號機、弐號機とは違い、禍々しい外見。ぶ厚いゴム製の表面部分、「衝撃吸収機巧（しょうげききゅうしゅうからくり）」と、全ての関節が縦横自由自在に動く攻撃の要「自由関節機巧（じゆうかんせつからくり）」とゴム製の表皮と、鋼性の操作線を残し脱着する防御の要「自由脱着機巧（じゆうだっちゃくからくり）」と操る自分自身を守る鋼線を編みこみ、高度と柔軟性を持つ装甲、「対刺突性装甲機巧（たいしとつせいそうこうからくり）」を駆使して戦う。剣心を苦戦させたものの、内部構造が極めて複雑かつ精密過ぎたことが仇となり、剣心の奇策で打ち込まれた小石が歯車に詰まったことで全機構が停止、天翔龍閃を打ち込まれ破壊された。内部に人間1人を積み込めるだけのスペースがあり、薫の屍人形はここに入れられていた。このスペースは天翔龍閃の直撃にも耐え切っている（外印いわく「中身（屍人形）は無事」）。
穿腕撃（せんわんげき）
参號機の技。自由関節機巧を使い、腕を回転させながら抜き手を喰らわす。
穿指穿腕撃（せんしせんわんげき）
参號機の最大の技。穿腕撃に指の回転も加えるが、技の途中で機巧が停止したため不発に終わる。

屍人形
外印が造形美を追求した結果誕生した人間そっくりの人形。材料は人間の死体。縁のトラウマから必要となり、薫の人形が作られた（この人形を作るために、縁と外印は薫の外見の特徴を完璧に調べ上げている）。斎藤と蒼紫以外の全ての人間の目を欺き、剣心を生き地獄へと追いやった。如何なる仕組みか不明だが、体温が下がっていく機能がある。さらに傷つけると血を流す。外見からは人形という判別が不可能だが、内部に金属部品があり、解体することで見分けることができる。
外印は剣心すらも欺いたこの人形に相当な執着を見せていた。しかし蒼紫と対決した際には材料にされた人間を不憫に思った彼の手によって焼却された。

八ツ目無名異（やつめ むみょうい）
演 映 - 成田瑛基
“人体精製（じんたいせいせい）”。
身長：210cm、体重：85kg。1847年（弘化4年）3月生まれ。新潟県出身。魚座、血液型A。特技：土掘り。落ち着く場所：天井裏。一人称は「俺」。
越後の佐渡金山で活動する金掘り衆の一族の男。幕末期、金がほとんど採掘されなくなったことを背景に、人体精製を施された身体を戦闘にも活かせると証明するべく闇乃武に加わる。一族の秘伝により常人の倍もある腕と、両手につけた鉤爪を駆使して剣心と闘うも、右手に脇差を突き立てられて動きを封じられ、剣心に姿を見られてしまう。その後、右手を犠牲にして無理やり拘束を解き「一族以外で人体精製をした姿を見た」剣心を殺すことを誓い撤退する。一族が味わった不遇な境遇による怨嗟の念も込めているためその復讐心は強い。
剣心に敗北を喫して以降、彼を殺すべく六人の同志に加わる。神谷道場での決戦では道場の天井裏に潜んでおり、神谷薫を襲撃。介入した剣心と闘おうとしたが、突如現れた斎藤一から「化け物」と言われたことで激怒し、標的を彼に変更。一進一退の攻防を繰り広げるも敗北する。その後、斎藤にトドメを刺されそうになるが剣心の説得に応じた彼が引き下がったため一命を取り留める。その後、剣心から「復讐よりも一族のために力を使ってほしい」と説かれ、何も言い返すこともできないまま戦意喪失し、捕縛された。
OVAでは『追憶編』に登場するが声は一切発していない。
デザイン上のモチーフはスパイダーマンのヴェノム。他にスパイダーマン、スポーンを始め多数混ざっている。原作者曰く、周囲から色々と決め付けられ半ば自暴自棄になり、「しっちゃかめっちゃか」になってしまったという。
- 完全版17巻の再筆：外印が大陸の辺境からつれてきた「回転に神を見出す部族」。本名は「ム・ミョーイ」。武器は巨大ドリルでこれを与えてくれた外印に付き従っている。全身の刺青および仮面の模様は渦巻き型の矢印。龍巻閃にも神を見出す。なお、没デザインに「ゲッター2の擬人化」というものがあり、実際に描き終えた後に「これはマズイかな」ということで没となった。そのシルエットは『剣心皆伝』で見ることができる。
- 実写映画版：第4作目、第5作目に登場。基本設定は原作と同様だが、容姿は大幅に変更され、革製の黒い装束に身を包み、低くくぐもった声で話す。武器は両手の鉤爪のほかに、長柄の熊手のような鉤爪を用いる。普段は口元まで広く覆った仮面を被り、その下の素顔は口元に大きな裂き傷が残っている。

八ツ目の人体精製
金掘り衆に代々伝わる技術。金掘り衆同士の限られた金を取り合う激しい競争の中で編み出された。八ツ目は一族秘伝の人体精製術を誇りに思い、その姿を化け物呼ばわりされると激怒する。八ツ目無名異に見られた技術は、以下の通り。
- 腕・足を長くする技術 - 両腕・両足が一般人の2倍ほどある（右腕は手首から先を剣心との戦闘によって潰されたため、左手を当時より延長している。八ツ目曰く「成長期は終わりかけていたからかなり無理をした」とのこと）。身体的成長を利用し、幼児期より手足に金属製の輪をはめそれを徐々に増やすことで延ばしていくらしい（現実で言う首長族や纏足と要領は同じ）。
- 歯を牙にする技術 - 石膏などを利用して徐々に研いでいくらしい。長い舌は八ツ目曰く、自前であるという。

武器
鉄の爪
メインの武器。左手に装着されている。
万弾地雷砲（ばんだんじらいほう）
雪代縁から与えられた武器（無名異は「出来れば使いたくなかった」とのこと）。陶製の瓶の中に炸薬と火薬を詰めた、明代より伝わる地中爆弾。埋めた個所を踏むか、八ツ目の手中の操作線によって起爆する。威力は、まともに喰らえば両足が吹き飛ぶほど。

技
土砂の防壁（どしゃのぼうへき）
巨大な左手で地面をえぐり発生させる砂の防護壁。これに巻き込まれた武器は勢いと威力を失い無力化される。弱点は左手の先端部分だが、「機械よりも精密に動ける」ため生半可な攻撃は防がれてしまう。

### 雪代縁の武器組織（上海マフィア）
呉黒星（ウー ヘイシン）
演 映 - 音尾琢真
身長155cm、体重48kg。1854年（咸豊4年）9月生まれ。清・上海出身。乙女座、血液型A。特技：統制管理。将来の目標：組織のトップ。一人称は「私」。黒服に身を包んだ短躯でおかっぱ頭の男性。上海マフィアで、縁の副官。台詞は「アナタ」「〜だネ」というふうにやや片言で描かれている。縁にとって人誅の手段でしかなく、事が済めば不要となる組織を譲り受けるために来日する。
武の心得は無いが、性格は周到かつ緻密であり、外印いわく「縁の武断主義との絶妙の比重が、発足して幾許も経たぬ組織を拡大した」。性格的に幼い面もあり、「組織をくれてやる」という縁の態度に怒り、自らの手で剣心を討つことで溜飲を下げようとした。そのことを斎藤に見抜かれ「組織もお下がりのお子様ボスか」と蔑まれた。剣心の「仲間たち」を「部下」「雑魚」としか見ておらず、戦闘では四星が劣勢になるたびに動揺を露わにしていき、悪態をつきながら内股走りで逃走したところ縁に殴り倒され「後でサメのエサにしてやる」と死刑宣告を受ける。剣心と縁の戦いが最高潮を過ぎたところで気絶から目を覚まし、完全に逆上。隠し持っていた2挺拳銃で剣心を不意打ちし、薫まで射殺しようとしたため縁に阻まれ殺されかけたが、剣心によって止められたため生存。最終決戦後には縁と共に逮捕される。
真っ黒な衣装とその容貌から、操に「黒河童」と呼ばれた。
- 実写映画版：第4作目に登場。基本設定は原作に忠実だが、豪著な服装に片眼鏡をかけた恰幅の良い壮年男性という容姿に変更され、マフィアらしく威厳に満ちた外見となっている。ただし、自らの失言で縁の怒りを買って盛大に怯えるなど根が小心者なのは原作と変わらない。

四星 / 四神（スーシン）
呉黒星が従える4つ子の護衛。「4人が揃えば（狂経脈を発動しない）縁と互角に戦える」と黒星は語っている。一人称はいずれも「我」。剣心と縁のラストバトルの前哨戦としてそれぞれ斎藤、蒼紫、左之助、弥彦と対決した。
黒星から護衛の任を解かれて「暴悪に荒れ狂え！」と命じられると、本気で戦う「四神」（読みは同じ）となる。その正体は、王城の四方を護るという伝説の神獣（南の朱雀、西の白虎、東の青龍、北の玄武）を模した武器と闘法を極めた4つ子の武人。
各自の額には名乗る四神の名が、側頭部には名乗る四神に起因した刺青が刻まれている。大陸の裏社会では最強レベルの実力を誇り、敵を貶すことがほとんどの斎藤も「主（黒星）と違って少々は使えるようだな」とその高い実力を認めるほどだが己の愉悦のために戦う悪趣味な面があり、斎藤の「正義」、蒼紫の「信念」、左之助の「生き様」、弥彦の「未来」という四者四様の“最強の想い”の前には遠く及ばず敗れ去る。
実写版にも彼らに似た風貌の側近4人が登場するが、戦闘は描かれなかった。
青龍（せいりゅう）
技を見切ることに長け、カウンター狙いの戦闘を得意とする。勝利を目前にすると愉悦で口元を歪ませる癖がある。
斎藤との闘いでは「牙突」の性質を見切って一見優位に立つように見せかけるが、斎藤の「悪・即・斬」の正義の前で単純な技の見切り返しなど無意味かつ想定内のこと。牙突に見せかけた凄まじい突進力で間合いを一気に詰められたうえ、顔面を鷲掴みにされて頬骨を粉砕され、「牙突・零式」で薙刀を破壊されてなす術なく敗れた。剣心いわく「牙突が返せた程度で斎藤に勝てるなら幕末の京都でとっくに決着はついていた」とのこと。
武器
青龍大刀（チェンロンダイトウ）
青龍の頭を象った薙刀と、敵の技を見切って行う薙刀術の総称。普段は青龍の袖の中にしまわれているため、アタッチメントになっている。薙刀は牙突で粉々に砕かれた。
朱雀（すざく）
技の模倣に優れ、「相手が自身の技で倒される時、表情が如何に歪むか」を見ることを楽しんでいる。
蒼紫との闘いでは「御庭番式小太刀二刀流」を完璧に模倣し、奥義（回天剣舞六連）すらも初見で蒼紫と互角に繰り出すほどの模倣剣術を見せた。
完全に蒼紫の剣技を取り込み、蒼紫自身の技で苦しめようとするも、「模倣の技巧は感心したが、それを極めても所詮は模倣」と言い切られたうえに、「自分の技故に剣技は自分が熟知している」と振り下ろした剣を素手で折られ、御庭番の武芸の深さを見せられて、「御庭番式拳法」の独自性による力の前に敗北した。
武器
朱雀双剣（チューチャソェンギム）
朱雀の羽を象った鍔がある双剣と、それによる模倣剣術の総称。双剣は朱雀の袖の中に収納されている。戦闘終盤、完璧すぎる模倣が仇となって太刀筋を見切られ、双剣の片方を蒼紫の真剣白刃取りで折られる。

白虎（びゃっこ）
苛烈かつ効率的な拳法に長けており、「小細工はしない」と主張。戦闘では攻撃する相手の部位（人体急所）に合わせて最もダメージを与える拳型に変化させて闘う。
左之助との闘いでは圧倒的手数で攻め立て、「防御」を用いる暇も与えなかったが彼の驚異的な打たれ強さには全く通用せず、逆に「反撃」されて殴り飛ばされる。手強いと見た後は砂の目潰しで隙を作り、「白虎掌拳裏拳方“鉄鬼”」の一撃を打ち込むという「小細工」を労したが、それでも左之助は倒せず「二重の極み」の改良型の前に追い詰められる。最期は左之助に拳の前に敗れた。
武器
白虎掌拳（パーフーチェムクン）
4本の棘が付いた腕輪と、それを攻撃する部位に合わせて最もダメージを与えられる拳型（けんけい）に変形させて闘う拳法の総称。左之助には「小技」扱いされた。
鶴嘴（カクシ）
左肩を拳で打つ拳型。
貫手（カンシュ）
左脇の上を手刀にして突く拳型。いわゆる「ぬきて」。
小拳（ショウケン）
喉仏に拳打を叩き込む拳型。人差し指の第二関節で打つ。
盃指（ハイシ）
顎を横から打つ拳型。人差し指と中指の第二関節で打つ。
平拳（ヒョウケン）
拳を心臓に叩き込む拳型。
虎爪（こそう）、啄指（タクシ）、楓掌（さっしょう）、毛唐殺（ケトウサツ）、剛当獄（ゴウトウゴク）
左之助からあきれられた際に使用した拳型。圧倒的な手数で攻め立て、さらに後述の拳型に繋げる。
裏拳（リケン）、骨打（コツダ）、双掌（ソウショウ）、猫手（ビョウシュ）、背指（ハイシ）、応経（オウケイ）、右輪至（グワシ）、左破羅（サバラ）
台詞のみで描写されていないため、どのような技かは不明。反撃もできないほど圧倒的な手数で攻めているのが台詞で窺えるが、左之助には通じず反撃を受ける。
白虎掌拳裏拳方“鉄鬼”（パーフーチェムクンうらけんがた“てっき”）
白虎掌拳をパンチンググローブのような形に変形させ、2つ並んだ太い棘部分をみぞおちに強烈な正拳突きで深く打ち込む、白虎掌拳「裏拳方」。

玄武（げんぶ）
思慮深く相手を分析し、冷静な判断力を失うことなく闘う。悪癖として、若い対戦者の未来を奪うことを特に喜ぶ。
弥彦との闘いでは「刃止め」を封じて一方的に弥彦を打ちのめすが、子供と侮って油断した結果、「刃止め」の応用で思わぬ形で玄武蛇棍を受け止められ、押しても引いても負けるという状況に追い込まれ、その冷静な判断力を失う。そして押すことも引くこともできずに棍を抑え続けた結果棍は破壊され、そのまま柄尻で人体急所に向かってカウンター攻撃を打ち込まれ、神谷活神流奥義「刃渡り」を顎に喰らって敗れる。
武器
玄武蛇棍（ユンモウセイクァン）
一見ただの長尺の棍棒だが、実体は中が鎖で繋がれた仕掛六節棍。また、それを使った棒術の総称。伸縮・曲直が自在で、長尺の棍棒と仕掛六節棍に変形させながらの多彩かつ多角的な攻撃が可能。相手を打ち据える両端こそ頑強な作りだが、関節となる仕掛部位の強度が構造上脆いという弱点があり、弥彦はそれを見抜いて勝機を掴んだ。

### 北海道編の敵対者

#### 明日郎 前科アリ（異聞）の敵対者
賊長（ぞくちょう）
元・志々雄一派の残党を率いる男。粗暴かつ獰猛な性格で、欲しい物はあらゆる手段を用いて手に入れる主義。自身らが悪として勢いを得るためのシンボルとすべく、無限刃を狙っている。しかし、剣心の特徴までは知らなかった。無限刃が存在する可能性のある小菅集治監を襲撃し、壊滅させる。さらに旭の計略を用いて明日郎と阿爛をおびき出し、明日郎を追い込むも、助けに入った剣心の龍翔閃で倒される。その後は旭を除く大半の部下たち共々警察に逮捕された。
武器
弩鈍杵（どどんしょ）
両端に油が仕込まれた金属製の機巧杵。中に仕込まれた油が打撃の際に一拍子遅れて追衝撃を加えるため、一度に2発分の攻撃が可能。賊長の身体能力で振り回すことによって警官隊をも軽く薙ぎ倒す。鞘に納めた無限刃を使った明日郎の突きで片端を砕かれる。

蒲原（かんばら）
賊長の部下で、槍と日本刀を武器とする。志々雄一派時代には一部隊を率いるほどの実力者。明日郎から無限刃を強奪しようとするが、槍の穂先を折られた上で頬を穂先で貫かれて敗北。名前は新潟県の郡名（かつては東西南北の4郡が存在したが、現在は西蒲原郡のみ）に由来。
技
双武流 竜槍虎刀（そうぶりゅう りゅうそうことう）
槍と刀で攻撃を仕掛ける。しかし、技を発動する前に明日郎に倒される。

#### 劍客兵器（けんかくへいき）
鎌倉時代の元寇で活躍した鎌倉武士の一派の末裔を自称する武装集団。元寇以降は次なる侵略に備えるため、時代ごとの権力者の私兵となることを避けるべく北上していき、最終的に蝦夷地（北海道）に陣地を構えた。そして南北朝、戦国、幕末と国内の戦乱には干渉せず、さらに来るべく諸外国との戦争に対して「外国勢力に対する護国の切り札」となるべく長い間、鍛錬を続けてきた。しかし凍座はこのことについて「古すぎてもはや真偽の程は確かめようがない」と言及している。
劍客兵器の部隊将および隊士たちは、各々「〇號（〇ゴウ）」というコードネームを持ち、その者の外見、闘法、その他の特性を反映したものになっている。戦闘能力については各々人間の領域を凌駕した身体能力を持ち、さらに独自の異形の武具、闘法、特殊技能に基づいた「戦型」、劍客兵器固有の身体向上術である「赫力（せきりき）」を操る。その一方、大した鍛錬もなく人を殺傷できる近代の銃火器を忌避する。
組織図としては将君を筆頭に7人の部隊将率いる7つの部隊によって構成される。本格的に実検戦闘を開始するまでの間世界や日本各地で起きた事件・戦争に対する情報収集などは抜かりなくおこなっており、剣心やその関係者の身辺から、志々雄一派や上海マフィアなど、裏社会の動向も詳細に把握していた。さらに技術の淀みを防ぐため、これまでも本陣外の猛者が劍客兵器として勧誘されている。劍客兵器が猛者と認めた者たちは「猛者人別帳」と呼ばれる書に特徴から動向、使う技能まで全て詳細に記録している。
劍客兵器の本陣については、7人の部隊将のみ知る最高機密だが、凍座曰く道奥の山中にあるとのこと。本陣で生まれた子供は7歳になると心身共に壮健な者とそうでない者に振り分けられ、壮健と認められた者は目と耳を塞がれ外の世界へ搬出される。そして北海道各地に点在する修練の組に入り、山岳原野を移動しながら更なる振り分けを受け、結果過酷な修練を耐え抜き劍客兵器と成る者は五分、成れずに諜報工作に従事する間者暗器に就く者が一割、残りの八割五分は死に消えていく。極少数の本陣防衛の任に就くか、部隊将になる以外は生涯本陣の地を踏むことはなく、仮に知った者は誰であろうと例外なく抹殺されるが、於野曰く「陣抜けの男」が知っているかもしれないとのこと。
劍客兵器は開国した日本がいずれ清やロシアをはじめとする欧米列強と必ず戦争をすると予測しており、来るべく戦争に勝利するため、明治政府の掲げる「富国強兵」の考えのもと一騎当千の「猛者」たちの発掘および、唯一自分たちに欠けていた「戦いの場数」を補うために実戦経験を積むべく、北海道の各地にある軍隊・警察の施設を強襲する「実検戦闘」を展開する。斎藤は「実検戦闘」の目的について、猛者発掘に加え自分たちの戦闘能力を知らしめる目的があると推測している。
第二十八幕では全編にわたって劍各兵器と誤植され、単行本でも修正されていない。
赫力（せきりき）
劍客兵器固有の身体向上術。「赫力」の名は「血の赤」と「肉の赤」に擬えたもので、「血流の人体をも震動させて全身を揺さぶる力」と「筋肉の血流による震動を抑え込み人体を静止させる力」を操ることで、自らの技を一撃必殺にまで昇華させる。ただし、人間本来の身体機能を強引に捻じ曲げる技法であるため、人体にかなり負荷がかかる。更に一定量出血すると、出力が激減してしまう。本陣出身者は赫力の会得が必須だが、外部から勧誘された猛者の場合はこの条件は必要ない。

##### 指導者
将君（しょうくん）
劍客兵器の首領。本名は不明。本陣での初登場時は御簾で姿が隠れていた。女性のような口調で話し、部隊将たちのことは「○號さん」と呼ぶ。
すべてが予定通りに進むとは考えておらず、現場の裁量は部下に任せるなど柔軟な思考を持つ。また、凍座は「話は分かる人」「敵対者であっても意見を取り入れ、手を組むことも吝かではない」と評価している。雪深い冬が訪れる前に組織の「宿願」の達成を目論んでいる。

##### 部隊将
劍客兵器の7人の幹部。本陣の在り処や実検戦闘の詳細を知る。「いろはにほへと」に因んだコードネームを持ち、各々が部隊を率いている（雹辺は例外）。
凍座白也（イテクラ ビャクヤ）
異號（イゴウ）。逆立った頭髪が特徴の大男で、古風かつ大仰な口調で話す。一人称は「儂」。函館における第一の実検戦闘「拠点制圧」を指揮する。
自分が認めた猛者には笑顔を交えて友好的に接し、ときに仲間に勧誘する一方で、愚者・凡人は無視するか躊躇なく殺害する残忍さを見せる。また、自分の愉悦を満たすべく独断専行する悪癖があり、一部の同胞たちからは批判の的となっているが、改める気はないと断言している。
かつては一通りの修練を積み赫力も会得したが、劍客兵器に選ばれなかった落ちこぼれの闘士であり、せめて一人前になろうと、本土の情勢偵察の任務を投げ出し、全国を巡り実戦本位の武者修行に明け暮れ、士農工商問わず手当たり次第に戦っていた。しかし当時は山賊相手に一太刀浴びるほど弱く、さらに地獄を得られないことに嘆いていたが、江戸末期の越後の冬の山奥にて、吹雪のなかに自分自身の闘姿「鎮座する氷塊」を見て、さらにこの際、全身が氷のように固まったことで一時意識を失うも、直後にある剣客に救われ、くわえて「不動凍奴」に繋がる何かを掴んだ。そののち、万を超える戦いにより幾度も死にかけ、敗北と再起を繰り返した末、部隊将にまで上り詰めた。同胞からも高い潜在能力の持ち主と評価されており、年齢を重ねた現在でもその強さはいまだ発展途上にあるという。後述の剣心との戦いで意識を失った際、土居には「目覚めたときが恐ろしい。殺さなかったことが最大の失策」、権宮には「このまま死んだ方が世のため人のため皆のため」と断言される。
銃弾や牙突を素手で掴む動体視力と握力、手枷を瞬く間に破壊する膂力、剣心や宗次郎の動きに対応し、追従できる俊敏さ、単発の九頭龍閃にも耐えきる強靱な肉体といった規格外の身体能力を誇る。さらに、数万に上る戦いによる武者修行で精神の平衡を喪失したことで得た固有の特技として、相手の力量を動物などの姿に例えた「闘姿」として把握することができる。取るに足らぬ者は獣畜生の姿に、猛者に足る者は神仏魔物のような異形の姿に見え、対象の闘法、得手、弱点がおぼろげながら判るという。剣心には「静止する龍巻」、左之助には「拳を構えた金剛力士」、斎藤および永倉には「刀を喰わえた大神（狼）」、栄次には「角を隠した小鬼」、宗次郎には「燦然たる閃光」、安慈には「血涙を流す不動明王」、張には「剣の鱗の大邪」、鎌足には「暴れ舞う鎌鼬」、蝙也には「爆煙をまとう化け蝙蝠」、土居には「石化した鬼子母神」、権宮には「嘘の妖　滑瓢（ぬらりひょん）」、天智には「眠る水蛭児」の闘姿をそれぞれ見出す。
さらに生まれつき血液の量が人並外れて多い特異体質で、大量に流血し調整しなければ赫力を使えない欠点を持ち、土居からも「難儀な体質」と言われているが、本人は血をどうせ流すなら、ついでに戦って相手の力量を測ると共に闘姿も視れることが頗る愉しいと語る。
最初は部下たちと共に函館山を占拠し、のちに山頂において対劍客兵器として派遣された斎藤と交戦、この際に斎藤の愛刀を破壊すると共に斎藤の左腕に重傷を負わせる。その直後、自分の身を顧みずに立ち向かって来た栄次の覚悟と垣間見えた闘姿に感心し、本来は権宮に任せるはずだった捕虜の役目を務めるべく、敢えて独断で投降する。
投降後は斎藤と同等以上の猛者を連れてくるよう要求し、栄次以外の人間には徹底無視の態度を取り続けていたが、自分との面会を望む剣心の来訪には歓喜し、剣心を客人として迎え入れのち、劍客兵器の由来や行動目的を語る。
暫くして土居から実検戦闘の再開が決まったこと、自分の独断専行が原因で、近々本陣に呼び戻されるであろうとの報告を受けるが、手ぶらで帰ることをよしとせず、剣心と手合わせしながらという条件で斎藤の尋問に応じる。この最中、自身の経験談から「地獄こそが真の猛者を育てる」という持論を述べ、元十本刀への復讐心に駆られ成長した闘姿を見せた栄次の姿に歓喜するが、これが剣心の逆鱗に触れ、剣心から二十七頭龍閃を食らう。この際剣心の闘姿が「静止する龍巻」という見たこともない自然現象であったことに喜び、称賛を述べつつ倒され、意識を失う直前に、次の実検戦闘が札幌と小樽の2箇所で同時に行われることを告げる。
そののち、剣心一行が小樽から戻って来た日に意識を取り戻し、土居から自分が意識を失っていた間の状況を聞くと剣心一行の小樽への長旅による疲れを理由に、札幌の決着が着くまで待つことを決める。
札幌の決着がついたのち、東京からやってきた山県有朋の影武者の尋問を受けるが、彼の闘姿が「傀儡」であることを知って愛想をつかし、土居から本陣への帰還命令が出たことを聞くと、本陣帰還の前に「劍客兵器とは、また一騎当千が何たるか」を知らしめるべく「置き土産」と称した虐殺を開始、土居や権宮らとともにその場にいた警官らを圧倒する。その後、剣心一行が到着すると、自分は剣心・宗次郎と激突し、自身の戦型と赫力を駆使して二人を圧倒する。
武器および戦法
日本刀
函館山占拠の際に所持。外見は普通の打刀であるが、斎藤との戦闘では牙突を受け止め、刀越しに伝導した衝圧で斎藤の左腕を負傷させる。
投降後、刀を没収されて丸腰の状態となった凍座は、剣心との尋問を交えた初戦で張の刀を借り受けるも、二十七頭龍閃を食らった際に叩き折られる。
宗次郎戦では、宗次郎が張から借りた別の刀を折り、その切っ先を口にくわえて使用する。
衝圧
斎藤との戦闘で初使用。刀や自身の肉体を介して対象に得体の知れない衝撃を与え、破壊・殺傷する。
戦型・不動凍奴（せんけい・フドウトウド）
自らの呼吸、鼓動、脈拍、血流、神経系を赫力による瞬間最大の筋力で完全に止め、氷塊の如く筋肉を固定することで刀刃や弾丸が一切通用しない「破壊不能の肉体」へと変貌させる。この肉体で相手を掴み投げ、叩きつけることで圧殺することが、この戦型の本質。
なお、実際に凍座の肉体は霜が生じるほど冷えており、過去、命を救われた剣客にも「樹氷と見間違うほどに冷たく固くなっていた」と言及されている。
雹辺双（ヒョウベ フタツ） / 雹辺又佐（ヒョウベ マタザ）・雹辺又佑（ヒョウベ マタスケ）
髏號（ロゴウ）。髑髏の仮面を被った大男。一人称は「我」。感嘆・感心を示すときに「鳴於（おお）」という口癖を漏らす。札幌における第四の実検戦闘「要人暗殺」を指揮する。
「人の真価は生き様ではなく、死に様に顕現する」という考えを持ち、相手が命を懸けて抗うことを「良き死に様」として、これを喜びとしている。
札幌では闇乃武や内通者である前野と共謀して役人や官僚のみを狙った暗殺を繰り返す。
やがて前野が用意した潜伏先で、闇乃武より渡された本陣からの「役人や官僚をできる限り暗殺せよとの『大斬奸』の命」を受けると、役人を7名立て続けに斬殺するなど堂々とした殺戮を敢行、そして警官隊や北征抜刀討伐隊を圧倒して退け、澄州を葬ろうとしたところで斎藤・永倉の二人と激突する。さらに駆けつけた阿部を含め、3人を圧倒していたが、のちに永倉の龍尾三匹を受けて、実は双子の雹辺又佐・雹辺又佑の二人が二人羽織で暗躍していたことが判明する。
雹辺又佐は顔の左側に髑髏の刺青がある男で、斎藤や永倉との戦いに気持ちを逸らせるも任務遂行を優先する自制心を持つ（台詞の吹き出しは白色）。雹辺又佑は顔の右側に刺青の入れ墨がある男で、非常に好戦的であり、かつ頭に血が上りやすい性格（台詞の吹き出しは黒色）。又佐曰く「二人で一役ではなく、各々が独立した部隊将」。
その後、右腕を斬られて戦闘不能になった又佐に代わり、又佑単独で全員を相手にしようとするが、阿部のフィフスピストルと栄次の銃撃により劣勢に立たされ、さらに斎藤の牙突により鎌刃刀を破壊された挙句、警官隊や北征抜刀討伐隊の総攻撃を受け敗北した。又佐はそれを見届けると剣心側への余計な情報漏洩を恐れて自害、又佑は捕縛され函館へと護送される。
武器および戦法
鎌刃刀（レンジントウ）
雹辺の得物。先端が鎌状に曲がった二本一組の刀で、鍔には髑髏があしらわれている。なお、斎藤が又佐のこれを奪い、又佑に牙突を放った際、「切先が奇天烈な上に重心の位置が悪すぎて牙突にはまるで向かなく、この刀では『悪・速・斬』はならない」と使用感に不満を漏らされる。
戦型・二刃羽織（せんけい・ニジンバオリ）
雹辺の得物「鎌刃刀」を使った戦法。実際は二刀流ではなく又佐と又佑が二人羽織をしていたため四刀流であり、永倉はこれが「弾丸の斉射を弾き返し、人も物も粉砕する常軌を逸した技」の正体だとした。
鉄紺帷子方形紋付（テッコンカタビラシカクモンツキ）
四角・紋付状に鎌刃刀を超高速で動かして敵の攻撃を防ぐ防御の型。警官隊の銃弾をすべて防いだ。
緋羅紗無慈悲球形紋付（ヒラシャムジヒマルモンツキ）
球形・紋付状に鎌刃刀を超高速で動かして敵を斬り飛ばす攻撃の型。対象を紋付内部に取り込み、鮮血に染まった髑髏になるまで切り刻むこともできる。
モチーフは、『機械戦士ギルファー』のカ・ドゥが使うヘルフラワー。
緋羅紗無慈悲巨球形紋付（ヒラシャムジヒダイマルモンツキ）
緋羅紗無慈悲球形紋付を拡張した技。赫力と併用して使用。
隠技・透明血裏面死装束（おんぎ・スカシチリメンシニショウゾク）
表の二刀の死角に隠すかたちで裏の二刀を瞬間的に繰り出すカウンター技。
戦型・孤刃羽織（せんけい・コジンバオリ）
双子である正体が露見したあと、又佑が単独で使用。二人分の二刃羽織より破壊力は劣るが、速度と自由度は跳ね上がる。
黒鳶刃殺喪渦巻紋付（クロトビハゴロモウズマキモンツキ）
鎌刃刀を逆手に構え、渦巻き状に鎌刃刀を繰り出し敵を斬り刻む技。

寒郷豪人（カンザト ゴウト）
覇號（ハゴウ）。八つ目の仮面をかぶった男。一人称は「私」。素顔は顔からはみ出るほどに長い眉が特徴。樺戸における第二の実検戦闘「強襲破壊」を指揮する。
霜門寺から「寒郷のマジ」と呼ばれるほど、将君や組織に対して真面目かつ忠誠心が高く、さらに将君からも「新選組や十本刀に敗けるあなたではない」と評されるなど信頼も厚い。また、同胞は基本コードネームで呼び、実検戦闘外のことでは私情を詮索することはしない。
かつて、土方を劍客兵器に勧誘するも断られている。また、於野と共に箱館戦争の行く末を見ており、その有様を見て世界の貪欲なまでに進展する兵力と日本の絶望的な鈍重さを危惧し、「世界は残忍で非情」であると断じた。
樺戸集治監を強襲した際は、実検戦闘を終了させるべく、柏手一つで周囲を圧倒する力を見せつける。そこで永倉と安慈を同胞に迎えようとするも、看守から既に二人は前日に函館へ出立していたと聞かされ、空振りに終わる。
そののち、将君に脱獄した囚人の監視と樺戸集治監再建の監視をすると宣言。そして増員するかたちで隊兵とともに函館に集結する。
冬甲斐（フユカイ）
仁號（ニゴウ）。戦国時代の甲冑を身に纏った男。
将君との謁見中、煩わしく思いながらも霜門寺からの質問に答えていた。
霜門寺瑠璃男（シモンジ ルリオ）
宝號（ホゴウ）。ヘルメットのような仮面を被った小柄な男。一人称は「俺」。小樽における第三の実検戦闘「治安騒乱」を指揮する。
同胞たちを「寒郷のマジ」「凍座のクソ」「権宮のバカ」と呼称したり、将君との謁見中に私語を慎まないなど、礼儀がなっておらず、さらに、敗北した於野と本多を使えない人間として、また情報漏洩防止のために躊躇なく殺害する非情な一面もある。一方、勝者を闇討ちするような真似はしないなど、剣客としての矜持は持っている。
小樽において、観柳や本多を使って数打ち刀「万鉄刀」や中古銃器などの武器をばらまき、治安騒乱を目的に動くも剣心たちに阻まれ失敗に終わる。
武器および戦法
戦型・細々刃金（せんけい・ササハガネ）
霜門寺の得物「細々刃金」を使った戦法。
細々刃金は先端に針のついた鉄線を射出する金属筒。南米の蜘蛛がはく糸を加工して鉄線とし、広い範囲に鉄線を伸ばして括れば骨を断つことも可能。
聴術・千里絲脈（ちょうじゅつ・センリシミャク）
細々刃金から伸ばした鉄線を通じて、相手の会話を糸電話の要領で聞き取る技。
万鉄刀（ばんてつとう） / 雅桐刀（がとうとう）
霜門寺が実検戦闘で小樽中に流通させた数打ち刀（大量生産品）。剣心の見立てによると、固い金属の筒の中に柔らかい鉄を入れて刀剣状に成型するという工程で作られている。つまりは鋳造刀である。本来は熟練を要する製法を簡素化しているため、刀としての性能は鈍らそのもの。樺戸集治監から逃げ出した観柳に委託した際に、箔付けで桐紋を付けて「雅桐刀」と名付けられる。土地のやくざをきっかけとして小樽の住人のほぼ全員に行き渡り、押収品の横流しもあって捨て値でばら撒かれる。
冷泉（レイセン）
変號（ヘゴウ）。縦烏帽子のような兜をかぶった男。
将君との謁見の場で私語をしている冬甲斐と霜門寺を叱責するなど、良識的な性格。

##### 隊兵
7人の部隊将が率いる7つの部隊に所属する構成員。

###### 凍座の部隊
函館占領隊。先鋒として、第一の実検戦闘「拠点制圧」を担当する。函館山を占領し次なる実検戦闘のために築城を行っていたが、凍座が五稜郭で警官たちの虐殺を開始すると伊差川を除く残りの3人も五稜郭に集結し、剣心一行と激突する。
土居潜具羅（ドイ モグラ）
地號（チゴウ）。岩石のような硬質な外殻を持った巨漢。一人称は「私」。読書を好む。
権宮から「世話焼きおかん」と呼ばれるほど面倒見のいい性格だが、その反面、怖じ気づき敵前逃亡する警官たちを容赦なく虐殺したり、安慈が味わった廃仏毀釈を持ち出し彼を挑発するなど、非情な一面もある。
自らの戦型による地中潜行技術を活かして、五稜郭に幽閉された凍座との連絡役を担い、そのついでに彼に酒や食料などの生活用品を大量に差し入れたりしている。本人曰く「大地繋がる限り劍客兵器に対して兵糧攻めは効かない」とのこと。
凍座が捕虜となった後は函館山で次の準備に勤しんだり、権宮と共に闇乃武に接触して根回しをしていた。
凍座が剣心との戦闘で気絶すると、彼に代わり捕虜および尋問相手を務めるが、部隊将ではないため実検戦闘の委細を何も知らず、終始「知らん！」の一言で通していた。
そののち、目覚めた凍座に実検戦闘再開の旨を伝え、暫くして彼に対する本陣への帰還命令が正式に出された際は、凍座に再度、報告に来ると同時に、凍座と共に警官たちの虐殺を開始する。そして剣心一行が到着した後は、左之助と安慈の相手を務めることになる。
その際、安慈を廃仏毀釈を持ち出し挑発したことが左之助の逆鱗に触れ、左之助の馬鹿力で投げられたことで両者の二重の極みを同時に受けて一度は倒れるが、内部の本体を保護・秘匿するために着用していた土居一族自慢の具足を犠牲にすることで復活。本体は額に黒子がある長髪の女性であり、生来の剛力と重い鎧を脱ぎ捨てたことで向上した機動力を組み合わせて左之助たちを追い詰める。
武器および戦法
戦型・土遁暴威蟲（せんけい・グラボイズ）
地中に潜って相手を撹乱しつつ、砂・土・石・岩から様々な武器を作って相手を攻撃する戦法。
岩槌腕（ガンツイワン）
拳にトゲ付きの岩塊を纏わせ威力を増強するほか、二重の極みなどの攻撃の囮にする技。
砂蜥蜴（スナトカゲ）
足元に砂を撒いて滑走し、相手の攻撃をかわす技。
岩蟻塚（イワアリヅカ）
足を踏み込んで、鋭い岩を地面から隆起させる技。
蜂飛礫（ハチツブテ）
拳で岩を砕き、その破片を弾丸のように飛ばす技。同様の方法で口から散弾銃のように岩を飛ばすこともできる。土居いわく銃の真似事。
岩破杵（ガンバッショ）
土から杵を作り、相手にぶつける技。しかし左之助には通用しなかった。
潜具羅具足（モグラグソク）
土居一族の自慢とされている岩の鎧。今までの化け物じみた外見の正体。しかし左之助と安慈が同時に放った二重の極みにより破壊される。
権宮剛豪（ゴングウ ゴウゴウ）
偽號（ギゴウ）。サングラスをした筋骨隆々の大柄な男。一人称は「俺」。罷蘭地（ブランデー）を持ち歩く。
相手を「ちゃん」付けで呼ぶ、天智を渾名で呼び可愛がるなど、表向きは馴れ馴れしい口調や親しげな振舞いが多い人物に見えるが、これらはすべて、自身の戦型による偽計であり、本性は敵味方問わず常時の全てを偽り騙す、自他共に認める非情で卑劣な人物。また、土居は「真面目」、天智は「不思議」、伊差川は「勝手な新人」、上司の凍座については「難儀」であると評価していて、実際に五稜郭で剣心に叩き伏せられた凍座を見て、世のため、人のためだとして「このまま死なねぇかな」と漏らしていた。
凍座が捕虜となった後は函館山で次の準備に勤しんでいたが、この際、五稜郭における捕虜の役目を凍座に奪われたことについて不満を漏らしていた。
暫くして凍座が五稜郭で虐殺を開始すると、天智の進言によって天智と共に五稜郭へ駆けつけ、凍座や土居らと共に警官たちを圧倒する。
剣心一行が駆け付けた際は張と鎌足の相手を務め、暫くは天智との連携で2人を圧倒していたが、天智の「神通覚」の難点の露呈を防ぐべく、引き分けにして戦闘を終わらせようと画策するも失敗、直後に張に天智の神通覚の難点を指摘され、さらに張に天智を人質にとられると自らの本性を現し、天智もろとも張を銃撃する。この際、張を「悪党を名乗るにはまだまだ青過ぎだ」と嘲笑する。
武器および戦法
業火乃大剣（ごうかのたいけん）
権宮の得物。敵の攻撃（銃撃）を軽々と防げる盾としても使える鉄塊の如き殺人奇剣。投擲したり、天智との連携で自身へ放たれた銃弾を、正確無比に跳ね返す芸当も可能。しかしその本質は、刀身の側面に大量の砲弾発射機能、内部に銃剣が収納されていることで、これは、劍客兵器が忌避する「銃砲火器」に該当する武装でもある。
本来は新井赤空が図案にのみ記した幻の奇剣だったが劍客兵器が図案をもとに改良を加え作刀した。
戦型・偽身暗鬼（せんけい・ギシンアンキ）
権宮の得物「業火乃大剣」と、自らの振る舞いによる偽計を併せた戦法。権宮曰く「非常時の一手のために常時の全てを偽る」戦型。
天智実命（アマチ ミコト）
恵號（エゴウ）。寡黙で小柄な少年。友達が欲しい様子。
権宮を通じてでしか会話できないためか、権宮と行動を共にすることがおおく、権宮からは「天ちー（アマちー）」の愛称で呼ばれている。また、張からは「不思議小僧」とも呼ばれている。
その正体は劍客兵器が先祖代々、神通力を極めようとして本陣で先見に長けた者、占術に長けた者たちを長きに渡って掛け合わせた結果、尋常ならざる直感を持ち生まれてきた存在。しかし土居によると戦闘力が皆無で、凍座と土居が五稜郭で虐殺を開始することを察知し、権宮とともに駆けつけた際は、土居から「危険を察知したらすぐ身を引け」と言われていた。
張と鎌足との戦闘では、始めは権宮との連携で二人を圧倒するも、神通覚が不安定なものであることが露呈し、さらに張に人質にされると、本性を現した権宮に見限られて銃剣で銃撃され、瀕死の重傷を負う。
武器および戦法
戦型・神通覚（せんけい・ジンツウカク）
相手の場所や攻撃の方向、タイミングを先読みできる尋常ならざる直感。干支陣や１間の単位で相手の場所や攻撃の方向、タイミングを権宮に教えている。
しかし、権宮いわく能力と呼べるほどの確証はなく、あくまで本人にしか分からない曖昧な感覚とのこと。それ故、飴などで糖分補給しないと連続使用できない不安定な力で、戦術に組み込むには工夫が必要になるなどの難点もある。
伊差川糸魚（いさがわ いとい）
右目に傷跡がある、隻眼・褐色肌の青年。一人称は「俺」。実検戦闘開始にあたり本陣外から迎えられた3人のうちのひとり。
斎藤を「怨敵」と呼ぶほど憎んでおり、函館山にて斎藤と邂逅したときは抑えていたものの、田所から斎藤が札幌に向かったことを聞くと遂に殺意を抑えられなくなり、独断で札幌へ一人旅立つ。そして、闇乃武の協力を得て雹辺を捕縛した斎藤・永倉・栄次のもとに現れて、斎藤と激突、この際に自らが「かつて斎藤が葬った宇水の弟弟子」であることを明かす。しかし、中々本気を出さない斎藤に苛立ち、その原因が自分に合う刀が見つからないことだと知ると、宇水と黄金玄武の秘密を暴露、万全の状態の斎藤でなければ倒す意味がないと、斎藤に次に会うときまでに万全の刀を用意するよう言い撤退する。
武器
黄金玄武（クガニゲンブゥ）
糸魚が使う黄金色のティンべーとローチン。
眼力琉球武術（ガンリュウリュウキュウブジュツ）の最強の使い手に代々受け継がれる宝具であり、本来は宇水が手にするはずだった。
糸魚曰く「これがあれば宇水は決して負けなかった」とのこと。
宝剣宝玉百花繚乱（ほうけんほうぎょくひゃっかりょうらん）
ティンベーの刃と球を目にも止まらぬ速さで交互に繰り出す技。

###### 寒郷の部隊
樺戸襲撃隊。次鋒として第二の実検戦闘・強襲破壊を担当。樺戸集治監襲撃後、脱獄した囚人たちの動向と樺戸集治監再建を監視していたが、のちに函館に増員する形で集結、さらには、実検戦闘の目的である、寒郷と山県の直接交渉が実現すると、凍座達を退かせるべく、五稜郭に乗り込んだ。
籔連田蔓茨（スレンダ マンジ）
刺號（シゴウ）。ギザギザした鋭い歯を持つ長髪の男。
樺戸集治監襲撃時、囚人を射殺しようとした警官たちに対して、「撃て、殺せと言った以上、殺される覚悟は有るんだろうな」と言い放ち、そのまま殺害した。
なお、田所が家族を連れていることを良く思っていない様子。
龍勢勇星（タツセ ユウセイ）
飛號（ヒゴウ）。ゴーグルとマスクを着用した男。一人称は「俺」。
北海道の空は自分の領域だと自負しており、上空から蝙也が、凍座を奇襲しようとした際、「領域を侵す者、許すまじ」と、不快感を露わにしていた。
武器および戦法
劍星（つるぎぼし）
龍勢の得物。先端に剣を付けた棒火矢。樺戸集治監襲撃時には巨大なものを使用していた。
四等級劍星「爆火球（バクカキュウ）」
ロケットランチャー型の小型の劍星。
田所六郎（タドコロ ロクロウ）
愛號（エゴウ）。眼鏡をかけた初老の男。一人称は「私」。
無闇な殺生を嫌う穏やかな性格で、樺戸集治監強襲の際も警官に「急所は外したから、死んだふりをしていてくれ」と助言していた。また、家族連れであり、函館に行く際も民間人の格好で家族を連れて来ている。このことについて 同胞からは微妙な反応をされるも、寒郷からは実検戦闘外のことだと容認されている。
相手に背を向けたまま自らへ放たれたライフル弾の軌道を小刀で反らし、その上狙撃手の急所を外して撃ち返す技を持ち、さらに、瞬時に狙撃手の背後を取る身体能力を持つ実力者。

###### 霜門寺の部隊
小樽にて第三の実検戦闘「治安騒乱」を担当する。小樽中に万鉄刀（雅桐刀）や雅桐銃をばら撒き、治安騒乱を目論むも於野と本多が任務に失敗し、両者霜門寺に始末されたため、事実上壊滅した。今後の対応は検討中とのこと。
於野冨鷹（オノ トミタカ）
斧號（フゴウ）。筋骨隆々とした大男。一人称は「我」。
かつて寒郷と共に函館戦争の行く末を見届けており、日本を取り巻く海外の危険さと残酷な現実に危機感を募らせる。
霜門寺の命令で用済みとなった観柳を始末しようとするが不殺の誓いを旨とする剣心に止められ、そのまま左之助と激突する。戦いによって、左之助の実力を認めると左之助に劍客兵器になるよう勧誘するが断られ、最後は左の裂斧掌を旋拳ではじかれてガード不能となり、拳打と頭突きで敗北。霜門寺にその責を問われ致命傷を負わされ、左之助に自身の知り得る情報とメッセージを残し、最期に「函館に気をつけろ」と左之助に忠告して死亡。死体は左之助によって丁重に弔われる。
武器および戦法
戦型・破断戦斧（せんけい・ハダンセンプ）
於野が使う斧を模した武器および戦法。実は仕込み槍となっている。
護斧の構え・‘断’（ごふのかまえ・‘ダン’）
相手に半身だけ向けることで、攻撃可能な面積を2分の1に減らす技。これにより左之助の拳撃をすべて受け流した。
戦斧の構え・‘破’（せんぷのかまえ・‘ハ’）
破断戦斧を頭上高く掲げ、相手の弱点に向けて撃ち落とす技。これにより左之助の二重の極みの死角・手の甲に一撃を加えようとしたが失敗に終わる。
陰技・裂斧掌（おんぎ・レップショウ）
手首を折り曲げ、小指以外の四指を小指と等しい長さにして相手に突き出し鋼を断ち割る。於野の奥の手。
本多雨読（ホンダ ウドク）
記號（キゴウ）。モノクルをしたマッシュルームカットの男。一人称は「私」。
霜門寺の命令で雅桐刀のほか、拳銃などの武器を小樽に配布していた。普段は丁寧な口調で話すが、怒ると乱暴な口調になる。観柳の始末を於野一人に請け負わされたものとし、金と引き換えに見逃そうとするなどサディスティックかつ狡猾な性格。劍客兵器の小樽拠点に侵入した阿爛と観柳と遭遇し激突する。最終的には観柳が劍客兵器の本陣で見つけ出した回転式機関砲に敗北。拘束を解いて明日郎たちに襲い掛かるものの、焔霊で応戦しようとした明日郎の目の前に観柳が逃げる際に蹴飛ばした火薬樽が偶然落ちてきて大爆発を起こし、そのどさくさに紛れて逃走。霜門寺と合流するが、銃火器に敗れた「劍客兵器の恥晒し」として始末され死亡する。
小樽での任務の前に本陣から陣抜けした男の追跡抹殺任務に就いていたが、任務が予想以上に難航していたので、任務の途中で小樽隊に移動となった。
武器および戦法
戦型・書・裏・剣（せんけい・ショ・リ・ケン）
本多が使う武器および戦法。見た目は手裏剣が描かれた本だが、そのページ1枚1枚が鋭く、飛ばして相手を切り裂くことができる。アルミニウムの膜からできたものを南米産のクモの糸と混ぜて加工した。
速読（ソクドク）
超高速でページを飛ばす技。
乱読（ランドク）
書・裏・剣2冊を使い、無作為にページを乱れ飛ばす技。赫力と両立して使用する。

#### 闇乃武（やみのぶ）
旭が本来所属する組織で、彼女を志々雄一派の下に派兵していた。
その正体はかつて剣心と戦って敗れた幕府方の暗殺集団「闇乃武」の残党であり、剣心暗殺失敗と幕府瓦解によって信用を大きく失墜し、金次第で兵を派遣する傭兵集団になり果てていた。そうした経緯から剣心を「怨敵」と呼んで敵意を見せる。
凍座によって劍客兵器にも名を知られており、彼らが蓄えた砂金をわたされ、劍客兵器側につくことになった。
佐古（さこ）
旭と同じ組織の一員。鎌状の刃が仕込まれた鉄扇を持ち歩き、モジャモジャ頭にチンピラじみた言動と小者丸出しだが、鉄扇で明日郎を一方的に打ちのめしたり、実力を試すために襲ってきた土居・権宮の二人に応戦するなど雑魚とは言い難い実力を持つ。怒りっぽい性格で、雑魚扱いされるのを特に嫌う。
頭目
佐古たちを率いる謎の老婆。函館に到着した際に組織の怨敵である剣心と遭遇するも、現在抱えている劍客兵器とのビジネスを優先して部下たちに撤退を命じるなど冷静な判断力の持ち主。

## 実在の人物
「東京編」「京都編」などの原作に登場していなくてもアニメオリジナルエピソードなどで登場することがある。
山県有朋（やまがた ありとも）
声 - 水谷誠司（第3話 - 第64話）→金子はりい（第90話以降） / 小形満 / 土師孝也（CDブック版）
演 映 - 奥田瑛二、宝 - 夏美よう / 真條まから、松 - 宮川浩
かつて剣心と共に幕末を生き抜いた長州派維新志士。一人称は「俺」もしくは「私」。現在は明治政府の陸軍卿（後年、陸軍のみならず政官界の大御所として隠然たる権勢を揮う）。礼儀正しい印象の人物。剣心が東京に現れたという話を聞き、陸軍の将軍に招こうとするが、断られた（アニメ第1作では剣心たちの去り際に内心「諦めんぞ」と執着を見せる発言をしていた）。原作では人誅編の剣心の回想で山県狂介（やまがた きょうすけ）と名乗っていた若き日の姿が登場した（このころは「抜刀斎」に対してあまり良い印象はなかったようである）だけだが、アニメ第1作では何度か登場し、アニメ第1作の劇場版でも登場する。風水編では独断で自身の近衛大隊を率いて事件現場に駆け付けるも徒労に終わり、謹慎処分を受けた。
北海道編では紀尾井坂の変の教訓から多数の影武者を抱えており、そのうち一人は闇之武によって暗殺、東京で通常通りの政務を行うのが一人、さらにもう一人が剣心たちに劍客兵器の壊滅を宣言しに訪問し、その間にさらにもう一人が無謀にも凍座の尋問に官憲を差し向けたことで凍座の部隊によって官憲たちが虐殺される事態を招いてしまう。
相楽総三（さがら そうぞう）
声 - 菊池英博 / 小野大輔 / 井上和彦（CDブック版）
血液型A。
左之助や津南が師と仰ぐ赤報隊の隊長。偽官軍として維新志士側に処刑され（史実および原作では斬首されたが、アニメ第1作では銃殺された）、左之助が「悪一文字」を背負うきっかけを作った。後に左之助が二重の極みを習得する際、幽霊として姿を現した。生死の境にいた左之助に対し習得を諦めるように諭すが、拒否される。その後、左之助が自分の決意を語り、進んで行く後姿を見送り、満足そうな笑みを浮かべて消えていった。
- 『剣心皆伝』の再筆：左之助の師匠的人物であることと実際は豪放な人物だったらしいということから、それらしくリファイン。左之助同様魚の骨をくわえている。

大久保利通（おおくぼ としみち）
声 - 坂口芳貞 / 松山鷹志 / 大塚明夫（PS維新激闘編）
演 映 - 宮沢和史
身長178cm、体重65kg。1830年（文政13年）9月26日生まれ。鹿児島県出身。天秤座、血液型O。特技：政略。趣味：囲碁。自慢：ヒゲ。明治政府の内務卿。一人称は「私」。明治維新の真の完成である日本が国民国家となるには30年の時期が要ると考え、西南戦争後も政治を行っていた。
幕末以来の知己である剣心に志々雄が京都で暗躍していることを伝え、京都へ向かうことを依頼する。剣心からの返事を聞く予定だった明治11年5月14日、紀尾井坂で宗次郎に暗殺された。遺体は、その直後に馬車に踏み込んできた島田一郎たち（史実上の暗殺犯）が、自分たちの犯行と見せかけるために切り刻まれた。
ノベルス版の黒笠編にも登場している。
- 『剣心皆伝』の再筆：西郷と共に薩摩両雄時代の姿が描かれた。西郷の陰に隠れてあまり目立たないが、それを逆利用して様々な策略を容易に張る頭脳派。

川路利良（かわじ としよし）
声 - 志賀克也 / ふくまつ進紗
演 映 - 小市慢太郎
警視庁の大警視（後の警視総監に相当する）で、斎藤の上司。小柄だが（史実では長身）、一喝で剣心と斎藤の戦いを止めた人物。剣心の京都行きの報酬として本来死罪に相当する恵の放免の件を持ち出し、自身たちの不始末であるにもかかわらず、卑怯な手段で足元を見る態度に左之助たちの反発を買っていた。大久保を尊敬し、明治政府の繁栄が人民の幸福につながると信じていたため、大久保が暗殺された際は号泣していた。
原作では以降登場しないが、アニメ第1作では島原編・風水編に登場する（劇場版にも登場）。島原編では京都編と比べて丸くなった様子で剣心と接しており、天草翔伍らの処分を穏便な形で行うことを約束し、かつて西南戦争で西郷を自分たちの手で討ったことへの悲しみをのぞかせた。風水編では元老院の面々を守るべく尽力した際に「人民を守るのが警察官の本分」と警察官の矜持を見せ、津南からも感心された。ノベルス版では大久保同様、黒笠編で登場している。
史実では、本編の翌年である明治12年（1879年）に、病気で亡くなっている。
山吉盛典（やまよし もりすけ）
声 - 高橋広司 / 奥田寛章
福島県令。大久保が暗殺される日の朝、彼と話をした人物。
島田一郎（しまだ いちろう）
声 - 森訓久 / 上西哲平
石川県士族。長連豪（声 - 八嶋智人 / 奥村翔）、杉本乙菊（声 - 金子幸伸）ら同志と共に大久保暗殺を計画するが、志々雄にその暗殺計画を利用された。アニメ第1作では髭が生えている。小説『その翳、離れがたく繋ぎとめるもの』では、方治に大久保暗殺計画を語っている。その際斬奸状を送り付けることを焚きつけられており、結果的に志々雄一派が表に出ないよう利用された。
勝海舟（かつ かいしゅう）
声 - 八木光生
ノベルス版 巻ノ一「月の世界へ」およびそれをベースにしたアニメ版『勝海舟編』に登場。元幕臣。西郷と交渉して江戸城を無血開城させた。一人称は「おいら」。ノベルス版では剣心を岡田以蔵に似ていると評したが、彼が人斬り抜刀斎であることまでは気付いていないように描かれている（アニメ版では見抜いていた）。若いころに直心影流の免許皆伝だが、終生平和主義を貫き人を斬らなかった。事件解決後は柴田を自身の尽力により（加えてアニメでは鉄馬が後述の証言をしたこともあり）釈放させ、アニメではその後彼に謝罪している。作中では抜刀斎としての剣心や斎藤など一流剣客の信念は理解していたように匂わせる描写をされている。
徳川慶喜（とくがわ よしのぶ）
声 - 大黒和広
ノベルス版巻ノ一および『勝海舟編』に登場。江戸幕府最後の将軍。江戸の民衆を戦火から救うため、無血開城を決意した。
蒼紫たち御庭番衆の主でもあった人物だが、蒼紫は戊辰戦争で慶喜が取った行動を高度な政治戦略と理解しながらも「部下たちに対する醜い裏切り」と嫌悪していた。
西郷隆盛（さいごう たかもり）
劇場版『維新志士への鎮魂歌』の回想場面で桂と共に一瞬だけ登場。この時、薩長同盟についての会談を行っていた。セリフはなし。『北海道編』では永倉に「味方千人が奮い立ち敵方千人が恐れ戦く存在」として近藤、土方、高杉らと共に名を挙げられ、顔が描かれた。
- 『剣心皆伝』の再筆：元来大男の部類だが、その圧倒的存在感や人間的魅力も相まって目撃者ごとに「2m」・「奈良の大仏並み」と大きさに関する証言が異なる。

坂本龍馬（さかもと りょうま）
声 - 佐々木望
『維新志士への鎮魂歌』の回想場面で桂と共に一瞬だけ登場。この時、薩長同盟についての会談を行っており、話を進めようとしない西郷や桂を説得していた。のちに暗殺された。
- 『剣心皆伝』の再筆：幕末一の自由人。入手した拳銃と北辰一刀流の剣技を組み合わせることで、「基本の型をマスターするだけで攻撃力は220%も増し、一撃必殺の技量は63%増す」といわれる常識にとらわれない新しい武術の型を編み出した。

進藤帯刀（しんどう たてわき）
声 - 高木渉
アニメ第1作第5話、第23話に登場。
赤報隊に偽官軍の汚名を着せ、粛清を指揮した張本人。後に警察の幹部となったが、さらに出世を望み、偽赤報隊に悪事をさせた（その際、津南が描いている総三の錦絵を現場に残していたため、左之助は津南が関わっているのではないかと一時疑っていた）が、左之助と津南に倒された。室内には「私利私欲」と書かれたものが貼られている。彼にスポットが当たるのは『左之助と錦絵編』だが、『斬左編』でも回想場面で登場している。
堀田正睦（ほった まさよし） / 堀中正（ほりなか ただし）
声 - 肝付兼太
アニメ第1作『風水編』に登場。佐伯商会が調査していた7年前、政府の神仏分離令極秘資料・「奇門遁甲就宗」の執筆者となった人物（これは日光東照宮の分割の詳細を記した資料である）。津南たちと会ったときは粗末な長屋に住んでいて眼鏡をかけた老人だが、幕府時代は元寺社奉行・堀田正睦という名の侍であった。津南に気脈を自在に操るかつては東照宮にあったからくり・「仕掛立体陣（しかけりったいじん）」を戦場ヶ原に埋めたこと、それを動かすには陽明門の欄干に埋め込まれた「翡翠の紋章（ひすいのもんしょう）」が必要とのことを教える。その後、破壊の龍脈が東京に迫っていることを知り、東京の巽を守護する増上寺・浅草寺・寛永寺の陣「北斗の陣」で龍脈の威力を弱めることを提案する（ただ北斗の陣を構成する寛永寺の北斗の龍は上野戦争で消失しており、寛永寺の本尊の砂を水、左甚五郎作の龍像を心臓に見立てた）。事件解決後は陣風に翡翠の紋章を託し、武蔵野の泉の底に沈めるよう進言した。
伊藤博文（いとう ひろぶみ）
演 映 - 小澤征悦（第3作）
原作・アニメでは登場はしていないが、太政官会議の折、馬車が到着。名前を呼ばれた。
井上馨（いのうえ かおる）
演 宝 - 美城れん、松 - 松井工
原作・アニメでは登場はしていないが、太政官会議の折、馬車が到着。名前を呼ばれた。舞台版では山県とともに夫妻で加納の商館「プチ・ガルニエ」に招かれている。
田本研造（たもと けんぞう）
『北海道編』に登場。写真家。越路郎の手がかりを求め訪ねてきた剣心一行に対し、越路郎探しに協力する代わりに現在北海道で起こっている問題解決の助力を求める。

### 新選組
幕末のころの剣心（人斬り抜刀斎）が実質的に所属していた長州方と敵対していた。『京都編』『人誅編』など回想に登場。他に、『第零幕』や『キネマ版』でも新選組との戦いが描かれている。
現実の新選組も剣客集団であり、本編にも登場する斎藤や鵜堂も、かなりの実力の持ち主として描かれている。
以下は、新選組の局長・副長・組長（の一部）や著名な人物。7巻の剣心の回想場面や『追憶編』で数コマのみ登場で以下の人物は7巻の新選組集合図で名前が明かされた人物。他にも追憶編で新たに数人の隊士が描かれている。近藤の側を固めるように土方や永倉、島田らしき人物に、新たな二人が加わっている。彼らが誰かは明かされていない。
作者がキャラクターデザインを担当した『新選組群狼伝』に登場する近藤と土方は、本作品のデザインが流用されている。この二人はOVA追憶編にも登場。
- 斎藤一と永倉新八については、それぞれ#主要人物と#『北海道編』の主要人物を参照。

近藤勇（こんどう いさみ）
声 - 高橋広司
『新選組群狼伝』でも同じデザイン。
- 『剣心皆伝』での再筆：多少髪が逆立ったデザインに。現実と理想の間で悩みながらも己の士道を貫く。威圧的な風貌から若手隊士に怖がられているのが少し寂しい。

土方歳三（ひじかた としぞう）
声 - 小山力也
『北海道編』で五稜郭に籠城していたときの洋装の写真が登場。剣心とも一対一で戦ったことがあり、「剣腕はさほどではないが、すこぶる戦巧者で一番相手にしたくなかった嫌な男」と評されている。『新選組群狼伝』でも同じデザイン。
- 『剣心皆伝』での再筆：髪型はあまり変わっていないが、目付きが鋭くなり、顔も細くなった。現実と理想の違いを受け入れ、近藤に士道を貫かせようとする。沖田以外の人間が自分に懐くのが嫌いらしい。

沖田総司（おきた そうし）
声 - 日比野朱里（旧・小粥よう子） / 保志総一朗 / 松野太紀（PS維新激闘編）
演 映 - 村上虹郎（第5作）
新選組一番隊組長。一人称は「僕」。新選組最強といわれた天才剣士で、かつて剣心と幾度となく死闘を繰り広げた。本編初登場では人斬り抜刀斎と激突しようとしているところを、斎藤に肺の病を見抜かれ引き下がった。
『PS2炎上!京都輪廻』の斎藤編シナリオでは原作では描かれることのなかった沖田の苦悩が描かれた。このゲームでは本編における斎藤の台詞「無論、死ぬまで」は病に苦しみながらも死ぬまで剣に生きたいと願う沖田の台詞でもあり、斎藤編シナリオ全体を通してのテーマとなっている。沖田のその悲壮な願いはゲーム中で叶うこととなる。
原作およびテレビアニメ第1作と、OVA版とでデザインが異なる。作中数コマしか登場しなかったが人気投票で7位に入った。OVA追憶編では史実にもある池田屋事件や、抜刀斎との戦いでその剣才を披露している。
- 『剣心皆伝』での再筆：髪が多少長めに。笑いながら人を斬れる一種の人格破綻者という設定に。趣味は襟巻き収集で抜刀斎が付けているものが欲しいらしい。再筆版では刃衛の元上司である。

原田左之助（はらだ さのすけ）
新選組十番隊組長。槍の名手で、一本気な人柄が当時から人気が高く、戦死後も存命し大陸へ渡って馬賊になったという伝説も存在する（このモチーフは『春に桜』における左之助の後日談に引用されている）。刀を持っているが本人は剣客ではないと言い、不意打ちや横槍を入れるなどの戦場の流儀に則った戦いを行なっている。
近藤や永倉や斎藤らと同じく試衛館道場の頃からの仲であり、永倉のあだ名を「ガムシン」と名付けた張本人である。油小路の辻では、斎藤と永倉対服部の戦いに介入して服部の肩に傷を負わせると共に服部討伐の一端をに成った。
- 『剣心皆伝』での再筆：元のデザインから大幅に変更が加えられ、「隊服を着ていないとヤクザにしか見えない」デザインに。喧嘩と博打と人情が好き。

阿部十郎（あべ じゅうろう）
『北海道編』に登場。史実通り伊東甲子太郎が新選組を割った際、御陵衛士につき、油小路の変でも新選組と激闘。
その後は官軍兵士として戦い、維新後は農商務省の役人として北海道に勤務。
劍客兵器による札幌の要人暗殺が続いている際、斎藤と永倉が提案した囮捜査に自ら囮役として志願するが、その理由は『新選組が敗れ消滅した実感がわかないので、劍客兵器によって新選組が負ける姿を自らみたい。それが最強とうたわれた斎藤と永倉ならなおさら』というものだった。内通者の候補の1人として上がったが、阿部の行動を見ていた栄次からは、「へそ曲がりな人物だが、悪人ではないと」と内通者の可能性を否定した。
斎藤や永倉よりも年上であり、年齢にうるさい皮肉屋で、常にリンゴを持ち歩いてはかじっている。
新選組時代は砲術方を担っていたため、現在では速度×距離=威力の林檎の園で会得した弾丸の極意を使用した、回転式拳銃を高速装填しながら近接戦闘を行うという、現代で言うところのガンカタによる戦いを身に着けており、斎藤や永倉も驚くほどの実力を見せつけ、弾丸を防ぎきれなかった雹辺に苦悶の声を上げさせるほどの力量に達している。
しかし雹辺の透明血裏面死装束により劣勢に立たされ、永倉・斎藤に助けられる形となるが、最終的には奥の手として用意していたフィストピストルで雹辺の手を撃ち抜いた後は弾切れだからと勝ちを斎藤たちに譲ることになった。
その後は退官し、リンゴに専念することを決め阿部七号をはじめとするリンゴ栽培に尽力するようになる。

加納鷲雄（かのう わしお）
『北海道編』に登場。史実通り伊東甲子太郎が新選組を割った際、御陵衛士につき、油小路の変でも新選組と激闘。
また流山で偽名を使っていた近藤の正体を見破り、彼を捕縛・斬首に至らしめた。そのことは成り行き上仕方なかったと後悔しており、永倉と再会した際には謝罪しているが何かと一言多い性格で、余計なことを言っては威圧されてビビっている。
維新後は阿部同様、農商務省の役人として北海道に勤務。
斬った張ったが嫌いな臆病な人物だが、腐れ縁として阿部のことを永倉に頼む度量はある。永倉から劍客兵器と内通している内通者に関して聞かれた際には、役人の夜の飲み歩きなどの私事に関しては流石に把握しきれないとのことで内通者はいないだろうと返答している。

前野五郎（まえの ごろう）
『北海道編』に登場。史実通り、永倉が近藤とたもとを分かった後、平隊士として永倉に同行。
その後は北海道にて役人向けの遊女屋（史実では建設作業員向け）を経営し、札幌で指を数える富豪となる。
一見人格者だが、その裏で剣才がからきしな自分にコンプレックスを抱いており、そのことを思い出させる京都・札幌を非常に嫌う。
そしてひそかに雹辺に内通し、役人たちの動向を漏らしていた。
事件終息後に永倉に発覚し、逮捕されることも覚悟していたが、永倉は生きて償うよう激励し、その場を去っていった。
その後は史実通り、明治24年に漁場組合を設立するものの、翌春択捉島で、小銃の暴発事故で即死する。

藤堂平助（とうどう へいすけ）
『北海道編』の回想に登場。沖田同様、長い髪を後頭部で束ねたあどけない美少年として描かれているが、池田屋事変で負った傷が描かれていない。
史実通り伊東甲子太郎が新選組を割った際、御陵衛士につき、油小路の変でも新選組と激闘。
試衛館時代からの仲間であった永倉は藤堂を助けようとするが、最終的には平隊士たちに致命傷を負わされる。その際、新選組が定めた掟によって多くの同志を殺したことへの批判と、やがて新選組が御陵衛士同様敗北することを予言して、今の新選組は嫌いだが、新選組が負ける姿を見たくないからと言い息絶えた。

服部武雄（はっとり たけお）
『北海道編』の回想に登場。黒目がちな瞳と、逆立った髪を持つ筋骨隆々とした男。
剣術指南役かつ二刀流の剣客で、並の平隊士では多数でもかなわない技量の持ち主。
史実通り伊東甲子太郎が新選組を割った際、御陵衛士につき、油小路の変でも新選組と激闘。
油小路の変で斎藤・永倉と激突し、彼ら2人をら同時に互角以上の戦いを繰り広げるも、最終的には原田も加わって致命傷を負わされる。
死ぬ今わの際、斎藤に『悪・即・斬』の意味と『自身が斬った相手が悪であったか』を問いかけ、その答えを楽しみにしていると言い、死んでいった。

武田観柳斎（たけだ かんりゅうさい）
新選組五番隊組長。
井上源三郎（いのうえ げんざぶろう）、山崎烝（やまざき すすむ）、島田魁（しまだ かい）
上記メンバーほど個別の描写は少ない。
加納惣三郎（かのう そうざぶろう）
演 宝 - 望海風斗 / 諏訪さき、（松） - 松岡充
ミュージカル版のみ登場。
池田小三郎（いけだ こさぶろう）
演 宝 - 永久輝せあ、（松） - 上山竜治
ミュージカル版のみ登場。

### 長州派維新志士
桂小五郎（かつら こごろう）
声 - 鈴村健一（テレビアニメ第2作） / 関智一（OVA版）
演 映 - 宮川一朗太（第1作）、高橋一生（第5作）、宝 - 蓮城まこと / 彩波けいと、松 - 三浦涼介
身長174cm、体重64kg。1833年（天保4年）8月11日生まれ。山口県（萩）出身。獅子座、血液型AB。特技：人材抜擢。尊敬する人物：吉田松陰。好きな人物：幾松。一人称は「私」。人斬り時代の、剣心の上役である長州派維新志士で、維新三傑の一人（後の木戸孝允）。奇兵隊に入隊した剣心を見出し、人斬りに任命した。本人も坂本龍馬以外には負け知らずの剣の達人だが、剣心を人斬りにした引き換えに、自らは長州派志士の御輿として徹底して血に汚れまいと戒め、それ以来刀を抜くことはなかった。
作中では冷静で理知的、剣心たち志士の同士には気さくに接する、悠然たるリーダーという人物として描かれていた。剣心からも大きな信望を寄せられていた。剣心の運命を大きく変えることを予見しながらも人斬りの仕事を担わせたり、裏切り者（飯塚）を志々雄を使って容赦なく処刑し、巴を失って失意の底にある剣心に京都で新選組などから志士たちを守る「遊撃剣士」となることを要請するなど、志士の指導者として非情な決断を下す一面もある。
人斬りを続けるうちに精神的に病んでいく剣心のことを誰よりも気にかけ、高杉の予見どおりの結果となり、剣心を人斬りにしたことを悔いた。
巴に剣心と夫婦になることを薦めた人物。OVAでは巴に「緋村という刀の鞘になって欲しい」と頼む場面もある。
劇場版でも回想場面で登場し、坂本竜馬と西郷隆盛も一緒に登場した。
- 『剣心皆伝』の再筆：全体的に鋭角的にリファインされ、かなり神経質そうな印象に。

幾松（いくまつ）
声 - 薛宏美
桂の恋人（後の妻・木戸松子）。原作では桂や高杉が名前を上げるだけだが、OVAで登場した。
高杉晋作（たかすぎ しんさく）
声 - 高木渉
演 映 - 安藤政信（第5作）
身長165cm、体重51kg。1839年（天保10年）9月27日生まれ。山口県（萩）出身。天秤座、血液型B。趣味：三味線。特技：戦争指揮。長州派維新志士で、氏素性に関係のなく有望な兵士を集めた奇兵隊を創設した実力主義者。その徴募の場で、桂と共に剣心を見出す。桂が剣心に人斬りとなることを依頼している横で、高杉は三味線を弾きながら黙って同席していた。わずか14歳の剣心を人斬りにすることには高杉も了承したものの、後の剣心の運命を予見し、桂には「人ひとりの人生を狂わす代償として、今後何があっても2度と刀は抜くな」と釘を刺す。
作中では脱藩を理由に、長州で幽閉されているところが描かれている。そのころには持病の結核がかなり進行していたが、その豪快かつ破天荒なまでの意気はまったく衰えていなかった。会いに来た山県に対しては、「たかが2回の脱藩」と言ってのけ、そんなことくらいで入れられた座敷牢などで自分は終わらないと豪語する。そして、自由の身になった後は奇兵隊を率いて維新回天の原動力のひとつとなる。また剣心と巴が祝言を上げたことにも喝采し、獄中からエールを送る。OVA版では、エンドロールにて結核の身を押して第二次長州征伐に参陣し、関門海峡の戦況を見つめながら陣中で吐血。意識を失い落馬する。
- 『剣心皆伝』の再筆：よりやんちゃな印象を受ける悪ガキ風のデザインに。

### 再筆のみの人物
『剣心皆伝』の再筆にのみ姿が描かれた人物たち。
中村半次郎（なかむら はんじろう）
幕末四大人斬りの一人。眼鏡をかけており、文武両道を地で行く骨太のインテリ。薩摩藩最強の実力者だが、西郷や大久保の命令がなければ虫一匹殺さないといわれる。
岡田以蔵（おかだ いぞう）
幕末四大人斬りの一人で、ロングヘアの不気味な男性。人を斬りすぎて人間の域を超えており、時間移動のように空間に溶け込み、闇から現れる。龍馬にのみ心を開く。
田中新兵衛（たなか しんべえ）
幕末四大人斬りの一人。酒を飲むとすぐに顔が赤くなるが、飲めば飲むほど強くなる酒天の剣客。しかし、飲酒が原因で身を持ち崩すことが示唆されている。
河上彦斎（かわかみ げんさい）
幕末四大人斬りの一人。中性的な風貌や技の性質からよく抜刀斎と混同されており、両者共に迷惑がっている。そのため、互いに一度会って話を付けようと考えている。なお、河上の人物像は剣心のモデルとなっている。
久坂玄瑞（くさか げんずい）
桂・高杉と並ぶ長州三傑の一人。理想に燃える直情型の青年で、その若さから抜刀斎と気が合う。

## 東京編の人物
多くが初期に登場する人物。
- 山県有朋、相楽総三については、#実在の人物を参照。

宇治木（うじき）
声 - 宮本充 / 駒田航 / 子安武人（CDブック版）
警部補。剣客警官隊の隊長で示現流の使い手。CDブック版での下の名前は「よしたか」。薩摩出身でエリート意識が強く、帯刀を許可されていない下級警官や一般市民を見下すなど、正義感の欠片もない傲慢で冷酷な人物。元維新志士であるため署長が強気に出られないのをいいことに乱暴狼藉を働いている。剣心に抜刀させるため薫の衣服を斬って辱めようとしたり、横暴を咎めた町民を逮捕、惨殺しようとするなどして剣心を挑発し、正当防衛のかたちで斬ろうとするも、部下を一蹴され自身も完敗する。原作では、この一件が原因で剣客警官隊は解散させられる。アニメ第1作では横暴さが強調され、民間人3人（1人は万引き犯、残り2人は万引き犯を庇った店主とその娘）や自分たちに楯ついてきた弥彦を見せしめとして処刑しようとする。剣心に敗北後は、一部始終を見ていた山県有朋によって部下ともども処罰される。
ノベルス版1巻の『左之助と錦絵』にも再登場し、染谷と結託して武装蜂起を画策するが、たくらみに気づいた剣心との再戦で2度目の敗北を喫する。
我介（がすけ）
声 - 飛田展男 / 柳田淳一
演 宝 - 桜路薫、松 - 鮫島拓馬
極道「関東集英組」（かんとうしゅうえいぐみ）所属で、「人斬り我介」と恐れられるやくざ者。組内では兄貴分の地位にあるらしく、舎弟たちからは「さん」付けで呼ばれている。弥彦がスリで稼いだ上納金の回収をしていたが、「もうスリはしない」と拒否されたことで激怒。弥彦の両親の境遇を罵ったたため股間を噛まれたのち、剣心が弥彦の救出に組に殴りこんだとき、戸板の下敷きになったうえ、刀で吹き飛ばされた余波で頭を天井に突っ込まされて敗れる。
アニメ第1作では原作で見せたような凶暴性はなく、狡猾な性格が強調されている。弥彦救出のために薫が屋敷に乗り込んできた時はインチキ賭博の勝負で飼い殺しにしようとしたが弥彦の離反で失敗。完全に改心した弥彦に、孤児となったのを機に嘘の借金で縛りつけスリを働かせていたことを明かす。このときの薫と戦では実力差で一方的に打ちのめすが、次戦では原作と同じかたちで剣心に敗れる。
多西（たにし）
声 - 坂口芳貞 / 宇垣秀成 / 江川央生（CDブック版）
関東集英組の親分。元士族ながら基本的に小物で、プライドはあまりない。殴りこんできた剣心の本物の人斬りの眼に萎縮し引き下がり、弥彦を連れて行かせる。
佐藤（さとう）、平（ひら）
声 - 柳晃平（佐藤）、井上雄貴（平）（テレビアニメ第2作）
以前は神谷活心流門下生であったが、比留間兄弟による辻斬り騒動に臆して道場を辞めた。酒に酔って「菱卍愚連隊」と悶着を起こし、相手ひとりの腕を折ったため追い回され、薫に助けを求めて道場に駆け込むも、先にけんかを売ったのが自身たちであることを弥彦に看破される。剣心から「もう剣は捨てるべきだ」と諭され申し訳なさそうに薫の前から立ち去る。
アニメ第1作では下の名前が追加されて1話から登場しており、もうひとりのオリジナルキャラクターを加えた3人の門下生だったが、「辻斬り」騒動で友人や親族から咎められ、重圧に耐えられず薫に別れを告げて立ち去る（後述）。
蜂須賀（はちすか）
声 - 竹村拓 / 檜山修之 /  石井康嗣（CDブック版）
「菱卍愚連隊（ひしまんじぐれんたい）」隊長。左耳にピアスを付けている。仲間の腕を折った佐藤・平を追いかけ神谷道場に押し寄せる。木砲を使うがあっさりと破った剣心に恐れをなし仲間とともに撤退する。アニメ第2作では、原作で登場する左之助にけんかでやられる男の役割を担っており、撤退後のいら立ちを左之助にぶつけようとするが、原作の男同様左之助に叩きのめされる。助平な性格で薫が「仕返しは全て引き受ける」と身代わりを申し出た途端、好色な笑みを浮かべる。
アニメ第1作の第14話ではインチキ祈祷師・雷光と結託。人前で子分に病人の演技をさせて雷光の祈祷で治ったように見せかけることで評判を上げ、多くの患者たちから金をせしめていた。仮病を演じながら恵に声をかけ、本心を見抜かれて無視されるが、これを利用して偽医者の汚名を着せ、恵の評判を下げて患者から法外な料金を騙し盗ろうとする。いずれは全ての医者の信用をなくし患者を一手に引き受け大もうけをするという計画だったが、左之助と弥彦、恵らが殴りこんだことで計画は頓挫。最後は原作通り木砲を持ち出して3人に襲い掛かるが剣心に敗れて雷光の屋敷に激突しする。
谷十三郎（たに じゅうさんろう）
声 - 北村弘一 / 間宮康弘 / 西村知道（CDブック版）
元薩摩藩維新志士で、「陸軍省にその人あり」と呼ばれる高級役人。「剣林弾雨の中、戊辰戦争などで活躍した」と自称しているが、実際は本人はほとんど何もせず、抜刀斎（剣心）に守られながらおびえていたらしい。刃衛から斬奸状を送られて殺されかけるも、剣心と左之助の活躍により助けられる。その後、甥であるやくざの不動沢が長野の宿場を乗っ取る際に協力するが、左之助によりやくざが全滅させられたうえ、自身も重傷を負わされ病院のベッドで「惡怖い」とうわ言を吐く。丸々肥えた体型から、左之助からは「ブタまんじゅう」と称される（アニメ第1作では呼ばれていない）。
アニメ第1作ではほとんど台詞がなく、原作であった剣心とのやり取り・知り合いの描写もなく、刃衛の登場に動揺した際に左之助にかかと落としされて突っ込まれたりもしていない。アニメ第2作では、左之助に背後から後襟を掴まれて椅子に投げ飛ばされる描写に変更されている。CDブック版では、かかと落としこそないものの原作同様突っ込まれてはいる。
長岡幹雄（ながおか みきお）
声 - 藤原啓治 / 水中雅章
元旗本だった士族。自称・甲元一刀流（実在の甲源一刀流とは読みが同じなだけで無関係）目録の腕前を誇る。赤べこに強盗に押し入るため、町のチンピラを雇ったり、元家臣の娘である燕に無理矢理協力させたりした。強盗決行日、弥彦に倒され、手下たちは剣心たちの迫力に臆して逃亡したため計画は破綻する。作中で弥彦が実力で倒した最初の敵であり、彼の成長に大きく貢献するかたちとなる。長岡の没デザインは、作者いわく「ワイルドでかっこよすぎる」「悪役にはもったいない」とのことから高杉晋作に流用された。
ノベルス版では父親が抜刀斎に恨みをもっていた。
アニメ第1作では対決までの経緯はほぼ同じだが決着が原作と違っており、「浮き足落とし」は使わず弥彦の竹刀を切り落とし刺殺しようとするが、燕の声援で闘志を取り戻した弥彦に躱され、振り向きざまに一撃を見舞うが手下が使っていた木刀で一瞬早く打ち込まれ敗北する。
- 完全版第22巻の再筆：チンピラっぽくリデザイン。

技
浮き足落とし（うきあしおとし）
刀で相手の足を切り払う。

### 左之助の友人および舎弟
月岡津南（つきおか つなん）
声 - 家中宏（少年時代 - 又村奈緒美） / 梅原裕一郎（少年時代 - 伊瀬茉莉也）
身長171cm、体重60kg。1860年（安政7年）1月生まれ。長野県出身。水瓶座、血液型A。特技：錦絵・火薬調合。かつては左之助と同じ赤報隊に所属していた親友で、維新後は東京のドブ板長屋に住む人気絵師。一人称は「俺」。本名は克浩（かつひろ）で、左之助からは「克」の愛称で呼ばれる。描いた作品は多くの売り上げを記録しているが、隊長・相楽総三への敬愛から、ニセ官軍と罵られようと彼の絵を描きつづけていた。赤報隊時代から手先が器用で火器や爆薬の取り扱いに長けており、総三を処刑した明治政府への復讐のために、画業の傍らで高威力の炸裂弾を10年かけて密造していた。左之助を誘って内務省官邸へのテロ活動を実行するが、剣心の妨害で計画を潰され、最初から失敗を見抜いていた左之助の一撃で昏倒させられる。自分を裏切った左之助を糾弾し計画を再開しようとするが、「それじゃあ本物のニセ官軍になっちまう」と諭され、今度は新聞屋となって言論の力で政府と戦う道を選ぶ。京都編では左之助の旅費を工面し、新型の炸裂弾を護身用として託し、この炸裂弾が煉獄を破壊することになる。志々雄一派のことも知っていた。情に厚い一面を持つものの、根暗な性格であるため、左之助以外に友達がおらず、左之助と10年ぶりに再会するまでは笑顔を見せたこともなかったと語っていた。
アニメ第1作では改心するまでの経緯が異なっており、剣心と命をかけてやり合う左之助を見捨てられず計画よりも友情をとり、内務省から撤退。左之助を重体にした剣心を怨み「お前も明治政府の犠牲者だ」と罵倒するが微笑を返され呆然となる。そして気絶していた左之助が「ありがとうよ剣心。これで本物のニセ官軍にならずに済んだ」と独白したのを聞き、改心。自分の手で炸裂弾を処分するシーンが描かれた。そして自発的に絵草紙新報を始め政府の非道を正すことを志した。終盤の「風水編」で再登場を果たし、水一族の陣を左之助と共に破り、北斗の陣の布陣や一般市民および元老院の避難指示をするなど中々の活躍を見せた他、川路の警察官としての矜持に感心するシーンもあった。また、左之助からは本名ではなく津南と呼ばれていた。アニメ劇場版では左之助に時雨の情報を教えていた。
アニメ第2作では、剣心と左之助の初対決エピソードでは原作のその後の展開を踏まえて、原作では未登場だった赤報隊時代の回想シーンにて本名の「克浩」として登場。左之助に総三の処刑を知らせる。原作やアニメ第1作では炸裂弾は押入れに格納していたが、アニメ第2作では床下に格納していた。また、炸裂弾だけではなく、煙幕弾や閃光弾も作っていた。剣心との戦いでは原作と違い一発だけ爆発に成功させるがかわされていた。爆破計画失敗後は自身の切腹を持って総三の汚名を雪ごうとしたが、左之助との殴り合いで信念をぶつけ合って止められるシーンや殴り終わった後左之助におんぶされ左之助に原作で内務省で自身が左之助に殴られて気絶してから起きたあとに去り際に言われる台詞を間近に言われその後剣心が炸裂弾を穴埋め作業中一発だけ炸裂弾を着火させ上空に投げて花火のように爆発させるのを左之助と共に目撃するシーン、幼少期の左之助との殴り合いを思い出し総三に足を攻めるようアドバイスされ勝利し直後に「お前らしくやれ」と言われたのが頭によぎったためその言葉が起因となり新聞屋になるシーンが追加されている。
原作・アニメ第2作ではペイズリー柄の鉢巻をしているが、アニメ第1作では無地。
- 完全版22巻の再筆：ペイズリー柄のマフラーと水玉模様の着物を着ている。黒メガネで爆弾の閃光を遮断している。

飴売りの宵太（あめうりのよいた）
「恵編」導入部で名前のみ登場。博打好きで、左之助の友人。阿片の過剰使用で死亡した。
アニメ第1作ではセリフはないものの左之助たちの回想で登場した。さらに、多少彼の死についての説明が異なり、何者かに身体に良い薬と騙されて阿片を摂取し、気付いたときには手遅れだったということにされている。
銀次（ぎんじ）
声 - 森訓久 / 岡野友佑
左之助の友人。癋見の螺旋鏢で怪我をさせられる。アニメ第1作の『左之助と錦絵』編では左之助のために偽赤報隊に関わりのありそうな情報を伝える。
知（とも）
声 - 内藤玲 / 兼政郁人
左之助の友人。癋見の螺旋鏢で怪我をさせられる。アニメ第1作の『左之助と錦絵』編では左之助のために偽赤報隊に関わりのありそうな情報を伝えている（この時の描写から左之助が元赤報隊であることは知っている様子）。原作の知とアニメ版の知は顔が違う（アニメ版の知と同じ顔の人物も原作に登場しているのだが、螺旋鏢で射抜かれた2人と顔が違う）。
修（しゅう）
声 - 大野智敬（テレビアニメ第2作）
左之助の舎弟。知と銀次を病院に連れて行き、経過を左之助に伝えた。その後も何度か登場し、人誅編後に高飛びしようとする左之助に頼まれて神谷道場へ左之助の居場所を伝えに来た。アニメ第1作では、彼の登場場面はすべて知と銀次になっており、登場しない。

## 京都編の人物
- 志々雄真実と志々雄一派については、志々雄真実と志々雄一派を参照。
- 大久保利通、川路利良、山吉盛典、島田一郎については、#実在の人物を参照。

渋海（しぶみ）
声 - 池田勝 / 祐仙勇
元・維新志士にして元老院議官書記。立身出世のために裏で暗殺稼業を営んでいる。黒笠事件の黒幕でもある。剣心の暗殺を依頼され、暗殺者として雇った、今や歯牙ない飼い犬と思っている斎藤一を送り込むが失敗。この件に大久保利通が絡んでいることを知ると、斎藤に金を与えて大久保の弱味を掴み、あわよくば大久保を失脚させて内務卿の地位を乗っ取ろうと企てたが、そのような買収工作は斎藤には通用せず、そもそも斎藤が明治政府の下に就いているのは私欲に溺れる不正な役人たち（斎藤いわく「ダニ共」）を自らの手で始末するためであることを斎藤本人から教えられて斬殺された。
剣心の暗殺を依頼したのは井上馨ではないかと『剣心秘伝』で語られている。作者は「本筋に関係ないのでその辺りは描かなかった」と発言しており、明確な否定をしていない。
赤末有人（あかまつ あるんど）
声 - 中田和宏 / 竹内良太
渋海の暗殺組織に所属する、（自称）組織一の暗殺屋。口の両端と額の三ヶ所に裂けたような傷があり、その傷を紐で縫い合わせている異様な風貌の男で、鎖鎌を使い、腕には仕込分銅を仕込んでいる。自分の力に過剰な自信を持ち、出世欲も旺盛な自惚れ屋だが、相手が自分よりも強いと分かると途端に逃げ腰になる小心者でもある。剣心の暗殺を担当するはずだったが、斎藤が渋海に雇われてその役を取られたために斎藤を毛嫌いしていた。斎藤に騙される形で言いくるめられ、偽の手紙で剣心を待ち伏せし、剣心と闘うが敗れる。実力は常人レベル以上はあるものの、剣心にしてみれば「かませ犬」程度のレベルであり、斎藤にいたっては「かませ犬にもならない小者」と一蹴している。その彼を斎藤が炊きつけて剣心襲撃に利用したのは、今の剣心は流浪人すら失格と分からせるためであった。この件に大久保利通が絡んでいることを知ると、臆して上海に逃亡しようとするも、待ち構えていた斎藤に首を切断され絶命した。
初登場時渋海の近くに居たときは影が掛かっている状態で登場したが、アニメ第1作では初登場時衝立の後ろに隠れている状態で登場し影が掛かっていたが、アニメ第2作では初登場からくっきりと姿が見える状態で登場している。
三島栄次（みしま えいじ）
声 - 又村奈緒美 / 千葉翔也
演 - 田端瑛
新月村の少年。身長127cm、体重25kg。1867年（慶応2年）1月生まれ。静岡県（新月村）出身。水瓶座、血液型B。尊敬する人：三島栄一郎。一人称は「俺」。兄と両親が尖角に殺されたことを恨みに持ち、剣心に倒された尖角に止めを刺そうとするが、剣心に諭されて思い留まる。その後は斎藤の妻（時尾）の下に預けられた。『北海道編』において陸軍に入隊し軍務に就いていることが明らかとなっている。
- 完全版第22巻の再筆：本編とは完全に別のビジュアルで、編み笠と蓑を着用した少年。

三島栄一郎（みしま えいいちろう）
声 - 志賀克也 / 松風雅也
演 - 淵上泰史
栄次の兄。斎藤の部下で、警視庁の密偵として新月村に潜入するも、正体がばれ尖角やその配下の兵に襲撃される。剣心と操に新月村の救出を頼み力尽きて死亡。
時尾（ときお）
作中未登場。斎藤一の妻（史実）。栄次の保護を任された。夫いわく「出来た女」らしく、剣心や操いわく「（斎藤の奥さんを務めるなら）菩薩のような人（人格者）じゃなきゃ無理」。
アニメ第1作では、「菩薩（時尾）の膝元で横になる斎藤」というイメージ画が描かれていた。
新井赤空（あらい しゃっくう）
声 - 加藤忠可 / 中井和哉
演 - 中村達也
身長170cm、体重68kg。1827年（文政10年）5月生まれ。京都府出身。牡牛座、血液型B。特技：刀鍛冶。趣味：詠歌。幕末の刀工。数々の殺人奇剣を作り、張や志々雄など愛好者は多い。一人称は「俺」。人斬りを辞めた剣心に逆刃刀を授けた張本人。数々の殺人剣を作りつつも内心はそんな己の在り様に疑問と苦悩を抱いており、平和な時代を作ることに信念と理想を見出してひたすらに刀剣を打ち続けていた。明治3年（1870年）に他界。逆刃刀・真打の銘には「我を斬り 刃鍛えし 幾星霜 子に恨まれんとも 孫の世の為」と刻んでいた。
新井青空（あらい せいくう）
声 - 石川正明 / 広瀬裕也
演 - 渡辺大
赤空の息子で、彼の技術を継承した刀工。一人称は「僕」。廃刀令施行後は、包丁や鎌などの生活用具を作って暮らしている。殺人奇剣ばかり作っていた父を恨み、自分は二度と人を傷つけるような刀剣は作らないと心に誓っていたが、剣心との会話で刀剣の本当の真意を知り、そして父の最期の一振りに書かれた辞世の句ともとれる句を読んだことで誤解を悟る。そしていつか来る平和な時代への思いと共に逆刃刀・真打を剣心に託した。
新井梓（あらい あずさ）
声 - 本多知恵子 / 風間万裕子
演 - 西原亜希
青空の妻。生活用具を売る青空を支える。一人称は「私」。
新井伊織（あらい いおり）
声 - 松本美和 / 田中貴子
演 - 蓮沼誠希、細川愉楽多
青空と梓の息子で赤空の孫。張に人質とされる。デザインの参考としたのは、作者いわく「赤ちゃんを題材にした結構有名な少女漫画」。
ジャンプ編集部に寄せられるイラストではなぜか張とワンセットのものが多かったとのこと。
ちゃうちゃうがぁるず
声 - 河瀬茉希、朝日奈丸佳、高柳知葉（テレビアニメ第2作）
京都弁で「ちゃうちゃう」ばかり言っていた3人組の女性。蒼紫からの手紙を翁に届けたのもこの3人（原作のみ）。名称は原作でのみ使われた。アニメ第1作では、オリジナルエピソードでの操の想像（「今頃女の子のお尻追い回しているんじゃない?」というシーンで翁に追い回される）に登場。アニメ第2作では、京都大火の時に恵の診察を受け、彼女の手伝いをした。
霞（かすみ）、茜（あかね）、桜（さくら）
声 - 仲尾あづさ、並木のり子、湯浅香織
心太が人買いに買われた時、会った女性たち。彼女たちも人買いに買われていた。その後、野盗に殺される。自身の死と引き換えに心太に生きることを教えた。原作では名前と存在が語られたのみだがアニメ第1作では姿を見せている。
椿（つばき）、みかん、与平（よへえ）、吾郎（ごろう）、太助（たすけ）
声 - 平松晶子、西原久美子、濱本聡、川田妙子、赤土眞弓
戊辰戦争で親を亡くし、安慈のもとに預けられていた子供たち。みかんと与平の名前はアニメ第1作で登場した。
椿が5人の中で最年長であり、おもちゃを取り上げたりして吾郎をいじめる太助とすぐ泣く吾郎を同時に叱り、常に子供たちに甘い態度で接する安慈にも人を躾けるために怒ることの必要性を説いていた。
孤児たちは生活を圧迫されていた今の村長一派から白い目で見られており、特に椿は戊辰戦争で幕府側に与した前村長の娘であるため、目の仇にされていた。ある夜、安慈の外出中に廃仏毀釈にかこつけて寺に放火され焼死。これが原因で、安慈は明治政府を激しく憎み、敵対する者を容赦なく殺す破戒僧となって、後には志々雄一派に加わることとなった。
安慈の村の村長
声 - 石森達幸
安慈の十楽寺があった東北地方のとある村の村長。安慈と椿ら孤児を疎んでおり、辛く当たっていた。温厚だった安慈はそれでも恨み言ひとつ言わず、廃仏毀釈を機に子供たちを連れて北海道に引っ越そうとしていたが、雇っていたゴロツキに入れ知恵された村長は安慈の留守に寺に火を放たせ、驚いて駆けつけた安慈も闇討ちさせて始末しようとする。結果、安慈は生き残るが子供たちは焼死してしまった。数年後に安慈の復讐に遭い、ゴロツキ共々殺害され、村も壊滅させられる。
義右衛門（ぎえもん）、鶴（つる）、みつ、権蔵（ごんぞう）、八之助（やのすけ）
声 - 沢りつお、巴菁子、五条まい、藤原啓治、志賀克也
宗次郎を虐待していた米屋の一家。宗次郎の両親は、義右衛門の亡き父親とその愛人である。宗次郎を奴隷・ただの憂さ晴らしの道具としか見ておらず、虫けら同然の扱いをしていた。ある雨の夜、志々雄を匿った宗次郎を殺そうとするも、覚醒した彼によって義右衛門が斬首されたのを皮切りに、全員虐殺された。なお、宗次郎を引き取った理由はみついわく、世間体に関わるためとのこと。

## 人誅編の人物
人誅編はテレビでは放映されず、OVA『星霜編』で一部収録された（登場したのは雪代縁のみ）。
- 六人の同志と闇乃武については、それぞれ#六人の同志と闇乃武と雪代縁を参照。
- 追憶編（人誅編の途中にある剣心の回想／剣心が「人斬り抜刀斎」であった幕末時代の話（コミックス19-21巻およびOVA））の登場人物についても記述する。
- 桂小五郎、幾松、高杉晋作については、#長州派維新志士を参照。

### 雪代縁の血縁者
雪代巴（ゆきしろ ともえ） / 緋村巴（ひむら ともえ）
声 - 岩男潤子（OVA『追憶編』）
演 映 - 渡辺菜月（第1作）、有村架純（第4・5作）、宝 - 星乃あんり / 星南のぞみ、松 - 松村沙瑛子
身長161cm。体重44kg。1846年（弘化3年）9月生まれ。東京府出身。天秤座、血液型AB。特技：家事（特に料理）。一人称は「私」。縁の姉。
剣心が「人斬り」をしていた時の妻。髪油（白梅香）を愛用。
許婚である清里を殺害した抜刀斎に復讐するため、幕府方の間者として抜刀斎に接近する。しかし、抜刀斎と共に暮らす中で彼への愛情を感じ始め、愛と憎しみの間で苦悩する。その後、抜刀斎とお互いの過去を打ち明けたことで心を開き、復讐心を捨て、彼を守りたいと願う。
1864年（元治元年）年末、闇乃武メンバーに半ば騙される形で囚われてしまうが、自分を取り返すべく辰巳と闘う抜刀斎を見て、彼の命を守るために身を投げ出し、彼の前に立ちはだかり斬殺される。この時、彼女の持っていた短刀が抜刀斎の頬に傷を付けた。その後は、京都の或る寺に埋葬されている。
美人な反面、無口かつ無表情で考えが読みにくく、笑うのが苦手。その一方で子供好き。毎日日記をつけていた。
作中、剣心に対して一度も面と向かって名前を呼ばず、「あなた」と呼んでいた。基本的に女性を尊称で呼ぶ剣心が唯一呼び捨てで呼んでいる女性。
『剣心皆伝』初版に付属している「月刊和月」で薫と競演しているのだが、薫とは仲がいい様子。
人誅編および追憶編に登場する人物の中では、唯一テレビアニメ第1作の主題歌（1/3の純情な感情）にも登場した。
- 完全版16巻の再筆：装いが「雪」を強くイメージしたものとなり、瞳の色がハイライトなしの黒になった他は、デザインにそれほど変化はない。抜刀斎に傷を負わせた小刀は家伝の懐刀という設定。寒がり、ビブリオマニア（本好き）という設定が追加されている。
- 実写映画版：第1作目では後ろ姿がワンシーンのみ登場していた。第4作『The Final』と第5作『The Beginning』にて正式に初登場となる。

オイボレ
本名不詳。身長157cm、体重58kg。1820年（文政3年）1月生まれ。山羊座、血液型O。趣味：人と話すこと。好きな唄：ええじゃないか。一人称は「ワシ」。落人群の主のような存在の老人。お人善しで通っていて、何かと落人群に身を落とした剣心に気を遣う。元武士で、実は雪代姉弟（巴と縁）の父親。剣心が巴の夫であったことを知っているが、縁とは逆に剣心を全く恨んでおらず、「娘が愛した夫」という理由で剣心の復活の手助けをした。
娘いわく、「文武はからっきしだが、分け隔てなく接する優しさから、周りから無類の好感を抱かれていた」とのことであり、実際に落人群でも周りから親しまれていた。
剣心が落人群を去った後、自身は京都の落人群に移り住み、そこで流れ着いた縁と出会う。お互いの正体に気付いているような口ぶりであったが、二人とも詳しく言及していない。作者によれば、少なくとも初対面の時点ではお互い親子とは気づいていない。
人物像のモチーフは大石真の児童文学『さあゆけ!ロボット』に登場する粉ミルクの空き缶。
- 完全版第22巻の再筆：長い眉毛と髭が特徴。裸体の上に花丸マークのマントと帽子を着用しており、木の枝の杖を持った常識人らしさを排除したデザイン。

### その他の人物
片貝（かたかい）
声 - 星野充昭
長州派維新志士で、桂の側近。禁門の変後の隠遁生活中、不審な行動を見せた飯塚を追跡して「闇乃武」のアジトでの会話を聞き、飯塚が内通者であることを悟った後、そのことを抜刀斎に伝えに行こうとして無名異に捕まり、中条の暗器により殺害された（OVAではそのまま無名異に顔を切り裂かれて殺される）。
清里明良（きよさと あきら）
声 - 岩永哲哉（OVA『追憶編』）
演 - 窪田正孝
京都見廻組の一員。御家人の次男。幼馴染（巴）との祝言を1ヵ月後に控えた1864年（元治元年）4月の夜、抜刀斎に殺され、彼の死を発端に巴は復讐のため利用されることとなった。剣の腕前は大したことはないものの（後に巴も「文武はからきし」と述べている）、執念から死ぬ直前に抜刀斎の左頬に傷を負わせた。「生きる意志は何より強い」ことを抜刀斎に命がけで伝えた最初の人物。巴いわく、（先述した）文武は無いが人柄が良く、周りから好かれる性分は、巴と縁の父親に似ているらしい。しかし、巴は幸せに感じていたものの、不器用な巴からは幸せが感じられないものがあったらしく、出世して誇れるようになってから、祝言したいとのことが見廻組に入った理由のひとつであった。なお、縁からは剣心ほどではないものの、巴との関係を快く思われていなかった模様で結婚のことで食って掛かったとのこと（ただし、巴の敵討ちに同意をしていることから、幾分の情愛はあったようである）。
重倉十兵衛（しげくら じゅうべえ）
声 - 鶴岡聡
京都所司代。長州派維新志士から暗殺対象に挙げられ、抜刀斎に斬殺される。護衛役の清里の祝言を心から喜び、動乱の時代に幸せになることを悩む清里を優しく諭す好人物であった。OVAでは本来護衛役であるはずの清里を「お前は死んではならない」と逃がすために抜刀斎に立ち向かう。巴とも面識があった様子。なお架空の人物であり、史実では1864年（元治元年）4月初めごろの京都所司代は稲葉正邦である。
石地（いしじ）
声 - 森訓久（OVA『追憶編』）
京都見廻組の一員。重倉の護衛として抜刀斎の前に立ち塞がるが、斬殺される。
女将
声 - 尾小平志津香
長州派維新志士が滞在している料亭「小萩屋（こはぎや）」の女将。抜刀斎が連れてきた巴を雇って働かせた。原作ではそれなりの老婆で、気を失った巴を連れ帰ってきた抜刀斎に不審な目を向けたくらいでほとんど出番がなかったが、OVAでは大幅に出番が増え、原作に比べるとかなり若い風貌。また、巴を雇った際に抜刀斎のことを気にかけていたようである。
新市小三郎（しんいち こさぶろう）
五等巡査。新米で武力もないが警察官としての矜持は強く、街で暴れる鯨波の侵攻を阻止するために弥彦や四人の同僚と共に死力を尽くし、弥彦の優れた素質も認めていた。鯨波を倒した剣心に憧れ、剣心を「緋村先生」と呼んで慕う。その後、神谷道場の門下生となる。
隈（くま）
落人群に住んでいる男性で、負傷した右目に包帯を巻いている。オイボレとは持ちつ持たれつの間柄。別れた妻子がおり、剣心を探して落人群を訪れた燕を見て家族のことを思い出していた。
不動沢（ふどうさわ）
原作終盤の左之助を主人公としたストーリーに登場。一人称は「ワシ」。長野の宿場一帯を支配するヤクザ。元は力士で、親方に暴行を加えたために辞める。宿場の養蚕業の独占を狙い、200人の部下を従え、一番の反対者である上下ェ門を倒そうと画策する。左之助が子分と諍いを起こした際に姿を見せ、その腕前に目をつけ上下ェ門の討伐を依頼する。上下ェ門の正体を知らなかったため引き受けた左之助だったが、親子であったことから反旗を翻され依頼は破棄。最終手段として自ら子分のヤクザを率いて打って出るも左之助一人に全滅させられた。左之助との対決時には必殺技「鬼倒し」を見舞うが、鬼すら軽々と踏み砕く明王の化身と互角に渡りあった左之助にそんなものが通用するわけがなく終始圧倒され敗北した。この戦いから左之助はヒントを得て、「二重の極み」の負荷を片手にも掛けることで欠点を克服している。左之助に「Mッパゲ」と呼ばれている。谷十三郎は叔父（叔父貴と呼んでおり関係も良好の様子）。
技
鬼倒し（おにだおし）
岩に跡を残すほどの強烈な張り手。力士時代は何人もの力士の顔面を潰したが、打たれ強い左之助には全く通用しなかった。

## 横浜編（第零幕）の人物
『特筆版 -上巻-』に収録された追加パートで、剣心が東京に到着する5日前、つまり第一幕よりも過去のエピソードに登場する人物。
朝日山男吉（あさひやま だんきち）
声 - 前野智昭（テレビアニメ第2作）
『第零幕』における狂言回し。横浜の外国人居留地で俥屋（人力車の車夫）を営んでいる快活な青年。通称「俥屋の男吉」。外国人居留地の実情を知りつくしており、自身の恩人であるエルダーの最大の理解者のひとりでもある。一瞬で複数の人間を殴り倒すなど、けんかも強い。
エルダー＝ピーベリー
声 - 伊藤かな恵（テレビアニメ第2作）
外国人居留地に在住する流浪の若い女性西洋人医師。19世紀当時の男尊女卑の風潮から女性の仕事は信頼されていなかったため、仮面に高帽子（シルクハット）と黒装束を纏い、底上げ靴で身長を伸ばし、声色と仕草を操って男性になりすましていた。素顔は華奢な美女で、起伏の少ない体型のため男性を演じるには都合がいいと語るものの、本人はそれにコンプレックスを抱いている。終盤で剣心に医師としての立場からアドバイスを送り、剣心が神谷道場に逗留するきっかけを作る。
石津泥庵（いしづ でいあん）
声 - 楠見尚己（テレビアニメ第2作）
横浜を根城とする悪徳医師。西洋の御偉い方と金持ちしか診察せず、「払わざるもの生きるべからず」と言い放つなど、自尊心が過剰に強く傲慢な性格。しかも近隣でほかの医師が医療活動をすると「自分の医療の希少価値が下がる」との理由で妨害する。実は裏で町中に天然痘をばらまいて患者を作り、治療費をせしめていた。しかし、最終的にそれが公になり、男吉に殴り倒されて警察に逮捕される。
エスピラール＝ロタシオン
声 - 三木眞一郎（テレビアニメ第2作）
石津が対剣心用に雇った西洋人の暗殺者。螺旋状に鍛えた刀身をドリルのように突き込むデストルニジャドールサーベル術の使い手。ギャラが非常に高額なことで有名らしい。名前の「エスピラール」はスペイン語で「螺旋」、名字の「ロタシオン」は「回転」という意味。走行中の馬車を一撃で粉砕する威力の突きで剣心を攻めるが、飛天御剣流の速さに対応できずに龍槌閃で一蹴される。その後、泥庵と結託していた西洋人の商人ともども自国にて裁きを受けることとなる。
アニメ第2作では純粋な悪人というわけではなく、剣心を誘き出すためにエルダーを人質にしたことを詫びたり、原作での泥庵が投げた天然痘菌入りの瓶をエルダーがキャッチする場面では、「これ以上私の敗北に泥を塗るな！」とみずからキャッチして阻止する場面に変更されている。その後は、剣心に感化されて愛剣の形状を変え、異国に旅立とうとするエルダーの護衛役を買って出る。

## 炎を統べる（裏幕）の人物
華火（はなび）
新吉原の遊郭「赤猫楼（あかねころう）」で働く新造で、華焔（駒形由美）の妹分。吉原の苦界に身を置きながらも、それを感じさせないゆるい雰囲気の少女。由美とともに、赤猫楼に逗留中の志々雄たちの世話役を務める。華火にとっては貧しい村での生活より遊女としての生活の方が幸せだった。船が好きな理由は売られるときに乗って来たから。裁縫が下手で、方治の背広のボタンを直そうとするも、却って不細工な仕上げにしてしまう。一ヶ瀬が由美の身請け手続きに訪れた際、三ッ原の上着を繕おうとして偶然裏ポケットに入っていた「煉獄」の錦絵（一ヶ瀬が津南に依頼して描かせたもの）を見てしまい、口封じのために斬殺される。その遺体には繕う予定だった三ッ原の軍服のボタンが握られていたため、方冶は「軍服にボタンがない男が華火を殺した下手人」と推測して十本刀急襲の際に三ッ原を狙うことになる。
「弘原海鮫兵団」壊滅後は、あかりとかがりが預けられた寺で人並みに弔われた。また、方冶の背広のボタンは華火の死を悼んだ方冶の意思により、「これはもう取り替えることができない」とそのままにしてある。
あかり、かがり
赤猫楼で働く双子の禿で、華火と同じく由美の妹分。明治維新後の生まれで、その境遇を不憫に思った由美に可愛がられていた。遊び相手をしてくれる宗次郎になついていて「宗ちゃん」と呼んでいるが無愛想な志々雄のことは嫌っている。のちに鮫男たちによる華火惨殺の場に居合わせてしまい「市松の生き人形」として交渉相手（縁）への手土産として誘拐されるが十本刀急襲の際に安慈に救出される。その後は由美から身請け台の大金と共に近くの寺に預けられる。幸運にも苦界から出られたが、幼い二人はただ由美がどこかに行ったと悲しみ泣く。
一ヶ瀬鮫男（いちがせ さめお）
とある有力な大網元の倅で、その豊富な財力で結成した軍属集団「弘原海鮫兵団（わだつみこうへいだん）」の団長。容姿端麗で、軍服の上に波飛沫が刺繍された片掛けの外套（マント）を纏っている。一見物腰の柔らかい青年だが、そのうちには自分と兵団の実力に驕り、女子供や弱者を見下す傲慢な本性を隠しており、西南戦争での活躍を鼻にかけて志々雄のことも侮っていた。得物はサーベルと回転式拳銃で、「銃剣二天流（じゅうけんにてんりゅう）」の使い手を名乗る。
由美を見初め、身請けを申し出る。縁が後に志々雄たちに売り払うことになる甲鉄艦「煉獄」の取引を交渉していた元々の相手で、三ッ原が持っていた艦の錦絵を偶然目撃した華火を機密保持のために斬殺する（正確には華火を惨殺したのは三ッ原）。その後、200人の団員を率いて煉獄購入の契約を取るべく東京湾に向かうが、自分の命を対価とした由美の依頼を受けた志々雄と十本刀に急襲され、瞬く間に隊を全滅させられる。追い詰められてなお一人で志々雄に挑むも、終の秘剣・火産霊神で焼き尽くされ死亡する。その直前に志々雄を人斬り抜刀斎かと誤解し、志々雄から冷めた目で否定された。
二ノ宮（にのみや）
「弘原海鮫兵団」の副官。慇懃な口調で胡乱な目つきの中年男。得物は2挺の回転式拳銃。
華火殺害後、あかりとかがりを手土産にすることを提案する。十本刀急襲の際には宗次郎と対決したが、「縮地」で翻弄された挙句に斬殺された。
三ッ原（みつはら）
「弘原海鮫兵団」の幹部。険しい顔立ちをした大柄な男。得物は二振りのサーベル。
華火を直接殺した実行犯。十本刀急襲の際には方治と対決したが、ライフル銃の片手撃ちにより一発で仕留められた。死後、彼の遺品から煉獄の錦絵と取引の書類が方冶に発見され、志々雄たちが縁と交渉するきっかけとなった。

## 『北海道編』の人物
伊知川伊知地（いじがわ いちじ）
札幌県庁の役人。札幌における劔客兵器案件の責任者だが、高圧的で仕切りたがりな性格。元維新志士だが、幕末の当時は「志士側に属していた」というだけで、大した手柄も挙げていない。本来なら自分たちが主導権を握るべきなのに斎藤と永倉という「元新選組」に大きな顔されること（斎藤たちにしてみれは「職務を遂行するための懸案」をしただけ）に納得がいかず荒れる。
本庁から派遣された斎藤、永倉だけではなく北征抜刀隊や前線に出張って来た阿部まで巻き込んでの大立ち回りの末に劔客兵器・雹辺を捕獲。凶賊の件は解決したと市民に報告したことで良いとこ取りした形となった。

## ノベルス版の人物
アニメ第1作の勝海舟編はノベルス版 巻之一の「月の世界へ」が元になっているため、ほとんどの登場人物はノベルス版と共通している。
- 勝海舟、徳川慶喜については、#実在の人物を参照。

大熊大五郎（おおくま だいごろう）
声 - 檜山修之
海舟の下に弟子入りしている青年。武術の心得は無いが「さいえんす」を志し、海舟からジュール・ヴェルヌの本を貰っている（その内容を頭から信じており、作り話であることには気付いていない）。しかし破門を受け、アニメ版では神谷道場に入門することに。逸子を意識している描写がある。紅葵に捕まった逸子を勇気を振り絞って救出しに向かうも、柴田に刺されてしまう。しかし、懐に入っていたヴェルヌの本に守られて軽傷で済んでおり、アニメではその後命懸けで鉄馬を説得した。事件解決後は海舟の下に戻った。ノベルス版では、後にヴェルヌの「月世界旅行」を初めて邦訳した井上勤（いのうえ つとむ）と同一人物であることが示唆されている。
勝逸子（かつ いつこ）
声 - 岩男潤子
海舟の娘。神谷道場から大五郎を連れ戻そうとする。ノベルス版では剣心は妙と同じくらいの年齢と推測している。大五郎が気になっているような描写がある。紅葵に捕らえられるも、剣心たちによって無事救出された。その後は大五郎と共に海舟の下に戻った。
大久保鉄馬（おおくぼ てつま）
声 - 松本保典
大五郎と同じく海舟の弟子で、政府のエリート役人にして名門・大久保家の人物。しかしその裏で紅葵に接触し、偽の情報で彼らを仕向けその隙を狙って徳川の隠し金を奪おうとした。だが、良心の呵責から大五郎や逸子に真相を知られることを恐れており、そのために搦め手を取っていた。イギリスに留学経験があり、西洋剣術（フェンシング）を学んでいる。紅葵の壊滅後は海舟から隠し金を手に入れようとするが、止めに入った剣心と対決し敗北。その後、ノベルス版では剣心に敗れた後にレイピアで喉を掻き切って自害するが、アニメ版では大五郎の説得を受けて改心し、警察に出頭したため生き残る。その際、警察に自身と紅葵との関係を否定する証言をした旨が語られた。
柴田（しばた）
声 - 麦人
名前はアニメ版のみの登場。薩摩の没落藩士。アニメでは戦うこともさせてもらえず、新政府から迫害された元士族。隠し金を軍資金にして、慶喜を盟主に再び幕府を起こすことを目的に「紅葵（べにあおい）」を組成した。海舟が隠し金で私腹を肥やしているという偽情報に騙され、海舟の命を狙う。剣心をして一分の隙もないと言わしめた。最後は剣心と戦い敗れ捕縛、麻布警察署に拘留された。その後は海舟の計らいで保釈される。ノベルス版の「紅葵」の首領は、実は明治政府の高官・染谷（後述）であった。
中島虎蔵（なかじま とらぞう）
勝家の書生で、大五郎の兄弟子に当たる男性。なお、彼以下のノベルス版登場人物はアニメには未登場。
染谷周蔵（そめたに しゅうぞう）
西南戦争の折に活躍した陸軍少佐。しかし、その正体は紅葵の首領。柴田らが失敗した後に剣客警官隊と共に武装蜂起を企てていたが、ひょんなことから剣心に目論見を知られ、威圧されて蜂起を断念する。
中島（なかじま）
剣客警官隊員。偶然剣心が彼の後を付けたことで染谷の計画が判明した。先述の中島とは別人。

## アニメオリジナルの人物
テレビアニメ第1作では、東京編・京都編・島原編・勝海舟編・黒騎士団編・風水編が放送され、原作の最終章である人誅編は放送されなかった。また、一部では原作の世界観とは掛け離れた描写や設定もある。

### 東京編（オリジナル）
- すずめ、あやめ、ハナについては#剣心たちの知人、進藤帯刀については#実在の人物をそれぞれ参照。

宗介（そうすけ）、三郎（さぶろう）、源太（げんた）
声 - 内藤玲、竹本英史、村山晃久
偽抜刀斎事件で神谷活心流を辞めた青年たち。宗介は友達に後ろ指を指されたため、三郎は母親から辞めろと言われたため、源太は剣術への情熱が消えたため神谷活心流を去った。
竜次（りゅうじ）、源二（げんじ）、六助（ろくすけ）
声 - 森訓久、志賀克也、松野太紀
「関東集英組」のチンピラ。偽造サイコロを作ったのは六助である。
坂田（さかた）、山田（やまだ）
声 - 稲葉実、高橋広司
出っ歯と大男の剣客警官隊員。薩摩藩出身。治安維持と称して剣心に絡んだり、万引き犯を執拗に痛めつけるなど横暴を極めていた。その後剣心に倒され、隊長の宇治木共々罰せられた。原作にも似た容姿の隊員が登場している。
曽太（そうた）
声 - 森訓久
万引きをしたかどで剣客警官隊から過剰な暴行を受けていた青年。
喜八（きはち）
声 - 永野善一
曽太に万引きをされた店の店主。曽太への過剰な暴行を見兼ねて剣客警官隊を止めようとしたが、犯人隠匿の罪とされ連行されてしまう。
虎丸（とらまる）
声 - 津田健次郎
13話に登場。千両山からのイジメに耐えかね部屋を飛び出した力士。故郷では負けなしであったが、上京後、自信を失くしていた。行くあてもなく身投げしようとしたが、薫に止められ神谷道場に居候することになる。その後、薫の指導の下修行に励むが千両山からの襲撃を受け、薫を守るために奮起。剣心たちの助けもあり千両山と一騎討ちの勝負で自らの素晴らしい才能を開花させ、千両山に勝利する。浜風の仲裁が入ったため再び相撲界に復帰。千両山とも和解した。薫の作る料理をおいしいとガンガン食べていた妙な舌の持ち主。また、尻をつねられると気合が入るらしい。
千両山（せんりょうやま）
声 - 笹岡繁蔵
13話に登場。浜風部屋の人気大関。しかし実際はその実力と人気で増長し好き勝手に振舞っており、食事処でも暴れるため評判は悪い。虎丸の兄弟子だがその素質に脅威を覚え、追い出そうとしていた。神社で稽古する虎丸を襲撃したが、相撲で敗れる。その後、浜風は虎丸を部屋に復帰させ、千両山の処分をしようとしたが剣心たちから「好敵手がいたほうが虎丸の成長に繋がる」と諭され、処分はなしとなった。また虎丸からも兄弟子としてこれからも付き合ってほしいと頭を下げられ和解した。
浜風（はまかぜ）
声 - 沢りつお
13話に登場。虎丸の素質や千両山の企みの理由を見抜いていた親方。千両山を倒した虎丸に部屋に戻ることを認めた。
金倉楓（かねくら かえで）
声 - 中尾友紀
14話に登場。お金持ちの娘。病気になり恵の治療にかかっていたが、両親（父の声 - 橋本晃一、母の声 - 又村奈緒美）が雷光と菱卍愚連隊の狂言に騙され、雷光の祈祷を信じてしまい、恵の処方した薬を飲ませなかったため病状が悪化するが、助けに来た恵の適切な治療で救われる。
雷光（らいこう）
声 - 辻親八
14話に登場。インチキ祈祷師。菱卍愚連隊と組み、病人から大金を騙し取ろうとした。屋敷に現れた恵を阻むも左之助に一蹴され、自身の屋敷も菱卍愚連隊の木砲の巻き添えで台無しにされた。その後は反省し、腸の痛みを恵の暗示で直してもらい、自分が思い込みで治療されることとなった。また、その条件として自分がインチキであることを認める証文を書かされた。
ヤス
声 - 松野太紀
14話に登場。菱卍愚連隊。仮病を使い、恵の評判を落とそうと画策した。恵は瞬時に仮病と見抜き治療はしなかったが、医学の知識がない民衆は引っかかった。
佐々木平八郎（ささき へいはちろう）
声 - 檜山修之
15話および16話に登場。左之助の知人で、元京都見廻組。火野派一刀流の師範で一撃必殺剣「紫電の太刀」で幕末に、抜刀斎と互角に剣を交えた人物。現在は子供たちに無料で読み書きを教えているが、かつての教え子・東馬から暗殺に手を貸すよう要求されるが断り、彼に罪を償うことを諭す。
当時『追憶編』は原作でも開始していなかったため、語られることはなかったのだが、実は清里とは同僚の間柄になる（面識があるかは不明ではあるが）。
技
紫電の太刀（しでんのたち）
火野派一刀流の一撃必殺の暗殺剣。相手に避ける間を与えない凄まじい突きを放つ。

榊東馬（さかき とうま）
声 - 高橋広司
15話および16話に登場。橋爪のもと、要人を暗殺する剣客集団・神風隊（じんぷうたい）隊長。明治になっても自らの剣で道を切り開こうと凶剣を振るう。剣心との最初の対峙で剣心の首元に薄皮一枚程度であるが傷を負わせている。この際、佐々木は「剣心より上」と称した。後に山県を暗殺しようとするが剣心に阻まれる。その後の剣心との対決で自らが編み出した剣「紫電連牙の太刀」を出すが、見切られ敗れる。自身の命運が尽きたこと、そして無関係だと主張する橋爪に利用されたに過ぎないことを知って絶望し、自害しようとするが佐々木に諭され、警察に連行される。
元々は佐々木の弟子であり純粋に師として慕う青年だった。佐々木が京都に旅立ってからも血の滲むような努力を積み重ね、今の実力を得た。彼の変わりようには佐々木も重く受け止めており自分に責任があると薫たちに語った。
技
紫電連牙の太刀（しでんれんがのたち）
紫電の太刀を元に東馬が独自に編み出した技。初太刀の突きをかわされても瞬時に二撃目を繰り出す。しかしそれは一撃目をかわされても次があるという甘い思いが心に残るため、自然、初太刀の威力が鈍ることになり一撃必殺剣とはなり得なかった。

菊松（きくまつ）
声 - 又村奈緒美
15話および16話に登場。佐々木の寺子屋で学ぶ子供。腹痛で恵のもとに担ぎ込まれる。その後東馬から暗殺されそうになり、佐々木を仲間にするための道具にされかけた。
北村（きたむら）
声 - 吉川虎範
16話に登場。神風隊に襲われた一等議官。汚職の疑いがあるため殺されそうになったが、左之助の登場で助かる。
橋爪琢磨（はしづめ たくま）
声 - 村松康雄
15話および16話に登場。神風隊を操り、敵対する政治家や財界人を抹殺していた政治家。汚職の疑いがある人物ばかりを狙っていたため世間では神風隊を「正義の味方」とも呼ぶ人がいたが、実際には黒幕である彼自身が汚職を働いていた。迎賓館最大の障害である山県の暗殺を謀るが失敗、逮捕される。その際、自分は神風隊とは関係ないなどと言い放った。また「今時剣客など暗殺にしか使い道がない」と商人たちに語っており、山県暗殺後は神風隊を全員始末するつもりだった。
恵比寿マリモ（えびす マリモ）
声 - 鈴木真仁
アニメ第1作17話に登場。弥彦が惚れた恵比寿砲術団の勝気な看板娘。人間砲弾で人気を博す。興行前に父の次郎吉が怪我をしたので弥彦たちが飛び入りで手助けすることになる。その際、剣心は「緋村染之助（ひむら そめのすけ）」左之助は「相楽染太郎（さがら そめたろう）」と薫に命名させる。興行中、墨田屋一派の乱入があったが剣心たちの活躍により撃退、最後は逃げる墨田屋総兵衛にマリモの人間砲弾が炸裂し一件落着。
恵比寿次郎吉（えびす じろきち）
声 - 田原アルノ
アニメ17話に登場。墨田屋の悪徳ぶりに愛想が尽き独立した恵比寿砲術団の団長。マリモの父。墨田屋に借金を返せなければ墨田屋に戻ると約束させられていた。興行前に墨田屋方の策略で大怪我をさせられる。
墨田屋総兵衛（すみだや そうべえ）
声 - 滝口順平
アニメ17話に登場。士族を殺し墨田川に流すなど悪の限りを尽くす興行団の頭。独立した恵比寿砲術団が爆発的人気を博したため、自らの興行は閑古鳥が鳴いていた。居合い（声 - 吉川虎範）・女軽業師（声 - 中尾友紀）・猪突男（声 - 金子幸伸）・幇間（声 - 森訓久）らの配下を率い恵比寿砲術団の公演に乱入したが、剣心たちに倒され、自身も悪事が露見し部下共々警察に逮捕される。その時、剣心は飛天御剣流・傘の舞なる四連撃（傘回し、玉飛ばし、猪よけ、傘落とし）を披露した。
鬼崎鉄貫（おにさき てっかん）
声 - 田中康郎
アニメ18話に登場。土蜘蛛流（つちぐもりゅう）を使う暗殺者。割符になっている絵馬に鬼と書いてあれば依頼を受け、どんな相手でも金さえ払えば殺す。薙刀を使う。剣心の土龍閃に敗れる。
鬼崎源吾（おにさき げんご）
声 - 高木渉
アニメ18話に登場。見えにくい鉄線を使い、相手の動きを止める土蜘蛛流を使う暗殺者。鉄貫の弟。近接戦闘では多節棍を用いる。白いバンダナのような布を頭に巻いている。剣心の動きを止め、止めを刺そうと飛びかかるが、弥彦の投げた逆刃刀を手にした剣心に鉄線を切られ敗れる。
桜丸（さくらまる）
声 - 牛山茂
真古流の同士。原作にも登場しているが、全員名前は登場しなかった。原作では一瞬で剣心に敗れる（ただし、彼だけは剣心と最初は互角に戦ったため、薫や弥彦は驚き、剣心も実力を評価している）が、アニメ第1作ではそれぞれ剣心と良い勝負をしている。
双身刀を持つ優男。陸軍特殊部隊との衝突では陸軍兵を倒し、剣心と雷十太の一騎討ちに立ち会う。
月王（つきおう）
声 - 稲葉実
真古流の同士。原作にも登場しているが、全員名前は登場しなかった。原作では一瞬で剣心に敗れるが、アニメ第1作ではそれぞれ剣心と良い勝負をしている。
坊主。雷十太が剣心に倒されたことに絶望し自害しようとするが、剣心に「生きて罪を償う事こそ勇気」と諭され思いとどまる。
鶴左衛門（つるざえもん）
声 - 沢木郁也
真古流の同士。原作にも登場しているが、全員名前は登場しなかった。原作では一瞬で剣心に敗れるが、アニメ第1作ではそれぞれ剣心と良い勝負をしている。
槍を使う大柄な男。陸軍特殊部隊との戦いでも槍を振るい陸軍兵を薙ぎ払うが、銃撃部隊のライフルで撃たれ戦死する。
桐次（きりじ）
声 - 森訓久
真古流の同士。原作にも登場しているが、全員名前は登場しなかった。原作では桜丸にあたる人物が剣心に敗れたことで逃走した（左之助に捕まったが、結局剣心の意向で見逃される）が、アニメ第1作ではそれぞれ剣心と良い勝負をしている。
小男。途中から登場しなくなったため、生死は不明。
権造（ごんぞう）
声 - 森貞文則
雷十太に狂言強盗を依頼された男。怪我をして倒れていたところを由太郎に助けられ、真実を打ち明けるが直後に雷十太に殺害された。
山口（やまぐち）
声 - 飛田展男
アニメ版22話に登場。紳士の身なりをした強盗。左之助が狸に化かされているという陸蒸気の積荷を狙っていた。拳銃を持つ。偶然陸蒸気に乗り合わせていた剣心たちにより計画を打ち砕かれる。
偽車掌（にせしゃしょう）
声 - 八嶋智人
アニメ版22話に登場。陸蒸気の車掌に扮した山口の仲間。左之助に敗れる。
赤っ鼻の新蔵（あかっぱなのしんぞう）
声 - 志賀克也
強盗した先で総三の絵草子を残す偽赤報隊（不知火党）の恩恵を受けていた男。待ち伏せした左之助に真相を吐かされる。
秀次（しゅうじ）
声 - 八嶋智人
帯刀と結託し、赤報隊の名を騙って強盗などの悪事を働く不知火党（しらぬいとう）の首領。刀が武器。事件の真相を知り、進藤邸に乗り込んだ左之助と津南を迎え撃つも、左之助に敗れた。
絵草紙屋（えぞうしや）
声 - 石森達幸
津南の絵草子を販売している絵草子屋。
釣りの男
声 - 羽佐間道夫
釣りで食糧を調達してくるよう薫に言われた剣心が川で会った初老の男。優れた身のこなしで裕福な少年にたかっていたゴロツキたちを一蹴し、剣心にも達人であることを感じさせた。「願い蛍」の伝説と究極の剣を捜し求めた男の話を剣心に聞かせる。
龍之介（りゅうのすけ）
声 - 結城比呂
ある嵐の夜に強盗を働いた男の剣を究極の剣だと思い込み、それを体得するため21年間人を斬り続けた青年。21年後その強盗と再会、強盗を倒すが究極の剣など存在しないことに気づく。実は釣りの男の若き日の姿であった。

新八（しんぱち）
声 - 今井敦（回想：柏倉つとむ）
絹の弟。21年後「願い蛍」の日に帰ってきた龍之介に本人とは知らず、21年間龍之介を想い続けた絹のことを話す。
絹（きぬ）
声 - 瀬戸奈保子
龍之介を想う女性。21年間「願い蛍」に龍之介が戻って来るよう祈り続けた。龍之介が帰ってきたころには亡くなっていた。
シン王子
声 - 冨永みーな
ジャガラタ国王子。弥彦に瓜二つである。日本語は多少話せる（語尾はござる）。つばめ・あやめにジャガラタ式挨拶を教えた。
マルケス・村上（マルケス・むらかみ）
声 - 槐柳二
シン王子に仕える老人で、王子には強い忠誠心を抱いている。日本の侍の子孫。備前長船の刀を持つ。シン王子の身代わりの弥彦に晩餐会での振る舞いを教え込む。
稲城右京（いなぎ うきょう）
声 - 梅津秀行
ジャガラタを植民地化すべくシン王子の命を狙う諜報部員の男。変装が得意。王子と成り代わった弥彦を銃撃するが、マルケス・村上が身を挺したことで失敗。その後、剣心の土龍閃を受けよろめくところを左之助の一撃を受けて敗れる。
ノ太郎（のたろう）
声 - 竹本英史
政治家のあくどい面の証拠を納めた金庫の鍵を銜えて持ち去ったため、鍵の持ち主である飼い主を殺害した拳和団に追われるはめになった巨犬。神社で衰弱していた所を左之助に救われる。その縁なのか左之助に懐く。神谷道場にしばらく置かれていたが、恵の作ったおはぎを全て食べたり、人の持ち物を持って来て埋めたりするなど迷惑をかける。事件解決後は警察が引き取り手を見つけることとなり、小国診療所に一晩預けられた。
西条（さいじょう）
声 - 大黒和広
狐の面を被る拳法使いで構成される「拳和団（けんわだん）」リーダー。釵が武器。政治家のあくどい面の証拠を納めた金庫を奪い、その証拠を楯に大金を脅し取ろうとしていた。その金庫の鍵を銜え去ったノ太郎を追う。ノ太郎と一緒にいた左之助を襲撃するも全く相手にならず敗れる。
高森（たかもり）
声 - 松村武
「拳和団」が狙う金庫の鍵を持っていた男。料亭からの帰り道で「拳和団」に襲われ金庫の鍵を差し出した。
彦次郎（ひこじろう）
声 - 北出浩二
ひょんなことから薫に渡ったサファイヤが入った「エンゲージリング」の所有者。婚約者の詩織（しおり、声 - 鮭延未可）が祭りで幼馴染の慎二（しんじ、声 - 下崎紘史）と再会したのを、詩織が浮気していると勘違いし、絶望からエンゲージリングを川に投げ捨てる。その後、勘違いに気づき川を探すも既にナマズに飲み込まれ、そのナマズも剣心に釣られた後だった。そして絶望から身投げするところを左之助に諭される。そして何とかエンゲージリングを返してもらい、無事結婚する。
小川兵蔵（おがわ へいぞう）
声 - 緒方賢一
天草から東京への帰りに下関で剣心たちと会った初老の男。その際、自らを左腕に十字傷を持つ維新志士「人斬り抜刀斎」と名乗る。かつてはガマの油売りをしていた。抜刀斎を騙っていた理由は西南戦争や戊辰戦争で親を失くした子供たち（5人ほど）を育てるためであった。その後、町を荒らしていた愚連隊の天狗党らの襲撃を受け、子供たちを人質に取られるが自分の生命を顧みず突進、捕まえた敵を土塀に投げ飛ばし倒す。別れ際、剣心が抜刀斎という名前は捨てたと語るとこれからも使用してもいいと自分勝手に思い込む。そのような性格から左之助をして本物より逞しいと言わしめた。
安斎十郎兵（あんざい じゅうろうべえ）
声 - 柴本浩行
抜刀斎打倒のため天狗党（てんぐとう）に雇われた剣客。天狗党がたむろしている長屋の障子を叩き切りその際、党員が持っていた酒瓶をも気付かれずに切り裂くというほどの腕前。小川扮する抜刀斎を一目で偽者と見抜くが、偽者であろうと斬れば自身の声名を高めるために襲う。しかし、助けに戻ってきた剣心の龍槌閃に敗れる。倒れ際に剣心が本物だと気づく。
新太（しんた）、捨三（すてぞう）
声 - 石橋美佳、松本美和
小川兵蔵のもとにいる子供たち。天狗党に人質に取られるも、勇気を振り絞った小川に助けられる。その後、自分が抜刀斎を騙っていたことを詫びる小川を「抜刀斎じゃなくても先生は強い」と励ました。
東山龍三郎（ひがしやま りゅうざぶろう）
声 - 菊池正美
天草から東京への帰りに箱根の旅館で会った東京で西洋美術を専攻する青年。究極の美を探し求めるが見つからず自信を喪失していた。その後、剣心が路銀を落としたために旅館で働いていた薫を一目見て恋に落ち、好きになった薫を描こうと彼女の入浴中に隠れて木の上から描いたことがある。なんとか薫と付き合おうとするが、薫からは断られる。そして操の入れ知恵を受けた左之助が出した取り持つための条件「剣心から一本を取る」に幾度も挑むがことごとく失敗した挙句、スズメバチの巣に突っ込んでしまい、危ない所を剣心と左之助に助けられる。最後は自信を取り戻し、書き上げた絵を薫に渡し旅立った（彼の描いた最初の薫は本人にそっくりであったが、別れ際渡した薫の心を理解して描いたとする絵はピカソが描くような絵になっていた）。
お里（おさと）
声 - 水谷優子
剣心一行が泊まった旅館の仲居。
番頭
声 - 藤本譲
剣心一行が泊まった旅館の主。なお、性格は違うが容姿はアニメ第1作には登場しない喜兵衛にそっくりである（総集編付属の絵コンテ集にて彼が元になったことが書かれている）。

### 真紅の海賊編の人物
朱羅（しゅら）
声 - 伊藤かずえ（子供時代：松本美和）
海の男たちを率いる海賊・海龍（かいりゅう）の若き女頭。
海龍とは、もとは貧しい漁村だった孤島に住む子供たちを貧困から救うために父・竜五郎が興した海賊で「女、子供は殺すな」「弱い者に手を出すな」「強奪は悪い奴からだけ」など、いくつかの掟があった。誇り高く島を愛する少女。自分が唯一倒せなかった男・剣心に惚れる。後に、猿次郎・岩蔵と共に旅に出る。三節棍を武器とする。
岩蔵（いわぞう）
声 - 辻村真人
竜五郎、朱羅と2代に渡り海龍に仕える老人。千本屋与兵衛と組んだ銀丈たちに阿片を飲まされる。その後回復し、朱羅・猿次郎と共に旅に出る。
銀丈（ぎんじょう）
声 - 駒田はじめ
朱羅に反乱を起こした大男。武器は大斧。血を好む性格で、その上竜五郎や朱羅とは逆に私利私欲のためなら手段を選ばない男であり、このため朱羅の方針に反感を持っていた。後に彼女に右目を殴られ失明し、眼帯をする。最後は剣心の龍槌閃に倒される。
月鬼（げっき）
声 - 松野太紀
銀丈の反乱に組した男。鉤爪を使う。銀丈同様、血を好む性格で朱羅の方針に反感を持っていたため、銀丈の反乱に組する。最後は、爆弾を剣心に投げつけたが、爆発の影響で誘爆してしまい他の仲間と共に爆発に巻き込まれてしまう。
猿次郎（さるじろう）
声 - 中井将貴
朱羅を慕う無口な青年。怪我をした朱羅を救った剣心を秘密の洞窟に案内したり、阿片を飲まされた岩蔵を救うなどした。後に朱羅、岩蔵と共に旅に出る。
海伍（かいご）
声 - 森訓久
銀丈の反乱に組した色黒の長身痩躯の男。スキンヘッドで右目が飛び出ているのが特徴。最後は月鬼の投げた爆弾が爆発した影響で起こった誘爆に巻き込まれた。
亀雄（かめお）
声 - 八嶋智人
銀丈の反乱に組した男。非常に身長が低く亀の甲羅を背負っているのが特徴。最後は月鬼の投げた爆弾が爆発した影響で起こった誘爆に巻き込まれた。
竜五郎（りゅうごろう）
声 - 沢木郁也
朱羅の父で、海龍の前頭目。生前、朱羅に亡き妻の形見の綺麗な着物を送った。それは男に惚れた時にその着物を着て女としての幸せを掴んで欲しいという父の願いであった。
千本屋与兵衛（せんぼんや よへえ）
声 - 坂口芳貞
阿片を運ぶ悪徳商人。剣心たちを海龍からの護衛として雇った。後に、銀丈たちと手を組む。最後は月鬼の投げた爆弾が爆発した影響で起きた誘爆に巻き込まれた。

### 京都編（オリジナル）の人物
中村（なかむら）
声 - 根津貴行
大久保利通暗殺を謀った島田一郎らの仲間。
小田屋の店員、みっちゃん
声 - 中尾友紀、仲尾あづさ
小田原宿・小田屋（おだや）の客引き。宿泊を断った剣心のことを文無しだと思った。

### 島原編の人物
武藤翔伍（むとう しょうご） / 天草翔伍（あまくさ しょうご）
声 - 井上純一（少年時代：矢島晶子）
長崎・島原で天草四郎の生まれ変わりとして崇拝されている謎の剣士。島原に神の国を建設するため明治政府に反旗を翻す。隠れキリシタンの武士の息子として生まれ、迫害から両親を殺害される。今も残る虐げられるキリシタンと病弱な妹を守るため、小夜と共に叔父の兵衛に連れられて大陸へ渡った後に兵衛から飛天御剣流を学び、14歳で超神速を会得。そして帰国し、自ら神となり人々を導くことを決意する。彼の「天まで高められた」飛天御剣流の剣技の数々は、人間のレベルを遥かに越えており、九頭龍閃と飛天御剣流奥義・天翔龍閃をも会得している。飛天御剣流で初めて、開祖の編み出した技以外に新たな技「雷龍閃」を編み出す。他にも、天文学・気象学・医学・人相学など数々の学問を究めた天才。これらを複合し、魔術とも思しき驚異的な力と、圧倒的なカリスマで人心を掌握した。西南戦争の翌年、帝国陸軍と全面戦争を起こすも、銃撃により傷を負う。乾坤一擲の気概で剣心との一騎討ちに応じるが、彼の奥義の前に遂に敗れ、降伏する。そして、日本政府から国外追放の身になり彼を慕う人々と共にオランダへ移住。それ以降は本来の名前である「武藤翔伍」を名乗るようになる。その後の消息は不明である。
技
雷龍閃（らいりゅうせん）
月明かりを刀で反射させ、光と剣気を同時に敵の眼に叩きこむことで、食らった者を気絶させる。しかし本来の雷龍閃は月明かりではなく稲妻の光を利用する。
稲妻の閃光を刀で収束し、光と剣気を敵に拡散する。これを受けると全視力を奪われ盲目となる。ただし翔伍の剣気を超える剣気を持つことで視力を回復することができる。剣心も雷龍閃を受け視力を失くしたが、天草翔伍との最後の戦いで彼を超えたため視力を回復した。

マグダリア小夜（マグダリア さよ）
声 - 笠原弘子
労咳を患う翔伍の妹。清楚で強かな、美しい女性。敬虔なキリシタンであり、普段から洗礼名である「マグダリア」で通している。束の間の平和な日々にベートーヴェン作曲の「月光」を披露したこともある。労咳が悪化し左之助に連れられ、医者であるエルステンのところまで向かう。その後、馬車に乗った彼に会い、病院に行くよう言われるが自らの命よりも軍隊の攻撃を受ける民衆の下に向かうよう懇願する。しかし計画の失敗を恐れた山東の銃撃でエルステンを庇い命を落としてしまう。その間際、兄に宛てた手紙を左之助に託す。左之助とは少し接近したような微妙な関係であった（彼女の本名「小夜」を知っていたのは両親、翔伍の他には左之助のみである）。なお、一部「天草小夜」と表記されているが、彼女が自らを「天草」と名乗ることは一切ない。
仁志田兵衛（にしだ ひょうえ）
声 - 幹本雄之
翔伍の母方の叔父で、十三代目比古清十郎の兄弟子に当たる人物（ただし面識は無い）。かつて、天翔龍閃の伝授の際に失敗し、先代比古清十郎の九頭龍閃を受けて滝壺に消えたが、奇跡的に一命を取り留めていた。彼もキリシタンで、翔伍・小夜と大陸の街に移住後、翔伍に飛天御剣流を伝授した。だが帰国した折、彼が政府に反旗を翻すことを戒めた際に雷龍閃で両目の視力を奪われる。その後、翔伍の政府への翻意を伝えるため比古清十郎に手紙を出す。小夜同様、労咳を患っており、剣心に翔伍を止めるよう頼みその生涯を閉じる。
エルステン
声 - 仲木隆司
幕末、長州滞在中に暴漢に襲われそうになったところを剣心に助けられたオランダ人医師。現在はオランダ領事をしている。島原で騒乱が起こるという噂を憂慮しており、剣心に事実を確かめるよう要請した。騒乱が起きたことが明らかになった時には現地に向かった。その際、労咳で苦しむ小夜と遭遇。自分の命よりもキリシタンの民衆を助けることを頼んだ小夜の勇気を生涯忘れないと誓い、軍隊の虐殺を何とか阻止しようとする。その後、降伏した翔伍たちの身柄を預かり、オランダへと連れ帰った。
傀王（かいおう）
声 - 中村秀利
翔伍の下で宣教師として教化活動をしている人物。武器として三又の槍を使用する。大陸からやって来た翔伍を島原に迎える。しかし、その内心で翔伍を殉教者として抹殺し信徒を団結させ、指導者になること、さらには欧米列強と結び明治政府を弱体化させ、日本を列強の植民地化し、自身がその植民地の王として君臨することを画策していた。それは母が隠れキリシタンであり、そのために日本から追われ、大陸で傀王を産んだ直後死亡、傀王は自身や母を抹消した日本に復讐するためだった。最期は庄三が左之助から渡された炸裂弾の直撃で死亡する。
ロレンゾ庄三（ロレンゾ しょうぞう）
声 - 郷田ほづみ
幼いころ大陸の町で暴漢に襲われていたところを翔伍に命を救われ、以後兄妹に付き従っている青年。「火龍」という技を使う。地下洞窟で傀王の企みを知り、左之助に小夜を託し翔伍にそれを伝えるために聖霊の丘に向かうがその途中、裏切った傀王の脱出を目撃、攻撃を仕掛けるが返り討ちに遭う。その後、小夜の教えを破り、炸裂弾で傀王を殺害する。小夜の墓参りの後は左之助に生涯殺人を犯したことを償い続ける旨を語り、翔伍に従いオランダへ向かう。
火龍（かりゅう）
空気を拳圧で切り裂き、それにより攻撃する。左之助も試してみたところ使えることがわかった。

ガスパル源左衛門（ガスパル げんざえもん）
声 - 森訓久
翔伍を信奉する信者。戦闘時は右腕に取り付けた分銅を駆使する他、専用の笛で狂犬たちを操る。傀王から剣心を悪魔と思い込まされ、地底で数十頭の狂犬と共に襲撃するが、戦闘の最中に笛が壊れたことで逆に狂犬たちに傷付けられ、手当てされる。最後は翔伍たちと共にオランダへと渡った。その際、剣心も勧誘した。
ミゲル羅門（ミゲル らもん）
声 - 家村幸成
傀王配下。覆面に骸骨模様の服を着た男。鉄線と刀を武器とする。夜間、軍隊の到着を目撃していた剣心を崖上から鉄線で襲撃。助けに入った操の貫殺飛苦無をも弾き落とし、剣心を殺害しようとするが体を入れ替えられ、崖から落ちるのをもがく間に剣心の剣撃を受け、敗れる。その後の詳細は不明。
ヤコブ八蔵（ヤコブ はちぞう）
声 - 松村武
傀王配下。サングラスをかけた初老の男。傀王と共に脱出しようとするが、炸裂弾に巻き込まれ黒焦げになる。
山東省弐（さんとう しょうに）
声 - 大倉正章
エルステンの秘書であるが、傀王に通じていた坊主頭の男。剣心には初対面時から警戒されていた。エルステンが小夜と遭遇した時、計画の失敗を恐れエルステンを銃撃するが小夜が庇ったため失敗。最後は激昂した左之助に倒された。
武藤時禎（むとう ときさだ）
声 - 大塚芳忠
翔伍と小夜の父親。隠れキリシタンで、子供たちを「神のように強くなれ」と励ましていた。キリスト教信仰を行ったため殺害される。
鶴世（つるよ）
声 - 高島雅羅
翔伍と小夜の母親で、兵衛の姉。キリスト教信仰のため殺害される。これが「聖霊の日」の起源となる。なお、鶴世は労咳を患っていた。
時次（ときじ）、元太（げんた）、サクラ、ユキ
声 - 大谷育江、又村奈緒美、こおろぎさとみ、川田妙子
翔伍を慕い敬う子供たち。
グエル
声 - 鶴岡聡
オランダ領事館にいた怪しい男。左之助より頭一つ分大きい。傀王から地下に閉じ込めてある小夜たちの止めを刺すよう言われてやってきた。棘付き鉄球で左之助たちを追い詰めるが、操・弥彦の連携攻撃に敗れた。
クリス
声 - 金丸淳一
グエルと共にオランダ領事館にいた金髪の男。小夜のメダリオを傀王に届けた。山東と共に現地へ向かっていたが、小夜たちと遭遇したため計画の失敗を恐れた山東がエルステンを銃撃、小夜が庇ったため、山東は左之助に倒される。直後、左之助に挑むも倒される。
松（まつ）
声 - 赤土眞弓
翔伍の処方した薬で病気が完治に向かった老婆。
梅（うめ）
声 - 又村奈緒美
蜂起の時、剣心に敗れた翔伍に「これからも導いて下され」と懇願した老婆。
葛西（かさい）
声 - 大黒和広
翔伍に2番目に殺された金持ち。蒼紫に護衛を依頼するが断られる。幕末のころは最初に殺された男と白石らと共にキリシタン弾圧の急先鋒であった。また、白石と共に時禎の殺害時にその姿を確認できる。
白石（しろいし）
声 - 志賀克也
翔伍に三番目に殺された警察署長。張に護衛を頼むが、翔伍が予言した皆既日食の混乱の中で殺害される。幕末のころは、最初に殺された男と葛西らと共にキリシタン弾圧の急先鋒であった。翔伍の目の前で時禎を槍で貫通し殺害した。
陸軍隊長
声 - 金子はりい
翔伍たちを迎え撃つべく長崎に送り込まれた帝国陸軍を率いる隊長。戦いを止めるようにとの操の訴えにも「翔伍らの野望を打ち砕くため」と主張し耳を貸さなかった。
小隊長
声 - 松尾銀三
翔伍たちを迎え撃つべく送り込まれた帝国陸軍の小隊長。
長崎県令（ながさきけんれい）
声 - 田中完
軍隊の隊長と一緒にいた眼鏡の男。

### 黒騎士団編の人物
- 黒騎士団編の主要人物である塚山由太郎については、その他の主要人物を参照。

ハンス博士
声 - 仁内建之
由太郎を治療し、弟子にしたドイツ人医学者。医学に西洋も東洋も無いとして、東洋に少なからず興味を持ち将棋なども嗜む。「聖なる霊薬」の手がかりを見つけ由太郎と共に来日するが、黒騎士団に襲撃され重傷を負う。その後由太郎の持ち帰った原料で作った霊薬によって一命を取り留め、由太郎と共に帰国していった。
ルーデル公司
声 - 伊井篤史
ドイツの日本領事。メルダース中尉らの来日を祝うため祝宴を催す。その後、彼らが黒騎士団に属することを知り恐怖し、彼らの言われるがままハンス博士の所在を突き止める。

#### 黒騎士団（くろきしだん）
マイスター（未登場）を首領とし、理想の社会を建設することを目的にする中世から存在する秘密結社。理想の社会を謳うが実質は世界征服である。メンバーは各国に潜伏し科学者・政治家・軍人など多岐に渡る。彼らは約300年前に日本へ来たポルトガル宣教師が書いた日記に「聖なる霊薬」は日本に存在し、その場所を記した地図があることを知る。そして聖なる霊薬で多くの病気の特効薬を開発し、その莫大な利益をもって一斉蜂起の資金とするのが狙いだった。メルダースいわく、霊薬があれば3年で蜂起できると断言していた。ハンスやルーデルといったドイツ人が黒騎士団と聞いただけで、非常に取り乱している。
シュナイダーは黒騎士団の紋章は地底で見つけた真田忍群の太古の祖先の紋章と似ており、そこに書かれていた文字も古代のヨーロッパの文字と酷似している。また、伝承によると遥か昔に、ヨーロッパから東に渡った民族があったそうでそれらのことから自分たちの祖先と真田忍群の太古の祖先は同一民族ではないかと推測していた。
メルダース中尉
声 - 山路和弘
欧州の秘密結社「黒騎士団」に属するドイツのエリート将校。普段は紳士を振舞うが本性は卑劣で、激高するとオリエンタリズムな性格が現れる。黒騎士団の首領・マイスターに忠誠を誓う。「聖なる霊薬」を狙い、ハンス博士を追って来日する。卓越した馬術、双身の馬上槍（ランス）を駆使し剣心を苦しめ、高い実力を見せた。また、服の下に南蛮黒甲冑を纏っており、九頭龍閃の直撃も通用しなかった。奥義・天翔龍閃も踏み込む足が要のため、身長の低い剣心では馬上のメルダースには剣撃が届かず通用しないと思われたが、天翔龍閃で生み出された真空空間が戦場を包んでいた火炎を凄まじい勢いで巻き込み、その火炎が彼の体に直撃して敗れた。その後、黒騎士団の野望が灰燼に帰したことに絶望、やつれた姿で炎の中に消えた。
シュナイダー少尉
声 - 武岡淳一
メルダースの部下の一人。メルダースから剣を習い、その後は片手剣を使う。左耳は切り落とされたのか、作り物の耳をつけている。紳士的な性格で、レディファーストを実践する。剣心と剣を交えて殺人以外の剣も存在すると思い始め、メルダースが用済みの御沙薙を殺そうとするとそれを制止した。剣心たちに敗北した後、レンツと共にドイツ領事館に出頭し黒騎士団の存在を明らかにした。
レンツ少尉
声 - 中田譲治
メルダースの部下の一人。ハルバードを使う。典型的なオリエンタリズムの持ち主で、日本人を「猿」と馬鹿にしている。剣心たちにしてやられ、怒りのまま弥彦と由太郎を攻撃するが戒太に峰打ちにされる。

#### 真田忍群（さなだにんぐん）
御沙薙を首領とする信濃に土着する忍び集団。伝承によると、彼らの祖先はヤマト政権が日本を統一する遥か前に、信濃に高度な文明を誇った民族であったとされる。江戸時代ではその独立性から幕府や隠密・御庭番衆が警戒していたという。
洩矢御沙薙（もりや みさなぎ）
声 - 横山智佐
真田忍群の女首領。スタイルが良く、ツインテールの髪形が特徴。変装が得意で異性にすら化けられる他、蝙蝠を操ることも可能。身体能力も高いが、戦闘能力はさほど高くは無く、真田三人衆に身辺を警護させている。黒騎士団に接触し、日本をその手にすることを条件に「聖なる霊薬」の手がかりを彼らに与えるが、結果はメルダースに利用されただけであった。護衛の真田三人衆を剣心たちへの刺客に差し向けていたことも仇となりメルダースに殺されかけるが、シュナイダーに助けられ難を逃れる。黒騎士団とのつながりに異を唱える仲間の何人かを黒騎士団に殺害させているが、真田の将来を考えてのことと理解され、再び首領として迎えられた。
煉（れん）
声 - 西川貴教
御沙薙の身辺を警護する真田三人衆の一人「大蛇（おろち）の煉」。紫の服に蛇を象った兜を纏い、左目に眼帯を巻く長髪の男。地底で剣心と戦う。恐るべき双鞭の使い手で剣心も先読みができなかった。また、土龍閃も自身の地走で相殺した。戒太の忠告で剣気を放ってコウモリを落とし、獏の術を破った剣心の一撃を受けて壁に叩きつけられ敗れる。
技
二連大蛇・地走（にれんおろち・ちばしり）
双鞭を地面に叩きつけることで、前面に衝撃波を発生させる。

斬（ざん）
御沙薙の身辺を警護する真田三人衆の一人「首狩の斬」。スキンヘッドにマスク、緑色の甲冑を纏う。紐がついた伸縮自在の刺又を使い「二重の極み」が使えない左之助を苦しめ顔面を砕こうともみ合いになるが、後ろからの薫の挑発に気を取られたところを左之助に一挙に間合いを詰められ、肘打ち・二連撃を脳天に受け敗れる。
獏（ばく）
御沙薙の身辺を警護する真田三人衆の一人「闇使いの獏」。コウモリのように天井からぶら下がり、奇怪なマスクを纏う。超音波を発しコウモリと会話ができる。戦闘では主にコウモリで敵の五感を狂わせるなど仲間をサポートすることが多いが、手裏剣を投げる描写があった。煉が壁に叩きつけられた衝撃で岩盤が崩れ、自身は落下し敗れる。
戒太（かいた）
声 - 西村朋紘
洩矢御沙薙配下の忍び。戦闘時は多節棍や短刀を使う。黒騎士団と手を組もうとする御沙薙を諌めるが、レンツの攻撃により瀕死の重傷を負う。由太郎の治療を受けた後、真田忍群の地下洞窟を案内、剣心たちと行動を共にする。その後、レンツと再戦し、弥彦や由太郎と共に倒す。

### 風水編の人物
話は江戸時代初期に遡る。1602年（慶長8年）、徳川家康は江戸を災いから守るため、密かに無数の魔法陣を作ろうと考えた。そして、その布陣を作るために風水を司る風一族を用いた。しかし、風一族と対をなすもう一つの風水の一族・水一族は独自の魔法陣を作ろうと風一族と対立、魔法陣を破壊するため攻撃を仕掛けたが、敗北。水一族は日本から姿を消し、風一族は魔法陣を作り上げ、幕府は約300年繁栄することになった。
それから276年後の1878年のこと、徳川幕府が崩壊したことを受け大陸から帰ってきた水一族・霊水らは徳川時代に作られた江戸を守る風一族の魔法陣を全て作り変え、政府中枢のある東京府を破壊、さらには日本を支配しようと画策。それを止めようと風一族の最後の生き残り・陣風が剣心たちの助力を得、水一族と戦うことになる。なお、中国で阿片戦争が勃発したのは中国人たちが気脈の制御に失敗したことが原因となっている。
- 堀田正睦については、#実在の人物を参照。

#### 風一族（かぜいちぞく）
徳川政権から魔法陣の布陣を任された大和風水の一族。一族は名前の最後に「風」の字がある。彼らの陣はその土地に満ちた気脈を維持・制御するものである。水一族の妨害があったが当時の長がこれを撃退し、魔法陣の布陣に成功する。
なお、風水編に登場した技の正確な漢字表記は不明である。
永劫の陣（えいごうのじん）
徳川家康が風一族に江戸を災いから守るため作らせた魔法陣。まず、イザナギ命を祀る社をいくつか建立し、それぞれを三地点で結び、邪気を封印する。さらにそれを五芒星の形状に重ね守護の威力を増加させる。その五芒星の一星であるのが神谷道場、赤べこである。
北斗の陣（ほくとのじん）
寛永寺・増上寺・浅草寺の三寺で東京の鬼門である巽を守護していた陣。三寺の配置によって龍の頭・心臓・尾を形成する。

陣風（じんぷう）
声 - 子安武人
風水を操る風一族の最後の生き残り。服装は全体的に緑色をしている。羅盤にもなっている八卦鏡を使う。龍脈による東京破壊を阻止するため、剣心と武蔵野の地底、日光などに行き共闘する。なお、かつて想いを通じ合った人がいたが、陣風にその使命を全うさせようとした彼女が去ったため子は無く、一族は自分で途絶えてしまうと語る。事件解決後、堀田から翡翠の紋章を受け取り、どこかへ封印するため旅に出た。
技
陣・旋風波（じん・せんぷうは）
陣風が襲い掛かる式神に使用した。相手を凄まじい風で吹き飛ばす。
裂爆波（れつばくは）
泉を守る五芒星を陣風が破壊したとき使用した強力な技。球状に凝縮した気を対象に命中させる。
鎮眼の陣（ちんがんのじん）
龍脈が邪悪化することを静めるため陣風が使用した。
退・雀・清・浄（たい・じゃく・せい・じょう）
玉座の陣で幻に苦しむ剣心に陣風が邪気を弱めるために使用した。
大和風水・鳳凰の陣（やまとふうすい・ほうおうのじん）
陣風が己の命を懸けて捨て身で霊水に放った技。強力な気を相手にぶつける。

風一族の長
声 - 稲葉実
275年前に風一族の長であった男で、仮面を被っている。気を衝撃波として発することで相手を吹き飛ばす。永劫の陣の布陣を阻む水一族に対し部下の気を自らに集約させ、全ての気の力を駆使して撃退。見事布陣を成功させる。

#### 水一族（みずいちぞく）
風一族と対をなす風水の一族。一族は名前の最後に「水」の字がある。彼らの陣は気脈を自在に操ることを主眼にしており、時には攻撃のために用いられる諸刃の剣である。風一族に敗れた後、大陸に渡り火炎の力・唐風水を会得する。
邪鏡の陣（じゃきょうのじん）
風水を使用すると自動的に術者に反撃がされるという罠。武蔵野の地底に水一族が仕掛けた。

霊水（れいすい）
声 - 結城比呂
風水を操る水一族の長。黒っぽい服装で、主に魯班尺を使う。東京府を守護する魔法陣の結界を除き、武蔵野の地底の龍脈で工部省や警視庁、兵部省、司法省を消滅させたが真の目的は太政官会議での政府高官の抹殺、その後の水一族の日本の覇権を握ることであった。龍脈を螺旋状に動かすことでその威力を増幅させ日光でその進路を東京に変更しようと戦場ヶ原で玉座の陣を組んでいた。そこへやって来た陣風と戦うが彼の命を懸けた力の前に敗れる。しかし、自らを犠牲に玉座の陣を復活させた。
神谷道場で剣心を迷宮回廊の陣に引き込み、土龍閃を自らの力で相殺したりした。また、式神を操ることも可能。
式神（しきがみ）
霊水が操る存在で、複数体存在する。魯班尺から気を放って相手を吹き飛ばしたり、数体が魯班尺を相手に向けてかざすことで相手を結界内に閉じ込めることが可能。通常の攻撃ではなかなか倒れないが、気の回流点である脇部分が弱点。終盤では霊水が防壁の陣を発動した際、数体の式神が気の塊に巻き込まれて消滅している。
技
迷宮回廊の陣（めいきゅうかいろうのじん）
神谷道場で霊水が剣心に使用した。剣心が見たのはかつて自分が殺害した新選組隊士の怨念であった。
入邪の法（にゅうじゃのほう）
大和風水でも禁じ手とされる外法。これを受けた者の傷口から自然の邪気を入り込ませ、体を内部から腐らせ死に至らしめる。これを解くには武蔵野の地底泉・「龍の泉（りゅうのいずみ）」の水を飲ませるしかない。一度は薫もこの技を喰らい、死の危機に瀕した。
唐風水・玉座の陣（とうふうすい・ぎょくざのじん）
龍脈の進路を変更するため霊水が使用した陣。また、敵に対しても使用可能であり、その時は相手の心に巣食う幻を見せる。
唐風水・防壁の陣（とうふうすい・ぼうへきのじん）
青い炎のような気の塊を放出し、風水士にしか越えることのできない結界を生成する。霊水が陣風と決着をつけるために使用した。その名を聞いた佐伯が恐ろしさのあまりその場を逃げた。
唐風水・狼牙の陣（とうふうすい・ろうがのじん）
霊水が陣風の必殺の技に対して使用した技。竜巻のようなものが飛び出る。

佐伯優之進（さえき ゆうのしん） / 幽水（ゆうすい）
声 - 大黒和広
海運や不動産業で急速に力をつけている「佐伯商会（さえきしょうかい）」の会長。その正体は「幽水」という水一族の一人。慈善家を装っているが、本性は強引な性格で、立ち退こうとしない者には式神での攻撃を加えるなどする。武蔵野の地底に眠る龍脈を引き出すため、政府高官に武蔵野の鉄道敷設を黙認させるため多額の賄賂を贈る。立場的には霊水の配下であるが、内心では龍脈を自在に操れる絶大なる力を秘めた「翡翠の紋章」を使い、彼を超える力を手に入れ自らが一族の長として、この世の“光”となり支配することを画策しており、翡翠の紋章を所持していることを霊水に隠していた。霊水が消滅した後、翡翠の紋章を使い気脈を自在に操る強大な力を手に入れ、地中の仕掛立体陣を起動することで破壊の龍脈を発動させその野望を実現させようとする。しかし、逆刃刀を龍の泉の水で浸した剣心の土龍閃で仕掛立体陣は崩壊し、翡翠の紋章を落としたところを左之助に奪われ、陣風によって龍脈を消滅させられ、その野望が潰える。
水一族の長
声 - 田中完
275年前の水一族の長で、部下共々編み笠を被っている。戦闘時は気を稲妻のように放出して相手を攻撃する。「1つの国に風水を司る一族は2つもいらぬ」との主張から、風一族の永劫の陣を崩そうと画策。陣を構成する社の1つを破壊するも、風一族の長の全ての気を集約した猛攻の前に敗退。いずれ水一族が日本に戻ることを示唆しつつ姿を消した。

## 劇場版 維新志士への鎮魂歌の人物
- 西郷隆盛、坂本龍馬については、#実在の人物を参照。

時雨滝魅（しぐれ たきみ）
声 - 井上和彦
剣心一行が横浜に行った時に出会った志士。元会津藩士。背中まである長い髪を束ねており白の袴を着用し、堂々と帯刀している。剣心たちと度々会うようになり親睦を深める。しかし今の政府を倒し、維新をやり直す「新・維新」を企てており、それが亡くなった高槻厳達への罪滅ぼしになると考え、政府に反旗を翻し剣心と戦うことになる。斎鬼鹿沼流の使い手で、「鹿沼三羽烏」の1人。自ら厳達より強いとも言った通り序盤は剣心を圧倒していた。龍槌閃をはじめとする剣心の太刀筋を完全に見切っている（人斬り時代の剣心が厳達を龍槌閃で倒した瞬間を目撃し脳裏から離れなかったため）。剣心との決着が着いた後、田母野が陸軍に撃たせた銃弾から朱鷺を守り、朱鷺と剣心と左之助に看取られ息を引き取る。
斎鬼鹿沼流（さいきかぬまりゅう）
時雨滝魅や高槻厳達が使う流派。鞘と剣を二刀流のように使うのが特徴。屋内での戦闘を得意とする。なお時雨は鉄拵えの鞘に紐を付けての鞘打ちを多用した。
鹿沼・消月剣（かぬま・しょうげつけん）
鞘を相手に向け、どこから自らの剣撃が出るかを見抜かれないようにする。
鹿沼・消陽剣（かぬま・しょうようけん）
円を描いての二段攻撃。間合いの外でも鞘を飛ばすことで攻撃可能。
鹿沼・消炎剣（かぬま・しょうえんけん）
鞘を地面と摩擦させ、鞘に着火させる。時雨が使った技。
秘剣・双頭剣（ひけん・そうとうけん）
空に飛び上がった剣心を攻撃するため、時雨が使った技。二本の刀を交差させ切り裂く技。

高槻朱鷺（たかつき とき）
声 - 宮村優子
厳達の年の離れた妹。14年前に厳達が亡くなった時彼女は4歳だった。東京で時雨と暮らしている。真似事で塾を開いていて子供たちからも慕われている。料理の腕については弥彦と左之助いわく「薫より遥かに上手い」とのこと。時雨に想いを寄せていた。時雨の死後、剣心自身の口から剣心が抜刀斎であることと厳達を殺した人間であることを明かされる。その後、時雨の遺品を埋めるために故郷の会津へ旅に出た。
武蔵野泰春（むさしの やすはる）
声 - 山口勝平
時雨を慕っている青年。弥彦に剣術の稽古をつけ、弥彦は彼を剣心と同じぐらい慕っていた。彼の父親も弥彦の父親と同じく彰義隊として戦い、戦死している。時雨の計画に参加するが、陸軍の撃った銃弾から時雨を庇い、新維新の成功を時雨に頼みつつ絶命する。弥彦は彼の遺体を見た時号泣した。
加治木貞史郎（かじき さだしろう）
声 - 子安武人
元会津藩士。時雨や厳達の幕末からの同志であるが、裏では政府高官の地位を目当てに時雨を裏切り田母野に取り入っていた。しかし最終的に田母野に裏切られ、逃亡。直後、眼前に現れた斎藤をただの剣客警官だと思い、自分が今回の事件の最後の生き証人だと騙して斬ろうとするが、「悪・即・斬」のもとに逆に牙突ですらない一閃で斬られる。その際、斎藤の正体に気付くがそのまま死亡。
田母野鋭敏（たもの えいびん）
声 - 小杉十郎太
男爵の位を持つ政府の軍人。山県有朋を陥れて陸軍卿の座を奪おうと加治木に陸軍の武器の横流しをした（だが加治木を仲間など思っていない）。剣心と時雨の決着がついた時、剣心と左之助を含めて時雨たちを皆殺しにしようとし陸軍に発砲させ、時雨を殺害した。その行為が剣心の逆鱗に触れ、サーベルを抜く間も無く倒され、その後、警察に連行された。剣心=人斬り抜刀斎であることは最後まで気付いていなかったようである。
高槻厳達（たかつき げんたつ）
声 - 佐々木望
元会津藩士。時雨と加治木の幕末のころの同士で朱鷺の兄。「鹿沼三羽烏」（厳達と時雨以外のもう1人については作中明かされていない）と言われたほどの武士。人斬り厳達と言われるがそれは家族や知人が幸せのために剣を振るっていた。薩長同盟を阻止しようとして会合場所の鈴屋を同士の桜井・浅見・横田と襲撃するが、護衛に付いていた抜刀斎の龍槌閃を受けて死亡。この際、抜刀斎に傷を負わせている。彼の死が時雨が政府に反乱を起こす原因になった。時雨邸の仏壇にある彼の戒名は「厳光院高明真達居士」である。

## 実写映画版
- 伊藤博文、井上馨については、#実在の人物を参照。

我荒兄弟（があらきょうだい）
演 - 平山祐介（兄）、深水元基（弟）
観柳の手下で、本編では言及されていないが元々野武士だったらしい。観柳の命令を受けて手下を引き連れ神谷道場を荒らすも、剣心に撃破された。その後は手下と共に警官隊に逮捕されたが、観柳に見捨てられる形で、夜中に護送されている途中で刃衛に警官もろとも全員斬殺される。戌亥番神とは折り合いが悪く、よく口論になっていた。
洋装の男たち
演 - 本田大輔（児玉）、岡本光太郎（菊池）、山崎潤（三井）
観柳の執事である、白スーツを着た3人の男。スーツだけでなく扇子や眼鏡に至るまで全く同じコーディネートをしており、観柳のご機嫌を窺うだけの無個性な人物に徹している。
久保（くぼ）夫妻
演 - 矢柴俊博（夫）、阿南敦子（妻）
水島（みずしま）
演 - 落合モトキ
警察官。神谷道場を襲撃した我荒兄弟と仲間連中を逮捕し、逆刃刀を持っていた剣心も連行した。後に警察署での斎藤と剣心のやり取りで、剣心が「人斬り抜刀斎」本人であることを知る。我荒兄弟の護送中に刃衛によって斬殺される。既婚者。彼の死と泣く妻の姿は、剣心に過去の過ちを思い出させた。
高野
演 - 眞島秀和
京都警察の警察官。斎藤の部下。志々雄による京都大火計画を阻止すべく警官の精鋭部隊を率いる。後に浦賀の海岸に於いて不二に刺殺されるが、死の間際に斎藤から労いの言葉をかけられた。
乾天門
演 - 丞威
『最終章 The Final』における縁一派の一人。原作における戌亥番神に相当する。鋼の武器で覆った両腕、両足を自由自在に繰り出し戦う屈強な男。剣心を殺すのは「早い者勝ち」と意気込み、八ツ目無名異と共に東京の町に血の雨を降らす。

## 読み切り作品「るろうに」登場人物
本編の前日談とされる、単行本第1巻（完全版第1巻）に収録された読み切り作品と、パイロット・フィルム版に当たる単行本第3巻（完全版第3巻）に収録された読み切り作品の登場人物を紹介。
流浪人
幕末の維新志士・緋村抜刀斎その人。維新後の名前は明かされていないが、本編でいえば剣心である。悪人たちから仲間になる誘いをかけられた際に「一緒にするなよ」、戦いの際は「遅えよ」と冷たく告げるなど、剣心と比べると荒い一面を持つ。単行本および完全版第3巻の作品では薫たちの父・神谷越路郎とは志士時代の戦友という設定になっている。なお、読切版のオチは毎回彼の年齢は一体何歳なのかと、ヒロインが絶句するというものである（本編の第一幕でもそのオチが継承されている）。

### 第1巻
来迎寺千鶴（らいこうじ ちづる）
声 - ふじたれいこ
貿易商・来迎寺宗巌（らいこうじ むねいわ）の孫娘。両親は幼少時に維新志士と幕臣との闘争の巻き添えになって殺され、以後は祖父により養育されている。本人が言うには「両親の死は引きずっていない」とのこと。気が強く行動派で図々しい性格。本編の1年前に流浪人と出会い、回天党に誘拐されたところを助けられた。本編にも出そうという話があったものの結局登場はしなかったが、OVA『星霜編』では剣路の恋人という形で登場している。
回天党の首領
不平士族集団「神州近衛武士団回天党（しんしゅうこのえぶしだんかいてんとう）」の首領。黒南蛮鉄の甲冑を纏っており、並みの攻撃は通用しない。身代金目当てに千鶴を拉致するが、助けに入った流浪人と対決。甲冑を打ち砕かれてあえなく敗北した。

### 第3巻
神谷弥彦
神谷括心流道場に住む、神谷家の長男であり、恵、薫の弟。
神谷薫
神谷括心流道場に住む、神谷家の次女であり、恵の妹。
神谷恵
神谷括心流道場に住む、神谷家の長女であり、薫の姉。
西脇（にしわき）
元々は神谷括心流の門下生。越路郎の死後、道場を乗っ取り、賭場に改装していた。恵を妻に迎えようとするが事情を知った流浪人に阻まれ、銃を使って反撃するも弾道と引き金を引くタイミングを読まれ敗北。その強さの前に失禁し、二度と3人に手を出さないことを誓わされた。彼のデザインは本編の観柳に流用された。また第1話で鬼平館の悪党の一人が「西脇」という名前であった。キネマ版では道場で観柳と弥彦が対決しており、最終的に弥彦が逆転勝利している。